# Difesa ippopotamo
Con il termine difesa ippopotamo o difesa Adams si intende una apertura del gioco degli scacchi caratterizzata da 10 mosse principali da parte del nero (giocate in vari ordini di mosse):

1... g6  2... Ag7  3... d6  4... e6  5... Cd7  6... h6  7... a6  8... b6  9... Ce7  10... Ab7
Come altre aperture eccentriche viene catalogata con il codice ECO B00.
Questo sistema di gioco è molto simile alla difesa Hedgehog, con la differenza che il nero sviluppa l'alfiere camposcuro in g7 anziché in e7, e il cavallo g8 in e7 anziché in f6.

## Variante dell'ippopotamo
|   | a | b | c | d | e | f | g | h |   |
| 8 | a8 torre del nero · c8 alfiere del nero · d8 donna del nero · e8 re del nero · h8 torre del nero · a7 pedone del nero · b7 pedone del nero · c7 pedone del nero · d7 cavallo del nero · e7 cavallo del nero · f7 pedone del nero · g7 alfiere del nero · h7 pedone del nero · d6 pedone del nero · e6 pedone del nero · g6 pedone del nero · d4 pedone del bianco · e4 pedone del bianco · c3 pedone del bianco · f3 cavallo del bianco · a2 pedone del bianco · b2 pedone del bianco · e2 alfiere del bianco · f2 pedone del bianco · g2 pedone del bianco · h2 pedone del bianco · a1 torre del bianco · b1 cavallo del bianco · c1 alfiere del bianco · d1 donna del bianco · f1 torre del bianco · g1 re del bianco | a8 torre del nero · c8 alfiere del nero · d8 donna del nero · e8 re del nero · h8 torre del nero · a7 pedone del nero · b7 pedone del nero · c7 pedone del nero · d7 cavallo del nero · e7 cavallo del nero · f7 pedone del nero · g7 alfiere del nero · h7 pedone del nero · d6 pedone del nero · e6 pedone del nero · g6 pedone del nero · d4 pedone del bianco · e4 pedone del bianco · c3 pedone del bianco · f3 cavallo del bianco · a2 pedone del bianco · b2 pedone del bianco · e2 alfiere del bianco · f2 pedone del bianco · g2 pedone del bianco · h2 pedone del bianco · a1 torre del bianco · b1 cavallo del bianco · c1 alfiere del bianco · d1 donna del bianco · f1 torre del bianco · g1 re del bianco | a8 torre del nero · c8 alfiere del nero · d8 donna del nero · e8 re del nero · h8 torre del nero · a7 pedone del nero · b7 pedone del nero · c7 pedone del nero · d7 cavallo del nero · e7 cavallo del nero · f7 pedone del nero · g7 alfiere del nero · h7 pedone del nero · d6 pedone del nero · e6 pedone del nero · g6 pedone del nero · d4 pedone del bianco · e4 pedone del bianco · c3 pedone del bianco · f3 cavallo del bianco · a2 pedone del bianco · b2 pedone del bianco · e2 alfiere del bianco · f2 pedone del bianco · g2 pedone del bianco · h2 pedone del bianco · a1 torre del bianco · b1 cavallo del bianco · c1 alfiere del bianco · d1 donna del bianco · f1 torre del bianco · g1 re del bianco | a8 torre del nero · c8 alfiere del nero · d8 donna del nero · e8 re del nero · h8 torre del nero · a7 pedone del nero · b7 pedone del nero · c7 pedone del nero · d7 cavallo del nero · e7 cavallo del nero · f7 pedone del nero · g7 alfiere del nero · h7 pedone del nero · d6 pedone del nero · e6 pedone del nero · g6 pedone del nero · d4 pedone del bianco · e4 pedone del bianco · c3 pedone del bianco · f3 cavallo del bianco · a2 pedone del bianco · b2 pedone del bianco · e2 alfiere del bianco · f2 pedone del bianco · g2 pedone del bianco · h2 pedone del bianco · a1 torre del bianco · b1 cavallo del bianco · c1 alfiere del bianco · d1 donna del bianco · f1 torre del bianco · g1 re del bianco | a8 torre del nero · c8 alfiere del nero · d8 donna del nero · e8 re del nero · h8 torre del nero · a7 pedone del nero · b7 pedone del nero · c7 pedone del nero · d7 cavallo del nero · e7 cavallo del nero · f7 pedone del nero · g7 alfiere del nero · h7 pedone del nero · d6 pedone del nero · e6 pedone del nero · g6 pedone del nero · d4 pedone del bianco · e4 pedone del bianco · c3 pedone del bianco · f3 cavallo del bianco · a2 pedone del bianco · b2 pedone del bianco · e2 alfiere del bianco · f2 pedone del bianco · g2 pedone del bianco · h2 pedone del bianco · a1 torre del bianco · b1 cavallo del bianco · c1 alfiere del bianco · d1 donna del bianco · f1 torre del bianco · g1 re del bianco | a8 torre del nero · c8 alfiere del nero · d8 donna del nero · e8 re del nero · h8 torre del nero · a7 pedone del nero · b7 pedone del nero · c7 pedone del nero · d7 cavallo del nero · e7 cavallo del nero · f7 pedone del nero · g7 alfiere del nero · h7 pedone del nero · d6 pedone del nero · e6 pedone del nero · g6 pedone del nero · d4 pedone del bianco · e4 pedone del bianco · c3 pedone del bianco · f3 cavallo del bianco · a2 pedone del bianco · b2 pedone del bianco · e2 alfiere del bianco · f2 pedone del bianco · g2 pedone del bianco · h2 pedone del bianco · a1 torre del bianco · b1 cavallo del bianco · c1 alfiere del bianco · d1 donna del bianco · f1 torre del bianco · g1 re del bianco | a8 torre del nero · c8 alfiere del nero · d8 donna del nero · e8 re del nero · h8 torre del nero · a7 pedone del nero · b7 pedone del nero · c7 pedone del nero · d7 cavallo del nero · e7 cavallo del nero · f7 pedone del nero · g7 alfiere del nero · h7 pedone del nero · d6 pedone del nero · e6 pedone del nero · g6 pedone del nero · d4 pedone del bianco · e4 pedone del bianco · c3 pedone del bianco · f3 cavallo del bianco · a2 pedone del bianco · b2 pedone del bianco · e2 alfiere del bianco · f2 pedone del bianco · g2 pedone del bianco · h2 pedone del bianco · a1 torre del bianco · b1 cavallo del bianco · c1 alfiere del bianco · d1 donna del bianco · f1 torre del bianco · g1 re del bianco | a8 torre del nero · c8 alfiere del nero · d8 donna del nero · e8 re del nero · h8 torre del nero · a7 pedone del nero · b7 pedone del nero · c7 pedone del nero · d7 cavallo del nero · e7 cavallo del nero · f7 pedone del nero · g7 alfiere del nero · h7 pedone del nero · d6 pedone del nero · e6 pedone del nero · g6 pedone del nero · d4 pedone del bianco · e4 pedone del bianco · c3 pedone del bianco · f3 cavallo del bianco · a2 pedone del bianco · b2 pedone del bianco · e2 alfiere del bianco · f2 pedone del bianco · g2 pedone del bianco · h2 pedone del bianco · a1 torre del bianco · b1 cavallo del bianco · c1 alfiere del bianco · d1 donna del bianco · f1 torre del bianco · g1 re del bianco | 8 |
| 7 | a8 torre del nero · c8 alfiere del nero · d8 donna del nero · e8 re del nero · h8 torre del nero · a7 pedone del nero · b7 pedone del nero · c7 pedone del nero · d7 cavallo del nero · e7 cavallo del nero · f7 pedone del nero · g7 alfiere del nero · h7 pedone del nero · d6 pedone del nero · e6 pedone del nero · g6 pedone del nero · d4 pedone del bianco · e4 pedone del bianco · c3 pedone del bianco · f3 cavallo del bianco · a2 pedone del bianco · b2 pedone del bianco · e2 alfiere del bianco · f2 pedone del bianco · g2 pedone del bianco · h2 pedone del bianco · a1 torre del bianco · b1 cavallo del bianco · c1 alfiere del bianco · d1 donna del bianco · f1 torre del bianco · g1 re del bianco | a8 torre del nero · c8 alfiere del nero · d8 donna del nero · e8 re del nero · h8 torre del nero · a7 pedone del nero · b7 pedone del nero · c7 pedone del nero · d7 cavallo del nero · e7 cavallo del nero · f7 pedone del nero · g7 alfiere del nero · h7 pedone del nero · d6 pedone del nero · e6 pedone del nero · g6 pedone del nero · d4 pedone del bianco · e4 pedone del bianco · c3 pedone del bianco · f3 cavallo del bianco · a2 pedone del bianco · b2 pedone del bianco · e2 alfiere del bianco · f2 pedone del bianco · g2 pedone del bianco · h2 pedone del bianco · a1 torre del bianco · b1 cavallo del bianco · c1 alfiere del bianco · d1 donna del bianco · f1 torre del bianco · g1 re del bianco | a8 torre del nero · c8 alfiere del nero · d8 donna del nero · e8 re del nero · h8 torre del nero · a7 pedone del nero · b7 pedone del nero · c7 pedone del nero · d7 cavallo del nero · e7 cavallo del nero · f7 pedone del nero · g7 alfiere del nero · h7 pedone del nero · d6 pedone del nero · e6 pedone del nero · g6 pedone del nero · d4 pedone del bianco · e4 pedone del bianco · c3 pedone del bianco · f3 cavallo del bianco · a2 pedone del bianco · b2 pedone del bianco · e2 alfiere del bianco · f2 pedone del bianco · g2 pedone del bianco · h2 pedone del bianco · a1 torre del bianco · b1 cavallo del bianco · c1 alfiere del bianco · d1 donna del bianco · f1 torre del bianco · g1 re del bianco | a8 torre del nero · c8 alfiere del nero · d8 donna del nero · e8 re del nero · h8 torre del nero · a7 pedone del nero · b7 pedone del nero · c7 pedone del nero · d7 cavallo del nero · e7 cavallo del nero · f7 pedone del nero · g7 alfiere del nero · h7 pedone del nero · d6 pedone del nero · e6 pedone del nero · g6 pedone del nero · d4 pedone del bianco · e4 pedone del bianco · c3 pedone del bianco · f3 cavallo del bianco · a2 pedone del bianco · b2 pedone del bianco · e2 alfiere del bianco · f2 pedone del bianco · g2 pedone del bianco · h2 pedone del bianco · a1 torre del bianco · b1 cavallo del bianco · c1 alfiere del bianco · d1 donna del bianco · f1 torre del bianco · g1 re del bianco | a8 torre del nero · c8 alfiere del nero · d8 donna del nero · e8 re del nero · h8 torre del nero · a7 pedone del nero · b7 pedone del nero · c7 pedone del nero · d7 cavallo del nero · e7 cavallo del nero · f7 pedone del nero · g7 alfiere del nero · h7 pedone del nero · d6 pedone del nero · e6 pedone del nero · g6 pedone del nero · d4 pedone del bianco · e4 pedone del bianco · c3 pedone del bianco · f3 cavallo del bianco · a2 pedone del bianco · b2 pedone del bianco · e2 alfiere del bianco · f2 pedone del bianco · g2 pedone del bianco · h2 pedone del bianco · a1 torre del bianco · b1 cavallo del bianco · c1 alfiere del bianco · d1 donna del bianco · f1 torre del bianco · g1 re del bianco | a8 torre del nero · c8 alfiere del nero · d8 donna del nero · e8 re del nero · h8 torre del nero · a7 pedone del nero · b7 pedone del nero · c7 pedone del nero · d7 cavallo del nero · e7 cavallo del nero · f7 pedone del nero · g7 alfiere del nero · h7 pedone del nero · d6 pedone del nero · e6 pedone del nero · g6 pedone del nero · d4 pedone del bianco · e4 pedone del bianco · c3 pedone del bianco · f3 cavallo del bianco · a2 pedone del bianco · b2 pedone del bianco · e2 alfiere del bianco · f2 pedone del bianco · g2 pedone del bianco · h2 pedone del bianco · a1 torre del bianco · b1 cavallo del bianco · c1 alfiere del bianco · d1 donna del bianco · f1 torre del bianco · g1 re del bianco | a8 torre del nero · c8 alfiere del nero · d8 donna del nero · e8 re del nero · h8 torre del nero · a7 pedone del nero · b7 pedone del nero · c7 pedone del nero · d7 cavallo del nero · e7 cavallo del nero · f7 pedone del nero · g7 alfiere del nero · h7 pedone del nero · d6 pedone del nero · e6 pedone del nero · g6 pedone del nero · d4 pedone del bianco · e4 pedone del bianco · c3 pedone del bianco · f3 cavallo del bianco · a2 pedone del bianco · b2 pedone del bianco · e2 alfiere del bianco · f2 pedone del bianco · g2 pedone del bianco · h2 pedone del bianco · a1 torre del bianco · b1 cavallo del bianco · c1 alfiere del bianco · d1 donna del bianco · f1 torre del bianco · g1 re del bianco | a8 torre del nero · c8 alfiere del nero · d8 donna del nero · e8 re del nero · h8 torre del nero · a7 pedone del nero · b7 pedone del nero · c7 pedone del nero · d7 cavallo del nero · e7 cavallo del nero · f7 pedone del nero · g7 alfiere del nero · h7 pedone del nero · d6 pedone del nero · e6 pedone del nero · g6 pedone del nero · d4 pedone del bianco · e4 pedone del bianco · c3 pedone del bianco · f3 cavallo del bianco · a2 pedone del bianco · b2 pedone del bianco · e2 alfiere del bianco · f2 pedone del bianco · g2 pedone del bianco · h2 pedone del bianco · a1 torre del bianco · b1 cavallo del bianco · c1 alfiere del bianco · d1 donna del bianco · f1 torre del bianco · g1 re del bianco | 7 |
| 6 | a8 torre del nero · c8 alfiere del nero · d8 donna del nero · e8 re del nero · h8 torre del nero · a7 pedone del nero · b7 pedone del nero · c7 pedone del nero · d7 cavallo del nero · e7 cavallo del nero · f7 pedone del nero · g7 alfiere del nero · h7 pedone del nero · d6 pedone del nero · e6 pedone del nero · g6 pedone del nero · d4 pedone del bianco · e4 pedone del bianco · c3 pedone del bianco · f3 cavallo del bianco · a2 pedone del bianco · b2 pedone del bianco · e2 alfiere del bianco · f2 pedone del bianco · g2 pedone del bianco · h2 pedone del bianco · a1 torre del bianco · b1 cavallo del bianco · c1 alfiere del bianco · d1 donna del bianco · f1 torre del bianco · g1 re del bianco | a8 torre del nero · c8 alfiere del nero · d8 donna del nero · e8 re del nero · h8 torre del nero · a7 pedone del nero · b7 pedone del nero · c7 pedone del nero · d7 cavallo del nero · e7 cavallo del nero · f7 pedone del nero · g7 alfiere del nero · h7 pedone del nero · d6 pedone del nero · e6 pedone del nero · g6 pedone del nero · d4 pedone del bianco · e4 pedone del bianco · c3 pedone del bianco · f3 cavallo del bianco · a2 pedone del bianco · b2 pedone del bianco · e2 alfiere del bianco · f2 pedone del bianco · g2 pedone del bianco · h2 pedone del bianco · a1 torre del bianco · b1 cavallo del bianco · c1 alfiere del bianco · d1 donna del bianco · f1 torre del bianco · g1 re del bianco | a8 torre del nero · c8 alfiere del nero · d8 donna del nero · e8 re del nero · h8 torre del nero · a7 pedone del nero · b7 pedone del nero · c7 pedone del nero · d7 cavallo del nero · e7 cavallo del nero · f7 pedone del nero · g7 alfiere del nero · h7 pedone del nero · d6 pedone del nero · e6 pedone del nero · g6 pedone del nero · d4 pedone del bianco · e4 pedone del bianco · c3 pedone del bianco · f3 cavallo del bianco · a2 pedone del bianco · b2 pedone del bianco · e2 alfiere del bianco · f2 pedone del bianco · g2 pedone del bianco · h2 pedone del bianco · a1 torre del bianco · b1 cavallo del bianco · c1 alfiere del bianco · d1 donna del bianco · f1 torre del bianco · g1 re del bianco | a8 torre del nero · c8 alfiere del nero · d8 donna del nero · e8 re del nero · h8 torre del nero · a7 pedone del nero · b7 pedone del nero · c7 pedone del nero · d7 cavallo del nero · e7 cavallo del nero · f7 pedone del nero · g7 alfiere del nero · h7 pedone del nero · d6 pedone del nero · e6 pedone del nero · g6 pedone del nero · d4 pedone del bianco · e4 pedone del bianco · c3 pedone del bianco · f3 cavallo del bianco · a2 pedone del bianco · b2 pedone del bianco · e2 alfiere del bianco · f2 pedone del bianco · g2 pedone del bianco · h2 pedone del bianco · a1 torre del bianco · b1 cavallo del bianco · c1 alfiere del bianco · d1 donna del bianco · f1 torre del bianco · g1 re del bianco | a8 torre del nero · c8 alfiere del nero · d8 donna del nero · e8 re del nero · h8 torre del nero · a7 pedone del nero · b7 pedone del nero · c7 pedone del nero · d7 cavallo del nero · e7 cavallo del nero · f7 pedone del nero · g7 alfiere del nero · h7 pedone del nero · d6 pedone del nero · e6 pedone del nero · g6 pedone del nero · d4 pedone del bianco · e4 pedone del bianco · c3 pedone del bianco · f3 cavallo del bianco · a2 pedone del bianco · b2 pedone del bianco · e2 alfiere del bianco · f2 pedone del bianco · g2 pedone del bianco · h2 pedone del bianco · a1 torre del bianco · b1 cavallo del bianco · c1 alfiere del bianco · d1 donna del bianco · f1 torre del bianco · g1 re del bianco | a8 torre del nero · c8 alfiere del nero · d8 donna del nero · e8 re del nero · h8 torre del nero · a7 pedone del nero · b7 pedone del nero · c7 pedone del nero · d7 cavallo del nero · e7 cavallo del nero · f7 pedone del nero · g7 alfiere del nero · h7 pedone del nero · d6 pedone del nero · e6 pedone del nero · g6 pedone del nero · d4 pedone del bianco · e4 pedone del bianco · c3 pedone del bianco · f3 cavallo del bianco · a2 pedone del bianco · b2 pedone del bianco · e2 alfiere del bianco · f2 pedone del bianco · g2 pedone del bianco · h2 pedone del bianco · a1 torre del bianco · b1 cavallo del bianco · c1 alfiere del bianco · d1 donna del bianco · f1 torre del bianco · g1 re del bianco | a8 torre del nero · c8 alfiere del nero · d8 donna del nero · e8 re del nero · h8 torre del nero · a7 pedone del nero · b7 pedone del nero · c7 pedone del nero · d7 cavallo del nero · e7 cavallo del nero · f7 pedone del nero · g7 alfiere del nero · h7 pedone del nero · d6 pedone del nero · e6 pedone del nero · g6 pedone del nero · d4 pedone del bianco · e4 pedone del bianco · c3 pedone del bianco · f3 cavallo del bianco · a2 pedone del bianco · b2 pedone del bianco · e2 alfiere del bianco · f2 pedone del bianco · g2 pedone del bianco · h2 pedone del bianco · a1 torre del bianco · b1 cavallo del bianco · c1 alfiere del bianco · d1 donna del bianco · f1 torre del bianco · g1 re del bianco | a8 torre del nero · c8 alfiere del nero · d8 donna del nero · e8 re del nero · h8 torre del nero · a7 pedone del nero · b7 pedone del nero · c7 pedone del nero · d7 cavallo del nero · e7 cavallo del nero · f7 pedone del nero · g7 alfiere del nero · h7 pedone del nero · d6 pedone del nero · e6 pedone del nero · g6 pedone del nero · d4 pedone del bianco · e4 pedone del bianco · c3 pedone del bianco · f3 cavallo del bianco · a2 pedone del bianco · b2 pedone del bianco · e2 alfiere del bianco · f2 pedone del bianco · g2 pedone del bianco · h2 pedone del bianco · a1 torre del bianco · b1 cavallo del bianco · c1 alfiere del bianco · d1 donna del bianco · f1 torre del bianco · g1 re del bianco | 6 |
| 5 | a8 torre del nero · c8 alfiere del nero · d8 donna del nero · e8 re del nero · h8 torre del nero · a7 pedone del nero · b7 pedone del nero · c7 pedone del nero · d7 cavallo del nero · e7 cavallo del nero · f7 pedone del nero · g7 alfiere del nero · h7 pedone del nero · d6 pedone del nero · e6 pedone del nero · g6 pedone del nero · d4 pedone del bianco · e4 pedone del bianco · c3 pedone del bianco · f3 cavallo del bianco · a2 pedone del bianco · b2 pedone del bianco · e2 alfiere del bianco · f2 pedone del bianco · g2 pedone del bianco · h2 pedone del bianco · a1 torre del bianco · b1 cavallo del bianco · c1 alfiere del bianco · d1 donna del bianco · f1 torre del bianco · g1 re del bianco | a8 torre del nero · c8 alfiere del nero · d8 donna del nero · e8 re del nero · h8 torre del nero · a7 pedone del nero · b7 pedone del nero · c7 pedone del nero · d7 cavallo del nero · e7 cavallo del nero · f7 pedone del nero · g7 alfiere del nero · h7 pedone del nero · d6 pedone del nero · e6 pedone del nero · g6 pedone del nero · d4 pedone del bianco · e4 pedone del bianco · c3 pedone del bianco · f3 cavallo del bianco · a2 pedone del bianco · b2 pedone del bianco · e2 alfiere del bianco · f2 pedone del bianco · g2 pedone del bianco · h2 pedone del bianco · a1 torre del bianco · b1 cavallo del bianco · c1 alfiere del bianco · d1 donna del bianco · f1 torre del bianco · g1 re del bianco | a8 torre del nero · c8 alfiere del nero · d8 donna del nero · e8 re del nero · h8 torre del nero · a7 pedone del nero · b7 pedone del nero · c7 pedone del nero · d7 cavallo del nero · e7 cavallo del nero · f7 pedone del nero · g7 alfiere del nero · h7 pedone del nero · d6 pedone del nero · e6 pedone del nero · g6 pedone del nero · d4 pedone del bianco · e4 pedone del bianco · c3 pedone del bianco · f3 cavallo del bianco · a2 pedone del bianco · b2 pedone del bianco · e2 alfiere del bianco · f2 pedone del bianco · g2 pedone del bianco · h2 pedone del bianco · a1 torre del bianco · b1 cavallo del bianco · c1 alfiere del bianco · d1 donna del bianco · f1 torre del bianco · g1 re del bianco | a8 torre del nero · c8 alfiere del nero · d8 donna del nero · e8 re del nero · h8 torre del nero · a7 pedone del nero · b7 pedone del nero · c7 pedone del nero · d7 cavallo del nero · e7 cavallo del nero · f7 pedone del nero · g7 alfiere del nero · h7 pedone del nero · d6 pedone del nero · e6 pedone del nero · g6 pedone del nero · d4 pedone del bianco · e4 pedone del bianco · c3 pedone del bianco · f3 cavallo del bianco · a2 pedone del bianco · b2 pedone del bianco · e2 alfiere del bianco · f2 pedone del bianco · g2 pedone del bianco · h2 pedone del bianco · a1 torre del bianco · b1 cavallo del bianco · c1 alfiere del bianco · d1 donna del bianco · f1 torre del bianco · g1 re del bianco | a8 torre del nero · c8 alfiere del nero · d8 donna del nero · e8 re del nero · h8 torre del nero · a7 pedone del nero · b7 pedone del nero · c7 pedone del nero · d7 cavallo del nero · e7 cavallo del nero · f7 pedone del nero · g7 alfiere del nero · h7 pedone del nero · d6 pedone del nero · e6 pedone del nero · g6 pedone del nero · d4 pedone del bianco · e4 pedone del bianco · c3 pedone del bianco · f3 cavallo del bianco · a2 pedone del bianco · b2 pedone del bianco · e2 alfiere del bianco · f2 pedone del bianco · g2 pedone del bianco · h2 pedone del bianco · a1 torre del bianco · b1 cavallo del bianco · c1 alfiere del bianco · d1 donna del bianco · f1 torre del bianco · g1 re del bianco | a8 torre del nero · c8 alfiere del nero · d8 donna del nero · e8 re del nero · h8 torre del nero · a7 pedone del nero · b7 pedone del nero · c7 pedone del nero · d7 cavallo del nero · e7 cavallo del nero · f7 pedone del nero · g7 alfiere del nero · h7 pedone del nero · d6 pedone del nero · e6 pedone del nero · g6 pedone del nero · d4 pedone del bianco · e4 pedone del bianco · c3 pedone del bianco · f3 cavallo del bianco · a2 pedone del bianco · b2 pedone del bianco · e2 alfiere del bianco · f2 pedone del bianco · g2 pedone del bianco · h2 pedone del bianco · a1 torre del bianco · b1 cavallo del bianco · c1 alfiere del bianco · d1 donna del bianco · f1 torre del bianco · g1 re del bianco | a8 torre del nero · c8 alfiere del nero · d8 donna del nero · e8 re del nero · h8 torre del nero · a7 pedone del nero · b7 pedone del nero · c7 pedone del nero · d7 cavallo del nero · e7 cavallo del nero · f7 pedone del nero · g7 alfiere del nero · h7 pedone del nero · d6 pedone del nero · e6 pedone del nero · g6 pedone del nero · d4 pedone del bianco · e4 pedone del bianco · c3 pedone del bianco · f3 cavallo del bianco · a2 pedone del bianco · b2 pedone del bianco · e2 alfiere del bianco · f2 pedone del bianco · g2 pedone del bianco · h2 pedone del bianco · a1 torre del bianco · b1 cavallo del bianco · c1 alfiere del bianco · d1 donna del bianco · f1 torre del bianco · g1 re del bianco | a8 torre del nero · c8 alfiere del nero · d8 donna del nero · e8 re del nero · h8 torre del nero · a7 pedone del nero · b7 pedone del nero · c7 pedone del nero · d7 cavallo del nero · e7 cavallo del nero · f7 pedone del nero · g7 alfiere del nero · h7 pedone del nero · d6 pedone del nero · e6 pedone del nero · g6 pedone del nero · d4 pedone del bianco · e4 pedone del bianco · c3 pedone del bianco · f3 cavallo del bianco · a2 pedone del bianco · b2 pedone del bianco · e2 alfiere del bianco · f2 pedone del bianco · g2 pedone del bianco · h2 pedone del bianco · a1 torre del bianco · b1 cavallo del bianco · c1 alfiere del bianco · d1 donna del bianco · f1 torre del bianco · g1 re del bianco | 5 |
| 4 | a8 torre del nero · c8 alfiere del nero · d8 donna del nero · e8 re del nero · h8 torre del nero · a7 pedone del nero · b7 pedone del nero · c7 pedone del nero · d7 cavallo del nero · e7 cavallo del nero · f7 pedone del nero · g7 alfiere del nero · h7 pedone del nero · d6 pedone del nero · e6 pedone del nero · g6 pedone del nero · d4 pedone del bianco · e4 pedone del bianco · c3 pedone del bianco · f3 cavallo del bianco · a2 pedone del bianco · b2 pedone del bianco · e2 alfiere del bianco · f2 pedone del bianco · g2 pedone del bianco · h2 pedone del bianco · a1 torre del bianco · b1 cavallo del bianco · c1 alfiere del bianco · d1 donna del bianco · f1 torre del bianco · g1 re del bianco | a8 torre del nero · c8 alfiere del nero · d8 donna del nero · e8 re del nero · h8 torre del nero · a7 pedone del nero · b7 pedone del nero · c7 pedone del nero · d7 cavallo del nero · e7 cavallo del nero · f7 pedone del nero · g7 alfiere del nero · h7 pedone del nero · d6 pedone del nero · e6 pedone del nero · g6 pedone del nero · d4 pedone del bianco · e4 pedone del bianco · c3 pedone del bianco · f3 cavallo del bianco · a2 pedone del bianco · b2 pedone del bianco · e2 alfiere del bianco · f2 pedone del bianco · g2 pedone del bianco · h2 pedone del bianco · a1 torre del bianco · b1 cavallo del bianco · c1 alfiere del bianco · d1 donna del bianco · f1 torre del bianco · g1 re del bianco | a8 torre del nero · c8 alfiere del nero · d8 donna del nero · e8 re del nero · h8 torre del nero · a7 pedone del nero · b7 pedone del nero · c7 pedone del nero · d7 cavallo del nero · e7 cavallo del nero · f7 pedone del nero · g7 alfiere del nero · h7 pedone del nero · d6 pedone del nero · e6 pedone del nero · g6 pedone del nero · d4 pedone del bianco · e4 pedone del bianco · c3 pedone del bianco · f3 cavallo del bianco · a2 pedone del bianco · b2 pedone del bianco · e2 alfiere del bianco · f2 pedone del bianco · g2 pedone del bianco · h2 pedone del bianco · a1 torre del bianco · b1 cavallo del bianco · c1 alfiere del bianco · d1 donna del bianco · f1 torre del bianco · g1 re del bianco | a8 torre del nero · c8 alfiere del nero · d8 donna del nero · e8 re del nero · h8 torre del nero · a7 pedone del nero · b7 pedone del nero · c7 pedone del nero · d7 cavallo del nero · e7 cavallo del nero · f7 pedone del nero · g7 alfiere del nero · h7 pedone del nero · d6 pedone del nero · e6 pedone del nero · g6 pedone del nero · d4 pedone del bianco · e4 pedone del bianco · c3 pedone del bianco · f3 cavallo del bianco · a2 pedone del bianco · b2 pedone del bianco · e2 alfiere del bianco · f2 pedone del bianco · g2 pedone del bianco · h2 pedone del bianco · a1 torre del bianco · b1 cavallo del bianco · c1 alfiere del bianco · d1 donna del bianco · f1 torre del bianco · g1 re del bianco | a8 torre del nero · c8 alfiere del nero · d8 donna del nero · e8 re del nero · h8 torre del nero · a7 pedone del nero · b7 pedone del nero · c7 pedone del nero · d7 cavallo del nero · e7 cavallo del nero · f7 pedone del nero · g7 alfiere del nero · h7 pedone del nero · d6 pedone del nero · e6 pedone del nero · g6 pedone del nero · d4 pedone del bianco · e4 pedone del bianco · c3 pedone del bianco · f3 cavallo del bianco · a2 pedone del bianco · b2 pedone del bianco · e2 alfiere del bianco · f2 pedone del bianco · g2 pedone del bianco · h2 pedone del bianco · a1 torre del bianco · b1 cavallo del bianco · c1 alfiere del bianco · d1 donna del bianco · f1 torre del bianco · g1 re del bianco | a8 torre del nero · c8 alfiere del nero · d8 donna del nero · e8 re del nero · h8 torre del nero · a7 pedone del nero · b7 pedone del nero · c7 pedone del nero · d7 cavallo del nero · e7 cavallo del nero · f7 pedone del nero · g7 alfiere del nero · h7 pedone del nero · d6 pedone del nero · e6 pedone del nero · g6 pedone del nero · d4 pedone del bianco · e4 pedone del bianco · c3 pedone del bianco · f3 cavallo del bianco · a2 pedone del bianco · b2 pedone del bianco · e2 alfiere del bianco · f2 pedone del bianco · g2 pedone del bianco · h2 pedone del bianco · a1 torre del bianco · b1 cavallo del bianco · c1 alfiere del bianco · d1 donna del bianco · f1 torre del bianco · g1 re del bianco | a8 torre del nero · c8 alfiere del nero · d8 donna del nero · e8 re del nero · h8 torre del nero · a7 pedone del nero · b7 pedone del nero · c7 pedone del nero · d7 cavallo del nero · e7 cavallo del nero · f7 pedone del nero · g7 alfiere del nero · h7 pedone del nero · d6 pedone del nero · e6 pedone del nero · g6 pedone del nero · d4 pedone del bianco · e4 pedone del bianco · c3 pedone del bianco · f3 cavallo del bianco · a2 pedone del bianco · b2 pedone del bianco · e2 alfiere del bianco · f2 pedone del bianco · g2 pedone del bianco · h2 pedone del bianco · a1 torre del bianco · b1 cavallo del bianco · c1 alfiere del bianco · d1 donna del bianco · f1 torre del bianco · g1 re del bianco | a8 torre del nero · c8 alfiere del nero · d8 donna del nero · e8 re del nero · h8 torre del nero · a7 pedone del nero · b7 pedone del nero · c7 pedone del nero · d7 cavallo del nero · e7 cavallo del nero · f7 pedone del nero · g7 alfiere del nero · h7 pedone del nero · d6 pedone del nero · e6 pedone del nero · g6 pedone del nero · d4 pedone del bianco · e4 pedone del bianco · c3 pedone del bianco · f3 cavallo del bianco · a2 pedone del bianco · b2 pedone del bianco · e2 alfiere del bianco · f2 pedone del bianco · g2 pedone del bianco · h2 pedone del bianco · a1 torre del bianco · b1 cavallo del bianco · c1 alfiere del bianco · d1 donna del bianco · f1 torre del bianco · g1 re del bianco | 4 |
| 3 | a8 torre del nero · c8 alfiere del nero · d8 donna del nero · e8 re del nero · h8 torre del nero · a7 pedone del nero · b7 pedone del nero · c7 pedone del nero · d7 cavallo del nero · e7 cavallo del nero · f7 pedone del nero · g7 alfiere del nero · h7 pedone del nero · d6 pedone del nero · e6 pedone del nero · g6 pedone del nero · d4 pedone del bianco · e4 pedone del bianco · c3 pedone del bianco · f3 cavallo del bianco · a2 pedone del bianco · b2 pedone del bianco · e2 alfiere del bianco · f2 pedone del bianco · g2 pedone del bianco · h2 pedone del bianco · a1 torre del bianco · b1 cavallo del bianco · c1 alfiere del bianco · d1 donna del bianco · f1 torre del bianco · g1 re del bianco | a8 torre del nero · c8 alfiere del nero · d8 donna del nero · e8 re del nero · h8 torre del nero · a7 pedone del nero · b7 pedone del nero · c7 pedone del nero · d7 cavallo del nero · e7 cavallo del nero · f7 pedone del nero · g7 alfiere del nero · h7 pedone del nero · d6 pedone del nero · e6 pedone del nero · g6 pedone del nero · d4 pedone del bianco · e4 pedone del bianco · c3 pedone del bianco · f3 cavallo del bianco · a2 pedone del bianco · b2 pedone del bianco · e2 alfiere del bianco · f2 pedone del bianco · g2 pedone del bianco · h2 pedone del bianco · a1 torre del bianco · b1 cavallo del bianco · c1 alfiere del bianco · d1 donna del bianco · f1 torre del bianco · g1 re del bianco | a8 torre del nero · c8 alfiere del nero · d8 donna del nero · e8 re del nero · h8 torre del nero · a7 pedone del nero · b7 pedone del nero · c7 pedone del nero · d7 cavallo del nero · e7 cavallo del nero · f7 pedone del nero · g7 alfiere del nero · h7 pedone del nero · d6 pedone del nero · e6 pedone del nero · g6 pedone del nero · d4 pedone del bianco · e4 pedone del bianco · c3 pedone del bianco · f3 cavallo del bianco · a2 pedone del bianco · b2 pedone del bianco · e2 alfiere del bianco · f2 pedone del bianco · g2 pedone del bianco · h2 pedone del bianco · a1 torre del bianco · b1 cavallo del bianco · c1 alfiere del bianco · d1 donna del bianco · f1 torre del bianco · g1 re del bianco | a8 torre del nero · c8 alfiere del nero · d8 donna del nero · e8 re del nero · h8 torre del nero · a7 pedone del nero · b7 pedone del nero · c7 pedone del nero · d7 cavallo del nero · e7 cavallo del nero · f7 pedone del nero · g7 alfiere del nero · h7 pedone del nero · d6 pedone del nero · e6 pedone del nero · g6 pedone del nero · d4 pedone del bianco · e4 pedone del bianco · c3 pedone del bianco · f3 cavallo del bianco · a2 pedone del bianco · b2 pedone del bianco · e2 alfiere del bianco · f2 pedone del bianco · g2 pedone del bianco · h2 pedone del bianco · a1 torre del bianco · b1 cavallo del bianco · c1 alfiere del bianco · d1 donna del bianco · f1 torre del bianco · g1 re del bianco | a8 torre del nero · c8 alfiere del nero · d8 donna del nero · e8 re del nero · h8 torre del nero · a7 pedone del nero · b7 pedone del nero · c7 pedone del nero · d7 cavallo del nero · e7 cavallo del nero · f7 pedone del nero · g7 alfiere del nero · h7 pedone del nero · d6 pedone del nero · e6 pedone del nero · g6 pedone del nero · d4 pedone del bianco · e4 pedone del bianco · c3 pedone del bianco · f3 cavallo del bianco · a2 pedone del bianco · b2 pedone del bianco · e2 alfiere del bianco · f2 pedone del bianco · g2 pedone del bianco · h2 pedone del bianco · a1 torre del bianco · b1 cavallo del bianco · c1 alfiere del bianco · d1 donna del bianco · f1 torre del bianco · g1 re del bianco | a8 torre del nero · c8 alfiere del nero · d8 donna del nero · e8 re del nero · h8 torre del nero · a7 pedone del nero · b7 pedone del nero · c7 pedone del nero · d7 cavallo del nero · e7 cavallo del nero · f7 pedone del nero · g7 alfiere del nero · h7 pedone del nero · d6 pedone del nero · e6 pedone del nero · g6 pedone del nero · d4 pedone del bianco · e4 pedone del bianco · c3 pedone del bianco · f3 cavallo del bianco · a2 pedone del bianco · b2 pedone del bianco · e2 alfiere del bianco · f2 pedone del bianco · g2 pedone del bianco · h2 pedone del bianco · a1 torre del bianco · b1 cavallo del bianco · c1 alfiere del bianco · d1 donna del bianco · f1 torre del bianco · g1 re del bianco | a8 torre del nero · c8 alfiere del nero · d8 donna del nero · e8 re del nero · h8 torre del nero · a7 pedone del nero · b7 pedone del nero · c7 pedone del nero · d7 cavallo del nero · e7 cavallo del nero · f7 pedone del nero · g7 alfiere del nero · h7 pedone del nero · d6 pedone del nero · e6 pedone del nero · g6 pedone del nero · d4 pedone del bianco · e4 pedone del bianco · c3 pedone del bianco · f3 cavallo del bianco · a2 pedone del bianco · b2 pedone del bianco · e2 alfiere del bianco · f2 pedone del bianco · g2 pedone del bianco · h2 pedone del bianco · a1 torre del bianco · b1 cavallo del bianco · c1 alfiere del bianco · d1 donna del bianco · f1 torre del bianco · g1 re del bianco | a8 torre del nero · c8 alfiere del nero · d8 donna del nero · e8 re del nero · h8 torre del nero · a7 pedone del nero · b7 pedone del nero · c7 pedone del nero · d7 cavallo del nero · e7 cavallo del nero · f7 pedone del nero · g7 alfiere del nero · h7 pedone del nero · d6 pedone del nero · e6 pedone del nero · g6 pedone del nero · d4 pedone del bianco · e4 pedone del bianco · c3 pedone del bianco · f3 cavallo del bianco · a2 pedone del bianco · b2 pedone del bianco · e2 alfiere del bianco · f2 pedone del bianco · g2 pedone del bianco · h2 pedone del bianco · a1 torre del bianco · b1 cavallo del bianco · c1 alfiere del bianco · d1 donna del bianco · f1 torre del bianco · g1 re del bianco | 3 |
| 2 | a8 torre del nero · c8 alfiere del nero · d8 donna del nero · e8 re del nero · h8 torre del nero · a7 pedone del nero · b7 pedone del nero · c7 pedone del nero · d7 cavallo del nero · e7 cavallo del nero · f7 pedone del nero · g7 alfiere del nero · h7 pedone del nero · d6 pedone del nero · e6 pedone del nero · g6 pedone del nero · d4 pedone del bianco · e4 pedone del bianco · c3 pedone del bianco · f3 cavallo del bianco · a2 pedone del bianco · b2 pedone del bianco · e2 alfiere del bianco · f2 pedone del bianco · g2 pedone del bianco · h2 pedone del bianco · a1 torre del bianco · b1 cavallo del bianco · c1 alfiere del bianco · d1 donna del bianco · f1 torre del bianco · g1 re del bianco | a8 torre del nero · c8 alfiere del nero · d8 donna del nero · e8 re del nero · h8 torre del nero · a7 pedone del nero · b7 pedone del nero · c7 pedone del nero · d7 cavallo del nero · e7 cavallo del nero · f7 pedone del nero · g7 alfiere del nero · h7 pedone del nero · d6 pedone del nero · e6 pedone del nero · g6 pedone del nero · d4 pedone del bianco · e4 pedone del bianco · c3 pedone del bianco · f3 cavallo del bianco · a2 pedone del bianco · b2 pedone del bianco · e2 alfiere del bianco · f2 pedone del bianco · g2 pedone del bianco · h2 pedone del bianco · a1 torre del bianco · b1 cavallo del bianco · c1 alfiere del bianco · d1 donna del bianco · f1 torre del bianco · g1 re del bianco | a8 torre del nero · c8 alfiere del nero · d8 donna del nero · e8 re del nero · h8 torre del nero · a7 pedone del nero · b7 pedone del nero · c7 pedone del nero · d7 cavallo del nero · e7 cavallo del nero · f7 pedone del nero · g7 alfiere del nero · h7 pedone del nero · d6 pedone del nero · e6 pedone del nero · g6 pedone del nero · d4 pedone del bianco · e4 pedone del bianco · c3 pedone del bianco · f3 cavallo del bianco · a2 pedone del bianco · b2 pedone del bianco · e2 alfiere del bianco · f2 pedone del bianco · g2 pedone del bianco · h2 pedone del bianco · a1 torre del bianco · b1 cavallo del bianco · c1 alfiere del bianco · d1 donna del bianco · f1 torre del bianco · g1 re del bianco | a8 torre del nero · c8 alfiere del nero · d8 donna del nero · e8 re del nero · h8 torre del nero · a7 pedone del nero · b7 pedone del nero · c7 pedone del nero · d7 cavallo del nero · e7 cavallo del nero · f7 pedone del nero · g7 alfiere del nero · h7 pedone del nero · d6 pedone del nero · e6 pedone del nero · g6 pedone del nero · d4 pedone del bianco · e4 pedone del bianco · c3 pedone del bianco · f3 cavallo del bianco · a2 pedone del bianco · b2 pedone del bianco · e2 alfiere del bianco · f2 pedone del bianco · g2 pedone del bianco · h2 pedone del bianco · a1 torre del bianco · b1 cavallo del bianco · c1 alfiere del bianco · d1 donna del bianco · f1 torre del bianco · g1 re del bianco | a8 torre del nero · c8 alfiere del nero · d8 donna del nero · e8 re del nero · h8 torre del nero · a7 pedone del nero · b7 pedone del nero · c7 pedone del nero · d7 cavallo del nero · e7 cavallo del nero · f7 pedone del nero · g7 alfiere del nero · h7 pedone del nero · d6 pedone del nero · e6 pedone del nero · g6 pedone del nero · d4 pedone del bianco · e4 pedone del bianco · c3 pedone del bianco · f3 cavallo del bianco · a2 pedone del bianco · b2 pedone del bianco · e2 alfiere del bianco · f2 pedone del bianco · g2 pedone del bianco · h2 pedone del bianco · a1 torre del bianco · b1 cavallo del bianco · c1 alfiere del bianco · d1 donna del bianco · f1 torre del bianco · g1 re del bianco | a8 torre del nero · c8 alfiere del nero · d8 donna del nero · e8 re del nero · h8 torre del nero · a7 pedone del nero · b7 pedone del nero · c7 pedone del nero · d7 cavallo del nero · e7 cavallo del nero · f7 pedone del nero · g7 alfiere del nero · h7 pedone del nero · d6 pedone del nero · e6 pedone del nero · g6 pedone del nero · d4 pedone del bianco · e4 pedone del bianco · c3 pedone del bianco · f3 cavallo del bianco · a2 pedone del bianco · b2 pedone del bianco · e2 alfiere del bianco · f2 pedone del bianco · g2 pedone del bianco · h2 pedone del bianco · a1 torre del bianco · b1 cavallo del bianco · c1 alfiere del bianco · d1 donna del bianco · f1 torre del bianco · g1 re del bianco | a8 torre del nero · c8 alfiere del nero · d8 donna del nero · e8 re del nero · h8 torre del nero · a7 pedone del nero · b7 pedone del nero · c7 pedone del nero · d7 cavallo del nero · e7 cavallo del nero · f7 pedone del nero · g7 alfiere del nero · h7 pedone del nero · d6 pedone del nero · e6 pedone del nero · g6 pedone del nero · d4 pedone del bianco · e4 pedone del bianco · c3 pedone del bianco · f3 cavallo del bianco · a2 pedone del bianco · b2 pedone del bianco · e2 alfiere del bianco · f2 pedone del bianco · g2 pedone del bianco · h2 pedone del bianco · a1 torre del bianco · b1 cavallo del bianco · c1 alfiere del bianco · d1 donna del bianco · f1 torre del bianco · g1 re del bianco | a8 torre del nero · c8 alfiere del nero · d8 donna del nero · e8 re del nero · h8 torre del nero · a7 pedone del nero · b7 pedone del nero · c7 pedone del nero · d7 cavallo del nero · e7 cavallo del nero · f7 pedone del nero · g7 alfiere del nero · h7 pedone del nero · d6 pedone del nero · e6 pedone del nero · g6 pedone del nero · d4 pedone del bianco · e4 pedone del bianco · c3 pedone del bianco · f3 cavallo del bianco · a2 pedone del bianco · b2 pedone del bianco · e2 alfiere del bianco · f2 pedone del bianco · g2 pedone del bianco · h2 pedone del bianco · a1 torre del bianco · b1 cavallo del bianco · c1 alfiere del bianco · d1 donna del bianco · f1 torre del bianco · g1 re del bianco | 2 |
| 1 | a8 torre del nero · c8 alfiere del nero · d8 donna del nero · e8 re del nero · h8 torre del nero · a7 pedone del nero · b7 pedone del nero · c7 pedone del nero · d7 cavallo del nero · e7 cavallo del nero · f7 pedone del nero · g7 alfiere del nero · h7 pedone del nero · d6 pedone del nero · e6 pedone del nero · g6 pedone del nero · d4 pedone del bianco · e4 pedone del bianco · c3 pedone del bianco · f3 cavallo del bianco · a2 pedone del bianco · b2 pedone del bianco · e2 alfiere del bianco · f2 pedone del bianco · g2 pedone del bianco · h2 pedone del bianco · a1 torre del bianco · b1 cavallo del bianco · c1 alfiere del bianco · d1 donna del bianco · f1 torre del bianco · g1 re del bianco | a8 torre del nero · c8 alfiere del nero · d8 donna del nero · e8 re del nero · h8 torre del nero · a7 pedone del nero · b7 pedone del nero · c7 pedone del nero · d7 cavallo del nero · e7 cavallo del nero · f7 pedone del nero · g7 alfiere del nero · h7 pedone del nero · d6 pedone del nero · e6 pedone del nero · g6 pedone del nero · d4 pedone del bianco · e4 pedone del bianco · c3 pedone del bianco · f3 cavallo del bianco · a2 pedone del bianco · b2 pedone del bianco · e2 alfiere del bianco · f2 pedone del bianco · g2 pedone del bianco · h2 pedone del bianco · a1 torre del bianco · b1 cavallo del bianco · c1 alfiere del bianco · d1 donna del bianco · f1 torre del bianco · g1 re del bianco | a8 torre del nero · c8 alfiere del nero · d8 donna del nero · e8 re del nero · h8 torre del nero · a7 pedone del nero · b7 pedone del nero · c7 pedone del nero · d7 cavallo del nero · e7 cavallo del nero · f7 pedone del nero · g7 alfiere del nero · h7 pedone del nero · d6 pedone del nero · e6 pedone del nero · g6 pedone del nero · d4 pedone del bianco · e4 pedone del bianco · c3 pedone del bianco · f3 cavallo del bianco · a2 pedone del bianco · b2 pedone del bianco · e2 alfiere del bianco · f2 pedone del bianco · g2 pedone del bianco · h2 pedone del bianco · a1 torre del bianco · b1 cavallo del bianco · c1 alfiere del bianco · d1 donna del bianco · f1 torre del bianco · g1 re del bianco | a8 torre del nero · c8 alfiere del nero · d8 donna del nero · e8 re del nero · h8 torre del nero · a7 pedone del nero · b7 pedone del nero · c7 pedone del nero · d7 cavallo del nero · e7 cavallo del nero · f7 pedone del nero · g7 alfiere del nero · h7 pedone del nero · d6 pedone del nero · e6 pedone del nero · g6 pedone del nero · d4 pedone del bianco · e4 pedone del bianco · c3 pedone del bianco · f3 cavallo del bianco · a2 pedone del bianco · b2 pedone del bianco · e2 alfiere del bianco · f2 pedone del bianco · g2 pedone del bianco · h2 pedone del bianco · a1 torre del bianco · b1 cavallo del bianco · c1 alfiere del bianco · d1 donna del bianco · f1 torre del bianco · g1 re del bianco | a8 torre del nero · c8 alfiere del nero · d8 donna del nero · e8 re del nero · h8 torre del nero · a7 pedone del nero · b7 pedone del nero · c7 pedone del nero · d7 cavallo del nero · e7 cavallo del nero · f7 pedone del nero · g7 alfiere del nero · h7 pedone del nero · d6 pedone del nero · e6 pedone del nero · g6 pedone del nero · d4 pedone del bianco · e4 pedone del bianco · c3 pedone del bianco · f3 cavallo del bianco · a2 pedone del bianco · b2 pedone del bianco · e2 alfiere del bianco · f2 pedone del bianco · g2 pedone del bianco · h2 pedone del bianco · a1 torre del bianco · b1 cavallo del bianco · c1 alfiere del bianco · d1 donna del bianco · f1 torre del bianco · g1 re del bianco | a8 torre del nero · c8 alfiere del nero · d8 donna del nero · e8 re del nero · h8 torre del nero · a7 pedone del nero · b7 pedone del nero · c7 pedone del nero · d7 cavallo del nero · e7 cavallo del nero · f7 pedone del nero · g7 alfiere del nero · h7 pedone del nero · d6 pedone del nero · e6 pedone del nero · g6 pedone del nero · d4 pedone del bianco · e4 pedone del bianco · c3 pedone del bianco · f3 cavallo del bianco · a2 pedone del bianco · b2 pedone del bianco · e2 alfiere del bianco · f2 pedone del bianco · g2 pedone del bianco · h2 pedone del bianco · a1 torre del bianco · b1 cavallo del bianco · c1 alfiere del bianco · d1 donna del bianco · f1 torre del bianco · g1 re del bianco | a8 torre del nero · c8 alfiere del nero · d8 donna del nero · e8 re del nero · h8 torre del nero · a7 pedone del nero · b7 pedone del nero · c7 pedone del nero · d7 cavallo del nero · e7 cavallo del nero · f7 pedone del nero · g7 alfiere del nero · h7 pedone del nero · d6 pedone del nero · e6 pedone del nero · g6 pedone del nero · d4 pedone del bianco · e4 pedone del bianco · c3 pedone del bianco · f3 cavallo del bianco · a2 pedone del bianco · b2 pedone del bianco · e2 alfiere del bianco · f2 pedone del bianco · g2 pedone del bianco · h2 pedone del bianco · a1 torre del bianco · b1 cavallo del bianco · c1 alfiere del bianco · d1 donna del bianco · f1 torre del bianco · g1 re del bianco | a8 torre del nero · c8 alfiere del nero · d8 donna del nero · e8 re del nero · h8 torre del nero · a7 pedone del nero · b7 pedone del nero · c7 pedone del nero · d7 cavallo del nero · e7 cavallo del nero · f7 pedone del nero · g7 alfiere del nero · h7 pedone del nero · d6 pedone del nero · e6 pedone del nero · g6 pedone del nero · d4 pedone del bianco · e4 pedone del bianco · c3 pedone del bianco · f3 cavallo del bianco · a2 pedone del bianco · b2 pedone del bianco · e2 alfiere del bianco · f2 pedone del bianco · g2 pedone del bianco · h2 pedone del bianco · a1 torre del bianco · b1 cavallo del bianco · c1 alfiere del bianco · d1 donna del bianco · f1 torre del bianco · g1 re del bianco | 1 |
|   | a | b | c | d | e | f | g | h |   |

Viene così definita una variante della difesa Robatsch (codice ECO B06) determinata da:
1. e4 g6
2. d4 Ag7
3. Cf3 d6
4. c3 Cd7
5. Ae2 e6
6.0-0 Ce7

## Sistema o formazione ippopotamo
È stata anche definita come difesa ippopotamo una serie di mosse del nero, non necessariamente in un certo ordine, ma certamente con una certa logica, che portano a una configurazione di pedoni e pezzi leggeri come illustrata a fianco.
Visto che esistono testi pubblicati che si riferiscono a questa ipotesi, essa si dà per definita, con un unico dubbio.
Poiché l'impostazione sotto descritta può valere anche per un giocatore con il bianco, sarebbe forse più corretto chiamare questo impianto di gioco con il nome di sistema o formazione ippopotamo.
Detto ciò si definisce ippopotamo un sistema in cui il nero muove alcuni dei suoi pedoni fino alla sesta traversa e sviluppa gli alfieri e i cavalli nella settima traversa. Il termine fu usato per descrivere l'apertura giocata da Boris Spasskij sia nella 
dodicesima che nella sedicesima partita del match per il campionato del mondo di scacchi contro Tigran Petrosyan (si vedano i diagrammi seguenti). Entrambe le partite terminarono con una patta.
|   | a | b | c | d | e | f | g | h |   |
| 8 | a8 torre del nero · d8 donna del nero · e8 re del nero · h8 torre del nero · a7 pedone del nero · b7 alfiere del nero · c7 pedone del nero · d7 cavallo del nero · e7 cavallo del nero · f7 pedone del nero · g7 alfiere del nero · h7 pedone del nero · b6 pedone del nero · d6 pedone del nero · e6 pedone del nero · g6 pedone del nero · c4 pedone del bianco · d4 pedone del bianco · e4 pedone del bianco · c3 cavallo del bianco · e3 alfiere del bianco · f3 cavallo del bianco · a2 pedone del bianco · b2 pedone del bianco · e2 alfiere del bianco · f2 pedone del bianco · g2 pedone del bianco · h2 pedone del bianco · a1 torre del bianco · d1 donna del bianco · f1 torre del bianco · g1 re del bianco | a8 torre del nero · d8 donna del nero · e8 re del nero · h8 torre del nero · a7 pedone del nero · b7 alfiere del nero · c7 pedone del nero · d7 cavallo del nero · e7 cavallo del nero · f7 pedone del nero · g7 alfiere del nero · h7 pedone del nero · b6 pedone del nero · d6 pedone del nero · e6 pedone del nero · g6 pedone del nero · c4 pedone del bianco · d4 pedone del bianco · e4 pedone del bianco · c3 cavallo del bianco · e3 alfiere del bianco · f3 cavallo del bianco · a2 pedone del bianco · b2 pedone del bianco · e2 alfiere del bianco · f2 pedone del bianco · g2 pedone del bianco · h2 pedone del bianco · a1 torre del bianco · d1 donna del bianco · f1 torre del bianco · g1 re del bianco | a8 torre del nero · d8 donna del nero · e8 re del nero · h8 torre del nero · a7 pedone del nero · b7 alfiere del nero · c7 pedone del nero · d7 cavallo del nero · e7 cavallo del nero · f7 pedone del nero · g7 alfiere del nero · h7 pedone del nero · b6 pedone del nero · d6 pedone del nero · e6 pedone del nero · g6 pedone del nero · c4 pedone del bianco · d4 pedone del bianco · e4 pedone del bianco · c3 cavallo del bianco · e3 alfiere del bianco · f3 cavallo del bianco · a2 pedone del bianco · b2 pedone del bianco · e2 alfiere del bianco · f2 pedone del bianco · g2 pedone del bianco · h2 pedone del bianco · a1 torre del bianco · d1 donna del bianco · f1 torre del bianco · g1 re del bianco | a8 torre del nero · d8 donna del nero · e8 re del nero · h8 torre del nero · a7 pedone del nero · b7 alfiere del nero · c7 pedone del nero · d7 cavallo del nero · e7 cavallo del nero · f7 pedone del nero · g7 alfiere del nero · h7 pedone del nero · b6 pedone del nero · d6 pedone del nero · e6 pedone del nero · g6 pedone del nero · c4 pedone del bianco · d4 pedone del bianco · e4 pedone del bianco · c3 cavallo del bianco · e3 alfiere del bianco · f3 cavallo del bianco · a2 pedone del bianco · b2 pedone del bianco · e2 alfiere del bianco · f2 pedone del bianco · g2 pedone del bianco · h2 pedone del bianco · a1 torre del bianco · d1 donna del bianco · f1 torre del bianco · g1 re del bianco | a8 torre del nero · d8 donna del nero · e8 re del nero · h8 torre del nero · a7 pedone del nero · b7 alfiere del nero · c7 pedone del nero · d7 cavallo del nero · e7 cavallo del nero · f7 pedone del nero · g7 alfiere del nero · h7 pedone del nero · b6 pedone del nero · d6 pedone del nero · e6 pedone del nero · g6 pedone del nero · c4 pedone del bianco · d4 pedone del bianco · e4 pedone del bianco · c3 cavallo del bianco · e3 alfiere del bianco · f3 cavallo del bianco · a2 pedone del bianco · b2 pedone del bianco · e2 alfiere del bianco · f2 pedone del bianco · g2 pedone del bianco · h2 pedone del bianco · a1 torre del bianco · d1 donna del bianco · f1 torre del bianco · g1 re del bianco | a8 torre del nero · d8 donna del nero · e8 re del nero · h8 torre del nero · a7 pedone del nero · b7 alfiere del nero · c7 pedone del nero · d7 cavallo del nero · e7 cavallo del nero · f7 pedone del nero · g7 alfiere del nero · h7 pedone del nero · b6 pedone del nero · d6 pedone del nero · e6 pedone del nero · g6 pedone del nero · c4 pedone del bianco · d4 pedone del bianco · e4 pedone del bianco · c3 cavallo del bianco · e3 alfiere del bianco · f3 cavallo del bianco · a2 pedone del bianco · b2 pedone del bianco · e2 alfiere del bianco · f2 pedone del bianco · g2 pedone del bianco · h2 pedone del bianco · a1 torre del bianco · d1 donna del bianco · f1 torre del bianco · g1 re del bianco | a8 torre del nero · d8 donna del nero · e8 re del nero · h8 torre del nero · a7 pedone del nero · b7 alfiere del nero · c7 pedone del nero · d7 cavallo del nero · e7 cavallo del nero · f7 pedone del nero · g7 alfiere del nero · h7 pedone del nero · b6 pedone del nero · d6 pedone del nero · e6 pedone del nero · g6 pedone del nero · c4 pedone del bianco · d4 pedone del bianco · e4 pedone del bianco · c3 cavallo del bianco · e3 alfiere del bianco · f3 cavallo del bianco · a2 pedone del bianco · b2 pedone del bianco · e2 alfiere del bianco · f2 pedone del bianco · g2 pedone del bianco · h2 pedone del bianco · a1 torre del bianco · d1 donna del bianco · f1 torre del bianco · g1 re del bianco | a8 torre del nero · d8 donna del nero · e8 re del nero · h8 torre del nero · a7 pedone del nero · b7 alfiere del nero · c7 pedone del nero · d7 cavallo del nero · e7 cavallo del nero · f7 pedone del nero · g7 alfiere del nero · h7 pedone del nero · b6 pedone del nero · d6 pedone del nero · e6 pedone del nero · g6 pedone del nero · c4 pedone del bianco · d4 pedone del bianco · e4 pedone del bianco · c3 cavallo del bianco · e3 alfiere del bianco · f3 cavallo del bianco · a2 pedone del bianco · b2 pedone del bianco · e2 alfiere del bianco · f2 pedone del bianco · g2 pedone del bianco · h2 pedone del bianco · a1 torre del bianco · d1 donna del bianco · f1 torre del bianco · g1 re del bianco | 8 |
| 7 | a8 torre del nero · d8 donna del nero · e8 re del nero · h8 torre del nero · a7 pedone del nero · b7 alfiere del nero · c7 pedone del nero · d7 cavallo del nero · e7 cavallo del nero · f7 pedone del nero · g7 alfiere del nero · h7 pedone del nero · b6 pedone del nero · d6 pedone del nero · e6 pedone del nero · g6 pedone del nero · c4 pedone del bianco · d4 pedone del bianco · e4 pedone del bianco · c3 cavallo del bianco · e3 alfiere del bianco · f3 cavallo del bianco · a2 pedone del bianco · b2 pedone del bianco · e2 alfiere del bianco · f2 pedone del bianco · g2 pedone del bianco · h2 pedone del bianco · a1 torre del bianco · d1 donna del bianco · f1 torre del bianco · g1 re del bianco | a8 torre del nero · d8 donna del nero · e8 re del nero · h8 torre del nero · a7 pedone del nero · b7 alfiere del nero · c7 pedone del nero · d7 cavallo del nero · e7 cavallo del nero · f7 pedone del nero · g7 alfiere del nero · h7 pedone del nero · b6 pedone del nero · d6 pedone del nero · e6 pedone del nero · g6 pedone del nero · c4 pedone del bianco · d4 pedone del bianco · e4 pedone del bianco · c3 cavallo del bianco · e3 alfiere del bianco · f3 cavallo del bianco · a2 pedone del bianco · b2 pedone del bianco · e2 alfiere del bianco · f2 pedone del bianco · g2 pedone del bianco · h2 pedone del bianco · a1 torre del bianco · d1 donna del bianco · f1 torre del bianco · g1 re del bianco | a8 torre del nero · d8 donna del nero · e8 re del nero · h8 torre del nero · a7 pedone del nero · b7 alfiere del nero · c7 pedone del nero · d7 cavallo del nero · e7 cavallo del nero · f7 pedone del nero · g7 alfiere del nero · h7 pedone del nero · b6 pedone del nero · d6 pedone del nero · e6 pedone del nero · g6 pedone del nero · c4 pedone del bianco · d4 pedone del bianco · e4 pedone del bianco · c3 cavallo del bianco · e3 alfiere del bianco · f3 cavallo del bianco · a2 pedone del bianco · b2 pedone del bianco · e2 alfiere del bianco · f2 pedone del bianco · g2 pedone del bianco · h2 pedone del bianco · a1 torre del bianco · d1 donna del bianco · f1 torre del bianco · g1 re del bianco | a8 torre del nero · d8 donna del nero · e8 re del nero · h8 torre del nero · a7 pedone del nero · b7 alfiere del nero · c7 pedone del nero · d7 cavallo del nero · e7 cavallo del nero · f7 pedone del nero · g7 alfiere del nero · h7 pedone del nero · b6 pedone del nero · d6 pedone del nero · e6 pedone del nero · g6 pedone del nero · c4 pedone del bianco · d4 pedone del bianco · e4 pedone del bianco · c3 cavallo del bianco · e3 alfiere del bianco · f3 cavallo del bianco · a2 pedone del bianco · b2 pedone del bianco · e2 alfiere del bianco · f2 pedone del bianco · g2 pedone del bianco · h2 pedone del bianco · a1 torre del bianco · d1 donna del bianco · f1 torre del bianco · g1 re del bianco | a8 torre del nero · d8 donna del nero · e8 re del nero · h8 torre del nero · a7 pedone del nero · b7 alfiere del nero · c7 pedone del nero · d7 cavallo del nero · e7 cavallo del nero · f7 pedone del nero · g7 alfiere del nero · h7 pedone del nero · b6 pedone del nero · d6 pedone del nero · e6 pedone del nero · g6 pedone del nero · c4 pedone del bianco · d4 pedone del bianco · e4 pedone del bianco · c3 cavallo del bianco · e3 alfiere del bianco · f3 cavallo del bianco · a2 pedone del bianco · b2 pedone del bianco · e2 alfiere del bianco · f2 pedone del bianco · g2 pedone del bianco · h2 pedone del bianco · a1 torre del bianco · d1 donna del bianco · f1 torre del bianco · g1 re del bianco | a8 torre del nero · d8 donna del nero · e8 re del nero · h8 torre del nero · a7 pedone del nero · b7 alfiere del nero · c7 pedone del nero · d7 cavallo del nero · e7 cavallo del nero · f7 pedone del nero · g7 alfiere del nero · h7 pedone del nero · b6 pedone del nero · d6 pedone del nero · e6 pedone del nero · g6 pedone del nero · c4 pedone del bianco · d4 pedone del bianco · e4 pedone del bianco · c3 cavallo del bianco · e3 alfiere del bianco · f3 cavallo del bianco · a2 pedone del bianco · b2 pedone del bianco · e2 alfiere del bianco · f2 pedone del bianco · g2 pedone del bianco · h2 pedone del bianco · a1 torre del bianco · d1 donna del bianco · f1 torre del bianco · g1 re del bianco | a8 torre del nero · d8 donna del nero · e8 re del nero · h8 torre del nero · a7 pedone del nero · b7 alfiere del nero · c7 pedone del nero · d7 cavallo del nero · e7 cavallo del nero · f7 pedone del nero · g7 alfiere del nero · h7 pedone del nero · b6 pedone del nero · d6 pedone del nero · e6 pedone del nero · g6 pedone del nero · c4 pedone del bianco · d4 pedone del bianco · e4 pedone del bianco · c3 cavallo del bianco · e3 alfiere del bianco · f3 cavallo del bianco · a2 pedone del bianco · b2 pedone del bianco · e2 alfiere del bianco · f2 pedone del bianco · g2 pedone del bianco · h2 pedone del bianco · a1 torre del bianco · d1 donna del bianco · f1 torre del bianco · g1 re del bianco | a8 torre del nero · d8 donna del nero · e8 re del nero · h8 torre del nero · a7 pedone del nero · b7 alfiere del nero · c7 pedone del nero · d7 cavallo del nero · e7 cavallo del nero · f7 pedone del nero · g7 alfiere del nero · h7 pedone del nero · b6 pedone del nero · d6 pedone del nero · e6 pedone del nero · g6 pedone del nero · c4 pedone del bianco · d4 pedone del bianco · e4 pedone del bianco · c3 cavallo del bianco · e3 alfiere del bianco · f3 cavallo del bianco · a2 pedone del bianco · b2 pedone del bianco · e2 alfiere del bianco · f2 pedone del bianco · g2 pedone del bianco · h2 pedone del bianco · a1 torre del bianco · d1 donna del bianco · f1 torre del bianco · g1 re del bianco | 7 |
| 6 | a8 torre del nero · d8 donna del nero · e8 re del nero · h8 torre del nero · a7 pedone del nero · b7 alfiere del nero · c7 pedone del nero · d7 cavallo del nero · e7 cavallo del nero · f7 pedone del nero · g7 alfiere del nero · h7 pedone del nero · b6 pedone del nero · d6 pedone del nero · e6 pedone del nero · g6 pedone del nero · c4 pedone del bianco · d4 pedone del bianco · e4 pedone del bianco · c3 cavallo del bianco · e3 alfiere del bianco · f3 cavallo del bianco · a2 pedone del bianco · b2 pedone del bianco · e2 alfiere del bianco · f2 pedone del bianco · g2 pedone del bianco · h2 pedone del bianco · a1 torre del bianco · d1 donna del bianco · f1 torre del bianco · g1 re del bianco | a8 torre del nero · d8 donna del nero · e8 re del nero · h8 torre del nero · a7 pedone del nero · b7 alfiere del nero · c7 pedone del nero · d7 cavallo del nero · e7 cavallo del nero · f7 pedone del nero · g7 alfiere del nero · h7 pedone del nero · b6 pedone del nero · d6 pedone del nero · e6 pedone del nero · g6 pedone del nero · c4 pedone del bianco · d4 pedone del bianco · e4 pedone del bianco · c3 cavallo del bianco · e3 alfiere del bianco · f3 cavallo del bianco · a2 pedone del bianco · b2 pedone del bianco · e2 alfiere del bianco · f2 pedone del bianco · g2 pedone del bianco · h2 pedone del bianco · a1 torre del bianco · d1 donna del bianco · f1 torre del bianco · g1 re del bianco | a8 torre del nero · d8 donna del nero · e8 re del nero · h8 torre del nero · a7 pedone del nero · b7 alfiere del nero · c7 pedone del nero · d7 cavallo del nero · e7 cavallo del nero · f7 pedone del nero · g7 alfiere del nero · h7 pedone del nero · b6 pedone del nero · d6 pedone del nero · e6 pedone del nero · g6 pedone del nero · c4 pedone del bianco · d4 pedone del bianco · e4 pedone del bianco · c3 cavallo del bianco · e3 alfiere del bianco · f3 cavallo del bianco · a2 pedone del bianco · b2 pedone del bianco · e2 alfiere del bianco · f2 pedone del bianco · g2 pedone del bianco · h2 pedone del bianco · a1 torre del bianco · d1 donna del bianco · f1 torre del bianco · g1 re del bianco | a8 torre del nero · d8 donna del nero · e8 re del nero · h8 torre del nero · a7 pedone del nero · b7 alfiere del nero · c7 pedone del nero · d7 cavallo del nero · e7 cavallo del nero · f7 pedone del nero · g7 alfiere del nero · h7 pedone del nero · b6 pedone del nero · d6 pedone del nero · e6 pedone del nero · g6 pedone del nero · c4 pedone del bianco · d4 pedone del bianco · e4 pedone del bianco · c3 cavallo del bianco · e3 alfiere del bianco · f3 cavallo del bianco · a2 pedone del bianco · b2 pedone del bianco · e2 alfiere del bianco · f2 pedone del bianco · g2 pedone del bianco · h2 pedone del bianco · a1 torre del bianco · d1 donna del bianco · f1 torre del bianco · g1 re del bianco | a8 torre del nero · d8 donna del nero · e8 re del nero · h8 torre del nero · a7 pedone del nero · b7 alfiere del nero · c7 pedone del nero · d7 cavallo del nero · e7 cavallo del nero · f7 pedone del nero · g7 alfiere del nero · h7 pedone del nero · b6 pedone del nero · d6 pedone del nero · e6 pedone del nero · g6 pedone del nero · c4 pedone del bianco · d4 pedone del bianco · e4 pedone del bianco · c3 cavallo del bianco · e3 alfiere del bianco · f3 cavallo del bianco · a2 pedone del bianco · b2 pedone del bianco · e2 alfiere del bianco · f2 pedone del bianco · g2 pedone del bianco · h2 pedone del bianco · a1 torre del bianco · d1 donna del bianco · f1 torre del bianco · g1 re del bianco | a8 torre del nero · d8 donna del nero · e8 re del nero · h8 torre del nero · a7 pedone del nero · b7 alfiere del nero · c7 pedone del nero · d7 cavallo del nero · e7 cavallo del nero · f7 pedone del nero · g7 alfiere del nero · h7 pedone del nero · b6 pedone del nero · d6 pedone del nero · e6 pedone del nero · g6 pedone del nero · c4 pedone del bianco · d4 pedone del bianco · e4 pedone del bianco · c3 cavallo del bianco · e3 alfiere del bianco · f3 cavallo del bianco · a2 pedone del bianco · b2 pedone del bianco · e2 alfiere del bianco · f2 pedone del bianco · g2 pedone del bianco · h2 pedone del bianco · a1 torre del bianco · d1 donna del bianco · f1 torre del bianco · g1 re del bianco | a8 torre del nero · d8 donna del nero · e8 re del nero · h8 torre del nero · a7 pedone del nero · b7 alfiere del nero · c7 pedone del nero · d7 cavallo del nero · e7 cavallo del nero · f7 pedone del nero · g7 alfiere del nero · h7 pedone del nero · b6 pedone del nero · d6 pedone del nero · e6 pedone del nero · g6 pedone del nero · c4 pedone del bianco · d4 pedone del bianco · e4 pedone del bianco · c3 cavallo del bianco · e3 alfiere del bianco · f3 cavallo del bianco · a2 pedone del bianco · b2 pedone del bianco · e2 alfiere del bianco · f2 pedone del bianco · g2 pedone del bianco · h2 pedone del bianco · a1 torre del bianco · d1 donna del bianco · f1 torre del bianco · g1 re del bianco | a8 torre del nero · d8 donna del nero · e8 re del nero · h8 torre del nero · a7 pedone del nero · b7 alfiere del nero · c7 pedone del nero · d7 cavallo del nero · e7 cavallo del nero · f7 pedone del nero · g7 alfiere del nero · h7 pedone del nero · b6 pedone del nero · d6 pedone del nero · e6 pedone del nero · g6 pedone del nero · c4 pedone del bianco · d4 pedone del bianco · e4 pedone del bianco · c3 cavallo del bianco · e3 alfiere del bianco · f3 cavallo del bianco · a2 pedone del bianco · b2 pedone del bianco · e2 alfiere del bianco · f2 pedone del bianco · g2 pedone del bianco · h2 pedone del bianco · a1 torre del bianco · d1 donna del bianco · f1 torre del bianco · g1 re del bianco | 6 |
| 5 | a8 torre del nero · d8 donna del nero · e8 re del nero · h8 torre del nero · a7 pedone del nero · b7 alfiere del nero · c7 pedone del nero · d7 cavallo del nero · e7 cavallo del nero · f7 pedone del nero · g7 alfiere del nero · h7 pedone del nero · b6 pedone del nero · d6 pedone del nero · e6 pedone del nero · g6 pedone del nero · c4 pedone del bianco · d4 pedone del bianco · e4 pedone del bianco · c3 cavallo del bianco · e3 alfiere del bianco · f3 cavallo del bianco · a2 pedone del bianco · b2 pedone del bianco · e2 alfiere del bianco · f2 pedone del bianco · g2 pedone del bianco · h2 pedone del bianco · a1 torre del bianco · d1 donna del bianco · f1 torre del bianco · g1 re del bianco | a8 torre del nero · d8 donna del nero · e8 re del nero · h8 torre del nero · a7 pedone del nero · b7 alfiere del nero · c7 pedone del nero · d7 cavallo del nero · e7 cavallo del nero · f7 pedone del nero · g7 alfiere del nero · h7 pedone del nero · b6 pedone del nero · d6 pedone del nero · e6 pedone del nero · g6 pedone del nero · c4 pedone del bianco · d4 pedone del bianco · e4 pedone del bianco · c3 cavallo del bianco · e3 alfiere del bianco · f3 cavallo del bianco · a2 pedone del bianco · b2 pedone del bianco · e2 alfiere del bianco · f2 pedone del bianco · g2 pedone del bianco · h2 pedone del bianco · a1 torre del bianco · d1 donna del bianco · f1 torre del bianco · g1 re del bianco | a8 torre del nero · d8 donna del nero · e8 re del nero · h8 torre del nero · a7 pedone del nero · b7 alfiere del nero · c7 pedone del nero · d7 cavallo del nero · e7 cavallo del nero · f7 pedone del nero · g7 alfiere del nero · h7 pedone del nero · b6 pedone del nero · d6 pedone del nero · e6 pedone del nero · g6 pedone del nero · c4 pedone del bianco · d4 pedone del bianco · e4 pedone del bianco · c3 cavallo del bianco · e3 alfiere del bianco · f3 cavallo del bianco · a2 pedone del bianco · b2 pedone del bianco · e2 alfiere del bianco · f2 pedone del bianco · g2 pedone del bianco · h2 pedone del bianco · a1 torre del bianco · d1 donna del bianco · f1 torre del bianco · g1 re del bianco | a8 torre del nero · d8 donna del nero · e8 re del nero · h8 torre del nero · a7 pedone del nero · b7 alfiere del nero · c7 pedone del nero · d7 cavallo del nero · e7 cavallo del nero · f7 pedone del nero · g7 alfiere del nero · h7 pedone del nero · b6 pedone del nero · d6 pedone del nero · e6 pedone del nero · g6 pedone del nero · c4 pedone del bianco · d4 pedone del bianco · e4 pedone del bianco · c3 cavallo del bianco · e3 alfiere del bianco · f3 cavallo del bianco · a2 pedone del bianco · b2 pedone del bianco · e2 alfiere del bianco · f2 pedone del bianco · g2 pedone del bianco · h2 pedone del bianco · a1 torre del bianco · d1 donna del bianco · f1 torre del bianco · g1 re del bianco | a8 torre del nero · d8 donna del nero · e8 re del nero · h8 torre del nero · a7 pedone del nero · b7 alfiere del nero · c7 pedone del nero · d7 cavallo del nero · e7 cavallo del nero · f7 pedone del nero · g7 alfiere del nero · h7 pedone del nero · b6 pedone del nero · d6 pedone del nero · e6 pedone del nero · g6 pedone del nero · c4 pedone del bianco · d4 pedone del bianco · e4 pedone del bianco · c3 cavallo del bianco · e3 alfiere del bianco · f3 cavallo del bianco · a2 pedone del bianco · b2 pedone del bianco · e2 alfiere del bianco · f2 pedone del bianco · g2 pedone del bianco · h2 pedone del bianco · a1 torre del bianco · d1 donna del bianco · f1 torre del bianco · g1 re del bianco | a8 torre del nero · d8 donna del nero · e8 re del nero · h8 torre del nero · a7 pedone del nero · b7 alfiere del nero · c7 pedone del nero · d7 cavallo del nero · e7 cavallo del nero · f7 pedone del nero · g7 alfiere del nero · h7 pedone del nero · b6 pedone del nero · d6 pedone del nero · e6 pedone del nero · g6 pedone del nero · c4 pedone del bianco · d4 pedone del bianco · e4 pedone del bianco · c3 cavallo del bianco · e3 alfiere del bianco · f3 cavallo del bianco · a2 pedone del bianco · b2 pedone del bianco · e2 alfiere del bianco · f2 pedone del bianco · g2 pedone del bianco · h2 pedone del bianco · a1 torre del bianco · d1 donna del bianco · f1 torre del bianco · g1 re del bianco | a8 torre del nero · d8 donna del nero · e8 re del nero · h8 torre del nero · a7 pedone del nero · b7 alfiere del nero · c7 pedone del nero · d7 cavallo del nero · e7 cavallo del nero · f7 pedone del nero · g7 alfiere del nero · h7 pedone del nero · b6 pedone del nero · d6 pedone del nero · e6 pedone del nero · g6 pedone del nero · c4 pedone del bianco · d4 pedone del bianco · e4 pedone del bianco · c3 cavallo del bianco · e3 alfiere del bianco · f3 cavallo del bianco · a2 pedone del bianco · b2 pedone del bianco · e2 alfiere del bianco · f2 pedone del bianco · g2 pedone del bianco · h2 pedone del bianco · a1 torre del bianco · d1 donna del bianco · f1 torre del bianco · g1 re del bianco | a8 torre del nero · d8 donna del nero · e8 re del nero · h8 torre del nero · a7 pedone del nero · b7 alfiere del nero · c7 pedone del nero · d7 cavallo del nero · e7 cavallo del nero · f7 pedone del nero · g7 alfiere del nero · h7 pedone del nero · b6 pedone del nero · d6 pedone del nero · e6 pedone del nero · g6 pedone del nero · c4 pedone del bianco · d4 pedone del bianco · e4 pedone del bianco · c3 cavallo del bianco · e3 alfiere del bianco · f3 cavallo del bianco · a2 pedone del bianco · b2 pedone del bianco · e2 alfiere del bianco · f2 pedone del bianco · g2 pedone del bianco · h2 pedone del bianco · a1 torre del bianco · d1 donna del bianco · f1 torre del bianco · g1 re del bianco | 5 |
| 4 | a8 torre del nero · d8 donna del nero · e8 re del nero · h8 torre del nero · a7 pedone del nero · b7 alfiere del nero · c7 pedone del nero · d7 cavallo del nero · e7 cavallo del nero · f7 pedone del nero · g7 alfiere del nero · h7 pedone del nero · b6 pedone del nero · d6 pedone del nero · e6 pedone del nero · g6 pedone del nero · c4 pedone del bianco · d4 pedone del bianco · e4 pedone del bianco · c3 cavallo del bianco · e3 alfiere del bianco · f3 cavallo del bianco · a2 pedone del bianco · b2 pedone del bianco · e2 alfiere del bianco · f2 pedone del bianco · g2 pedone del bianco · h2 pedone del bianco · a1 torre del bianco · d1 donna del bianco · f1 torre del bianco · g1 re del bianco | a8 torre del nero · d8 donna del nero · e8 re del nero · h8 torre del nero · a7 pedone del nero · b7 alfiere del nero · c7 pedone del nero · d7 cavallo del nero · e7 cavallo del nero · f7 pedone del nero · g7 alfiere del nero · h7 pedone del nero · b6 pedone del nero · d6 pedone del nero · e6 pedone del nero · g6 pedone del nero · c4 pedone del bianco · d4 pedone del bianco · e4 pedone del bianco · c3 cavallo del bianco · e3 alfiere del bianco · f3 cavallo del bianco · a2 pedone del bianco · b2 pedone del bianco · e2 alfiere del bianco · f2 pedone del bianco · g2 pedone del bianco · h2 pedone del bianco · a1 torre del bianco · d1 donna del bianco · f1 torre del bianco · g1 re del bianco | a8 torre del nero · d8 donna del nero · e8 re del nero · h8 torre del nero · a7 pedone del nero · b7 alfiere del nero · c7 pedone del nero · d7 cavallo del nero · e7 cavallo del nero · f7 pedone del nero · g7 alfiere del nero · h7 pedone del nero · b6 pedone del nero · d6 pedone del nero · e6 pedone del nero · g6 pedone del nero · c4 pedone del bianco · d4 pedone del bianco · e4 pedone del bianco · c3 cavallo del bianco · e3 alfiere del bianco · f3 cavallo del bianco · a2 pedone del bianco · b2 pedone del bianco · e2 alfiere del bianco · f2 pedone del bianco · g2 pedone del bianco · h2 pedone del bianco · a1 torre del bianco · d1 donna del bianco · f1 torre del bianco · g1 re del bianco | a8 torre del nero · d8 donna del nero · e8 re del nero · h8 torre del nero · a7 pedone del nero · b7 alfiere del nero · c7 pedone del nero · d7 cavallo del nero · e7 cavallo del nero · f7 pedone del nero · g7 alfiere del nero · h7 pedone del nero · b6 pedone del nero · d6 pedone del nero · e6 pedone del nero · g6 pedone del nero · c4 pedone del bianco · d4 pedone del bianco · e4 pedone del bianco · c3 cavallo del bianco · e3 alfiere del bianco · f3 cavallo del bianco · a2 pedone del bianco · b2 pedone del bianco · e2 alfiere del bianco · f2 pedone del bianco · g2 pedone del bianco · h2 pedone del bianco · a1 torre del bianco · d1 donna del bianco · f1 torre del bianco · g1 re del bianco | a8 torre del nero · d8 donna del nero · e8 re del nero · h8 torre del nero · a7 pedone del nero · b7 alfiere del nero · c7 pedone del nero · d7 cavallo del nero · e7 cavallo del nero · f7 pedone del nero · g7 alfiere del nero · h7 pedone del nero · b6 pedone del nero · d6 pedone del nero · e6 pedone del nero · g6 pedone del nero · c4 pedone del bianco · d4 pedone del bianco · e4 pedone del bianco · c3 cavallo del bianco · e3 alfiere del bianco · f3 cavallo del bianco · a2 pedone del bianco · b2 pedone del bianco · e2 alfiere del bianco · f2 pedone del bianco · g2 pedone del bianco · h2 pedone del bianco · a1 torre del bianco · d1 donna del bianco · f1 torre del bianco · g1 re del bianco | a8 torre del nero · d8 donna del nero · e8 re del nero · h8 torre del nero · a7 pedone del nero · b7 alfiere del nero · c7 pedone del nero · d7 cavallo del nero · e7 cavallo del nero · f7 pedone del nero · g7 alfiere del nero · h7 pedone del nero · b6 pedone del nero · d6 pedone del nero · e6 pedone del nero · g6 pedone del nero · c4 pedone del bianco · d4 pedone del bianco · e4 pedone del bianco · c3 cavallo del bianco · e3 alfiere del bianco · f3 cavallo del bianco · a2 pedone del bianco · b2 pedone del bianco · e2 alfiere del bianco · f2 pedone del bianco · g2 pedone del bianco · h2 pedone del bianco · a1 torre del bianco · d1 donna del bianco · f1 torre del bianco · g1 re del bianco | a8 torre del nero · d8 donna del nero · e8 re del nero · h8 torre del nero · a7 pedone del nero · b7 alfiere del nero · c7 pedone del nero · d7 cavallo del nero · e7 cavallo del nero · f7 pedone del nero · g7 alfiere del nero · h7 pedone del nero · b6 pedone del nero · d6 pedone del nero · e6 pedone del nero · g6 pedone del nero · c4 pedone del bianco · d4 pedone del bianco · e4 pedone del bianco · c3 cavallo del bianco · e3 alfiere del bianco · f3 cavallo del bianco · a2 pedone del bianco · b2 pedone del bianco · e2 alfiere del bianco · f2 pedone del bianco · g2 pedone del bianco · h2 pedone del bianco · a1 torre del bianco · d1 donna del bianco · f1 torre del bianco · g1 re del bianco | a8 torre del nero · d8 donna del nero · e8 re del nero · h8 torre del nero · a7 pedone del nero · b7 alfiere del nero · c7 pedone del nero · d7 cavallo del nero · e7 cavallo del nero · f7 pedone del nero · g7 alfiere del nero · h7 pedone del nero · b6 pedone del nero · d6 pedone del nero · e6 pedone del nero · g6 pedone del nero · c4 pedone del bianco · d4 pedone del bianco · e4 pedone del bianco · c3 cavallo del bianco · e3 alfiere del bianco · f3 cavallo del bianco · a2 pedone del bianco · b2 pedone del bianco · e2 alfiere del bianco · f2 pedone del bianco · g2 pedone del bianco · h2 pedone del bianco · a1 torre del bianco · d1 donna del bianco · f1 torre del bianco · g1 re del bianco | 4 |
| 3 | a8 torre del nero · d8 donna del nero · e8 re del nero · h8 torre del nero · a7 pedone del nero · b7 alfiere del nero · c7 pedone del nero · d7 cavallo del nero · e7 cavallo del nero · f7 pedone del nero · g7 alfiere del nero · h7 pedone del nero · b6 pedone del nero · d6 pedone del nero · e6 pedone del nero · g6 pedone del nero · c4 pedone del bianco · d4 pedone del bianco · e4 pedone del bianco · c3 cavallo del bianco · e3 alfiere del bianco · f3 cavallo del bianco · a2 pedone del bianco · b2 pedone del bianco · e2 alfiere del bianco · f2 pedone del bianco · g2 pedone del bianco · h2 pedone del bianco · a1 torre del bianco · d1 donna del bianco · f1 torre del bianco · g1 re del bianco | a8 torre del nero · d8 donna del nero · e8 re del nero · h8 torre del nero · a7 pedone del nero · b7 alfiere del nero · c7 pedone del nero · d7 cavallo del nero · e7 cavallo del nero · f7 pedone del nero · g7 alfiere del nero · h7 pedone del nero · b6 pedone del nero · d6 pedone del nero · e6 pedone del nero · g6 pedone del nero · c4 pedone del bianco · d4 pedone del bianco · e4 pedone del bianco · c3 cavallo del bianco · e3 alfiere del bianco · f3 cavallo del bianco · a2 pedone del bianco · b2 pedone del bianco · e2 alfiere del bianco · f2 pedone del bianco · g2 pedone del bianco · h2 pedone del bianco · a1 torre del bianco · d1 donna del bianco · f1 torre del bianco · g1 re del bianco | a8 torre del nero · d8 donna del nero · e8 re del nero · h8 torre del nero · a7 pedone del nero · b7 alfiere del nero · c7 pedone del nero · d7 cavallo del nero · e7 cavallo del nero · f7 pedone del nero · g7 alfiere del nero · h7 pedone del nero · b6 pedone del nero · d6 pedone del nero · e6 pedone del nero · g6 pedone del nero · c4 pedone del bianco · d4 pedone del bianco · e4 pedone del bianco · c3 cavallo del bianco · e3 alfiere del bianco · f3 cavallo del bianco · a2 pedone del bianco · b2 pedone del bianco · e2 alfiere del bianco · f2 pedone del bianco · g2 pedone del bianco · h2 pedone del bianco · a1 torre del bianco · d1 donna del bianco · f1 torre del bianco · g1 re del bianco | a8 torre del nero · d8 donna del nero · e8 re del nero · h8 torre del nero · a7 pedone del nero · b7 alfiere del nero · c7 pedone del nero · d7 cavallo del nero · e7 cavallo del nero · f7 pedone del nero · g7 alfiere del nero · h7 pedone del nero · b6 pedone del nero · d6 pedone del nero · e6 pedone del nero · g6 pedone del nero · c4 pedone del bianco · d4 pedone del bianco · e4 pedone del bianco · c3 cavallo del bianco · e3 alfiere del bianco · f3 cavallo del bianco · a2 pedone del bianco · b2 pedone del bianco · e2 alfiere del bianco · f2 pedone del bianco · g2 pedone del bianco · h2 pedone del bianco · a1 torre del bianco · d1 donna del bianco · f1 torre del bianco · g1 re del bianco | a8 torre del nero · d8 donna del nero · e8 re del nero · h8 torre del nero · a7 pedone del nero · b7 alfiere del nero · c7 pedone del nero · d7 cavallo del nero · e7 cavallo del nero · f7 pedone del nero · g7 alfiere del nero · h7 pedone del nero · b6 pedone del nero · d6 pedone del nero · e6 pedone del nero · g6 pedone del nero · c4 pedone del bianco · d4 pedone del bianco · e4 pedone del bianco · c3 cavallo del bianco · e3 alfiere del bianco · f3 cavallo del bianco · a2 pedone del bianco · b2 pedone del bianco · e2 alfiere del bianco · f2 pedone del bianco · g2 pedone del bianco · h2 pedone del bianco · a1 torre del bianco · d1 donna del bianco · f1 torre del bianco · g1 re del bianco | a8 torre del nero · d8 donna del nero · e8 re del nero · h8 torre del nero · a7 pedone del nero · b7 alfiere del nero · c7 pedone del nero · d7 cavallo del nero · e7 cavallo del nero · f7 pedone del nero · g7 alfiere del nero · h7 pedone del nero · b6 pedone del nero · d6 pedone del nero · e6 pedone del nero · g6 pedone del nero · c4 pedone del bianco · d4 pedone del bianco · e4 pedone del bianco · c3 cavallo del bianco · e3 alfiere del bianco · f3 cavallo del bianco · a2 pedone del bianco · b2 pedone del bianco · e2 alfiere del bianco · f2 pedone del bianco · g2 pedone del bianco · h2 pedone del bianco · a1 torre del bianco · d1 donna del bianco · f1 torre del bianco · g1 re del bianco | a8 torre del nero · d8 donna del nero · e8 re del nero · h8 torre del nero · a7 pedone del nero · b7 alfiere del nero · c7 pedone del nero · d7 cavallo del nero · e7 cavallo del nero · f7 pedone del nero · g7 alfiere del nero · h7 pedone del nero · b6 pedone del nero · d6 pedone del nero · e6 pedone del nero · g6 pedone del nero · c4 pedone del bianco · d4 pedone del bianco · e4 pedone del bianco · c3 cavallo del bianco · e3 alfiere del bianco · f3 cavallo del bianco · a2 pedone del bianco · b2 pedone del bianco · e2 alfiere del bianco · f2 pedone del bianco · g2 pedone del bianco · h2 pedone del bianco · a1 torre del bianco · d1 donna del bianco · f1 torre del bianco · g1 re del bianco | a8 torre del nero · d8 donna del nero · e8 re del nero · h8 torre del nero · a7 pedone del nero · b7 alfiere del nero · c7 pedone del nero · d7 cavallo del nero · e7 cavallo del nero · f7 pedone del nero · g7 alfiere del nero · h7 pedone del nero · b6 pedone del nero · d6 pedone del nero · e6 pedone del nero · g6 pedone del nero · c4 pedone del bianco · d4 pedone del bianco · e4 pedone del bianco · c3 cavallo del bianco · e3 alfiere del bianco · f3 cavallo del bianco · a2 pedone del bianco · b2 pedone del bianco · e2 alfiere del bianco · f2 pedone del bianco · g2 pedone del bianco · h2 pedone del bianco · a1 torre del bianco · d1 donna del bianco · f1 torre del bianco · g1 re del bianco | 3 |
| 2 | a8 torre del nero · d8 donna del nero · e8 re del nero · h8 torre del nero · a7 pedone del nero · b7 alfiere del nero · c7 pedone del nero · d7 cavallo del nero · e7 cavallo del nero · f7 pedone del nero · g7 alfiere del nero · h7 pedone del nero · b6 pedone del nero · d6 pedone del nero · e6 pedone del nero · g6 pedone del nero · c4 pedone del bianco · d4 pedone del bianco · e4 pedone del bianco · c3 cavallo del bianco · e3 alfiere del bianco · f3 cavallo del bianco · a2 pedone del bianco · b2 pedone del bianco · e2 alfiere del bianco · f2 pedone del bianco · g2 pedone del bianco · h2 pedone del bianco · a1 torre del bianco · d1 donna del bianco · f1 torre del bianco · g1 re del bianco | a8 torre del nero · d8 donna del nero · e8 re del nero · h8 torre del nero · a7 pedone del nero · b7 alfiere del nero · c7 pedone del nero · d7 cavallo del nero · e7 cavallo del nero · f7 pedone del nero · g7 alfiere del nero · h7 pedone del nero · b6 pedone del nero · d6 pedone del nero · e6 pedone del nero · g6 pedone del nero · c4 pedone del bianco · d4 pedone del bianco · e4 pedone del bianco · c3 cavallo del bianco · e3 alfiere del bianco · f3 cavallo del bianco · a2 pedone del bianco · b2 pedone del bianco · e2 alfiere del bianco · f2 pedone del bianco · g2 pedone del bianco · h2 pedone del bianco · a1 torre del bianco · d1 donna del bianco · f1 torre del bianco · g1 re del bianco | a8 torre del nero · d8 donna del nero · e8 re del nero · h8 torre del nero · a7 pedone del nero · b7 alfiere del nero · c7 pedone del nero · d7 cavallo del nero · e7 cavallo del nero · f7 pedone del nero · g7 alfiere del nero · h7 pedone del nero · b6 pedone del nero · d6 pedone del nero · e6 pedone del nero · g6 pedone del nero · c4 pedone del bianco · d4 pedone del bianco · e4 pedone del bianco · c3 cavallo del bianco · e3 alfiere del bianco · f3 cavallo del bianco · a2 pedone del bianco · b2 pedone del bianco · e2 alfiere del bianco · f2 pedone del bianco · g2 pedone del bianco · h2 pedone del bianco · a1 torre del bianco · d1 donna del bianco · f1 torre del bianco · g1 re del bianco | a8 torre del nero · d8 donna del nero · e8 re del nero · h8 torre del nero · a7 pedone del nero · b7 alfiere del nero · c7 pedone del nero · d7 cavallo del nero · e7 cavallo del nero · f7 pedone del nero · g7 alfiere del nero · h7 pedone del nero · b6 pedone del nero · d6 pedone del nero · e6 pedone del nero · g6 pedone del nero · c4 pedone del bianco · d4 pedone del bianco · e4 pedone del bianco · c3 cavallo del bianco · e3 alfiere del bianco · f3 cavallo del bianco · a2 pedone del bianco · b2 pedone del bianco · e2 alfiere del bianco · f2 pedone del bianco · g2 pedone del bianco · h2 pedone del bianco · a1 torre del bianco · d1 donna del bianco · f1 torre del bianco · g1 re del bianco | a8 torre del nero · d8 donna del nero · e8 re del nero · h8 torre del nero · a7 pedone del nero · b7 alfiere del nero · c7 pedone del nero · d7 cavallo del nero · e7 cavallo del nero · f7 pedone del nero · g7 alfiere del nero · h7 pedone del nero · b6 pedone del nero · d6 pedone del nero · e6 pedone del nero · g6 pedone del nero · c4 pedone del bianco · d4 pedone del bianco · e4 pedone del bianco · c3 cavallo del bianco · e3 alfiere del bianco · f3 cavallo del bianco · a2 pedone del bianco · b2 pedone del bianco · e2 alfiere del bianco · f2 pedone del bianco · g2 pedone del bianco · h2 pedone del bianco · a1 torre del bianco · d1 donna del bianco · f1 torre del bianco · g1 re del bianco | a8 torre del nero · d8 donna del nero · e8 re del nero · h8 torre del nero · a7 pedone del nero · b7 alfiere del nero · c7 pedone del nero · d7 cavallo del nero · e7 cavallo del nero · f7 pedone del nero · g7 alfiere del nero · h7 pedone del nero · b6 pedone del nero · d6 pedone del nero · e6 pedone del nero · g6 pedone del nero · c4 pedone del bianco · d4 pedone del bianco · e4 pedone del bianco · c3 cavallo del bianco · e3 alfiere del bianco · f3 cavallo del bianco · a2 pedone del bianco · b2 pedone del bianco · e2 alfiere del bianco · f2 pedone del bianco · g2 pedone del bianco · h2 pedone del bianco · a1 torre del bianco · d1 donna del bianco · f1 torre del bianco · g1 re del bianco | a8 torre del nero · d8 donna del nero · e8 re del nero · h8 torre del nero · a7 pedone del nero · b7 alfiere del nero · c7 pedone del nero · d7 cavallo del nero · e7 cavallo del nero · f7 pedone del nero · g7 alfiere del nero · h7 pedone del nero · b6 pedone del nero · d6 pedone del nero · e6 pedone del nero · g6 pedone del nero · c4 pedone del bianco · d4 pedone del bianco · e4 pedone del bianco · c3 cavallo del bianco · e3 alfiere del bianco · f3 cavallo del bianco · a2 pedone del bianco · b2 pedone del bianco · e2 alfiere del bianco · f2 pedone del bianco · g2 pedone del bianco · h2 pedone del bianco · a1 torre del bianco · d1 donna del bianco · f1 torre del bianco · g1 re del bianco | a8 torre del nero · d8 donna del nero · e8 re del nero · h8 torre del nero · a7 pedone del nero · b7 alfiere del nero · c7 pedone del nero · d7 cavallo del nero · e7 cavallo del nero · f7 pedone del nero · g7 alfiere del nero · h7 pedone del nero · b6 pedone del nero · d6 pedone del nero · e6 pedone del nero · g6 pedone del nero · c4 pedone del bianco · d4 pedone del bianco · e4 pedone del bianco · c3 cavallo del bianco · e3 alfiere del bianco · f3 cavallo del bianco · a2 pedone del bianco · b2 pedone del bianco · e2 alfiere del bianco · f2 pedone del bianco · g2 pedone del bianco · h2 pedone del bianco · a1 torre del bianco · d1 donna del bianco · f1 torre del bianco · g1 re del bianco | 2 |
| 1 | a8 torre del nero · d8 donna del nero · e8 re del nero · h8 torre del nero · a7 pedone del nero · b7 alfiere del nero · c7 pedone del nero · d7 cavallo del nero · e7 cavallo del nero · f7 pedone del nero · g7 alfiere del nero · h7 pedone del nero · b6 pedone del nero · d6 pedone del nero · e6 pedone del nero · g6 pedone del nero · c4 pedone del bianco · d4 pedone del bianco · e4 pedone del bianco · c3 cavallo del bianco · e3 alfiere del bianco · f3 cavallo del bianco · a2 pedone del bianco · b2 pedone del bianco · e2 alfiere del bianco · f2 pedone del bianco · g2 pedone del bianco · h2 pedone del bianco · a1 torre del bianco · d1 donna del bianco · f1 torre del bianco · g1 re del bianco | a8 torre del nero · d8 donna del nero · e8 re del nero · h8 torre del nero · a7 pedone del nero · b7 alfiere del nero · c7 pedone del nero · d7 cavallo del nero · e7 cavallo del nero · f7 pedone del nero · g7 alfiere del nero · h7 pedone del nero · b6 pedone del nero · d6 pedone del nero · e6 pedone del nero · g6 pedone del nero · c4 pedone del bianco · d4 pedone del bianco · e4 pedone del bianco · c3 cavallo del bianco · e3 alfiere del bianco · f3 cavallo del bianco · a2 pedone del bianco · b2 pedone del bianco · e2 alfiere del bianco · f2 pedone del bianco · g2 pedone del bianco · h2 pedone del bianco · a1 torre del bianco · d1 donna del bianco · f1 torre del bianco · g1 re del bianco | a8 torre del nero · d8 donna del nero · e8 re del nero · h8 torre del nero · a7 pedone del nero · b7 alfiere del nero · c7 pedone del nero · d7 cavallo del nero · e7 cavallo del nero · f7 pedone del nero · g7 alfiere del nero · h7 pedone del nero · b6 pedone del nero · d6 pedone del nero · e6 pedone del nero · g6 pedone del nero · c4 pedone del bianco · d4 pedone del bianco · e4 pedone del bianco · c3 cavallo del bianco · e3 alfiere del bianco · f3 cavallo del bianco · a2 pedone del bianco · b2 pedone del bianco · e2 alfiere del bianco · f2 pedone del bianco · g2 pedone del bianco · h2 pedone del bianco · a1 torre del bianco · d1 donna del bianco · f1 torre del bianco · g1 re del bianco | a8 torre del nero · d8 donna del nero · e8 re del nero · h8 torre del nero · a7 pedone del nero · b7 alfiere del nero · c7 pedone del nero · d7 cavallo del nero · e7 cavallo del nero · f7 pedone del nero · g7 alfiere del nero · h7 pedone del nero · b6 pedone del nero · d6 pedone del nero · e6 pedone del nero · g6 pedone del nero · c4 pedone del bianco · d4 pedone del bianco · e4 pedone del bianco · c3 cavallo del bianco · e3 alfiere del bianco · f3 cavallo del bianco · a2 pedone del bianco · b2 pedone del bianco · e2 alfiere del bianco · f2 pedone del bianco · g2 pedone del bianco · h2 pedone del bianco · a1 torre del bianco · d1 donna del bianco · f1 torre del bianco · g1 re del bianco | a8 torre del nero · d8 donna del nero · e8 re del nero · h8 torre del nero · a7 pedone del nero · b7 alfiere del nero · c7 pedone del nero · d7 cavallo del nero · e7 cavallo del nero · f7 pedone del nero · g7 alfiere del nero · h7 pedone del nero · b6 pedone del nero · d6 pedone del nero · e6 pedone del nero · g6 pedone del nero · c4 pedone del bianco · d4 pedone del bianco · e4 pedone del bianco · c3 cavallo del bianco · e3 alfiere del bianco · f3 cavallo del bianco · a2 pedone del bianco · b2 pedone del bianco · e2 alfiere del bianco · f2 pedone del bianco · g2 pedone del bianco · h2 pedone del bianco · a1 torre del bianco · d1 donna del bianco · f1 torre del bianco · g1 re del bianco | a8 torre del nero · d8 donna del nero · e8 re del nero · h8 torre del nero · a7 pedone del nero · b7 alfiere del nero · c7 pedone del nero · d7 cavallo del nero · e7 cavallo del nero · f7 pedone del nero · g7 alfiere del nero · h7 pedone del nero · b6 pedone del nero · d6 pedone del nero · e6 pedone del nero · g6 pedone del nero · c4 pedone del bianco · d4 pedone del bianco · e4 pedone del bianco · c3 cavallo del bianco · e3 alfiere del bianco · f3 cavallo del bianco · a2 pedone del bianco · b2 pedone del bianco · e2 alfiere del bianco · f2 pedone del bianco · g2 pedone del bianco · h2 pedone del bianco · a1 torre del bianco · d1 donna del bianco · f1 torre del bianco · g1 re del bianco | a8 torre del nero · d8 donna del nero · e8 re del nero · h8 torre del nero · a7 pedone del nero · b7 alfiere del nero · c7 pedone del nero · d7 cavallo del nero · e7 cavallo del nero · f7 pedone del nero · g7 alfiere del nero · h7 pedone del nero · b6 pedone del nero · d6 pedone del nero · e6 pedone del nero · g6 pedone del nero · c4 pedone del bianco · d4 pedone del bianco · e4 pedone del bianco · c3 cavallo del bianco · e3 alfiere del bianco · f3 cavallo del bianco · a2 pedone del bianco · b2 pedone del bianco · e2 alfiere del bianco · f2 pedone del bianco · g2 pedone del bianco · h2 pedone del bianco · a1 torre del bianco · d1 donna del bianco · f1 torre del bianco · g1 re del bianco | a8 torre del nero · d8 donna del nero · e8 re del nero · h8 torre del nero · a7 pedone del nero · b7 alfiere del nero · c7 pedone del nero · d7 cavallo del nero · e7 cavallo del nero · f7 pedone del nero · g7 alfiere del nero · h7 pedone del nero · b6 pedone del nero · d6 pedone del nero · e6 pedone del nero · g6 pedone del nero · c4 pedone del bianco · d4 pedone del bianco · e4 pedone del bianco · c3 cavallo del bianco · e3 alfiere del bianco · f3 cavallo del bianco · a2 pedone del bianco · b2 pedone del bianco · e2 alfiere del bianco · f2 pedone del bianco · g2 pedone del bianco · h2 pedone del bianco · a1 torre del bianco · d1 donna del bianco · f1 torre del bianco · g1 re del bianco | 1 |
|   | a | b | c | d | e | f | g | h |   |

|   | a | b | c | d | e | f | g | h |   |
| 8 | a8 torre del nero · d8 donna del nero · f8 torre del nero · g8 re del nero · b7 alfiere del nero · c7 pedone del nero · d7 cavallo del nero · e7 cavallo del nero · f7 pedone del nero · g7 alfiere del nero · h7 pedone del nero · a6 pedone del nero · b6 pedone del nero · d6 pedone del nero · e6 pedone del nero · g6 pedone del nero · a4 pedone del bianco · d4 pedone del bianco · e4 pedone del bianco · c3 pedone del bianco · d3 alfiere del bianco · f3 cavallo del bianco · b2 pedone del bianco · d2 cavallo del bianco · f2 pedone del bianco · g2 pedone del bianco · h2 pedone del bianco · a1 torre del bianco · c1 alfiere del bianco · d1 donna del bianco · e1 torre del bianco · g1 re del bianco | a8 torre del nero · d8 donna del nero · f8 torre del nero · g8 re del nero · b7 alfiere del nero · c7 pedone del nero · d7 cavallo del nero · e7 cavallo del nero · f7 pedone del nero · g7 alfiere del nero · h7 pedone del nero · a6 pedone del nero · b6 pedone del nero · d6 pedone del nero · e6 pedone del nero · g6 pedone del nero · a4 pedone del bianco · d4 pedone del bianco · e4 pedone del bianco · c3 pedone del bianco · d3 alfiere del bianco · f3 cavallo del bianco · b2 pedone del bianco · d2 cavallo del bianco · f2 pedone del bianco · g2 pedone del bianco · h2 pedone del bianco · a1 torre del bianco · c1 alfiere del bianco · d1 donna del bianco · e1 torre del bianco · g1 re del bianco | a8 torre del nero · d8 donna del nero · f8 torre del nero · g8 re del nero · b7 alfiere del nero · c7 pedone del nero · d7 cavallo del nero · e7 cavallo del nero · f7 pedone del nero · g7 alfiere del nero · h7 pedone del nero · a6 pedone del nero · b6 pedone del nero · d6 pedone del nero · e6 pedone del nero · g6 pedone del nero · a4 pedone del bianco · d4 pedone del bianco · e4 pedone del bianco · c3 pedone del bianco · d3 alfiere del bianco · f3 cavallo del bianco · b2 pedone del bianco · d2 cavallo del bianco · f2 pedone del bianco · g2 pedone del bianco · h2 pedone del bianco · a1 torre del bianco · c1 alfiere del bianco · d1 donna del bianco · e1 torre del bianco · g1 re del bianco | a8 torre del nero · d8 donna del nero · f8 torre del nero · g8 re del nero · b7 alfiere del nero · c7 pedone del nero · d7 cavallo del nero · e7 cavallo del nero · f7 pedone del nero · g7 alfiere del nero · h7 pedone del nero · a6 pedone del nero · b6 pedone del nero · d6 pedone del nero · e6 pedone del nero · g6 pedone del nero · a4 pedone del bianco · d4 pedone del bianco · e4 pedone del bianco · c3 pedone del bianco · d3 alfiere del bianco · f3 cavallo del bianco · b2 pedone del bianco · d2 cavallo del bianco · f2 pedone del bianco · g2 pedone del bianco · h2 pedone del bianco · a1 torre del bianco · c1 alfiere del bianco · d1 donna del bianco · e1 torre del bianco · g1 re del bianco | a8 torre del nero · d8 donna del nero · f8 torre del nero · g8 re del nero · b7 alfiere del nero · c7 pedone del nero · d7 cavallo del nero · e7 cavallo del nero · f7 pedone del nero · g7 alfiere del nero · h7 pedone del nero · a6 pedone del nero · b6 pedone del nero · d6 pedone del nero · e6 pedone del nero · g6 pedone del nero · a4 pedone del bianco · d4 pedone del bianco · e4 pedone del bianco · c3 pedone del bianco · d3 alfiere del bianco · f3 cavallo del bianco · b2 pedone del bianco · d2 cavallo del bianco · f2 pedone del bianco · g2 pedone del bianco · h2 pedone del bianco · a1 torre del bianco · c1 alfiere del bianco · d1 donna del bianco · e1 torre del bianco · g1 re del bianco | a8 torre del nero · d8 donna del nero · f8 torre del nero · g8 re del nero · b7 alfiere del nero · c7 pedone del nero · d7 cavallo del nero · e7 cavallo del nero · f7 pedone del nero · g7 alfiere del nero · h7 pedone del nero · a6 pedone del nero · b6 pedone del nero · d6 pedone del nero · e6 pedone del nero · g6 pedone del nero · a4 pedone del bianco · d4 pedone del bianco · e4 pedone del bianco · c3 pedone del bianco · d3 alfiere del bianco · f3 cavallo del bianco · b2 pedone del bianco · d2 cavallo del bianco · f2 pedone del bianco · g2 pedone del bianco · h2 pedone del bianco · a1 torre del bianco · c1 alfiere del bianco · d1 donna del bianco · e1 torre del bianco · g1 re del bianco | a8 torre del nero · d8 donna del nero · f8 torre del nero · g8 re del nero · b7 alfiere del nero · c7 pedone del nero · d7 cavallo del nero · e7 cavallo del nero · f7 pedone del nero · g7 alfiere del nero · h7 pedone del nero · a6 pedone del nero · b6 pedone del nero · d6 pedone del nero · e6 pedone del nero · g6 pedone del nero · a4 pedone del bianco · d4 pedone del bianco · e4 pedone del bianco · c3 pedone del bianco · d3 alfiere del bianco · f3 cavallo del bianco · b2 pedone del bianco · d2 cavallo del bianco · f2 pedone del bianco · g2 pedone del bianco · h2 pedone del bianco · a1 torre del bianco · c1 alfiere del bianco · d1 donna del bianco · e1 torre del bianco · g1 re del bianco | a8 torre del nero · d8 donna del nero · f8 torre del nero · g8 re del nero · b7 alfiere del nero · c7 pedone del nero · d7 cavallo del nero · e7 cavallo del nero · f7 pedone del nero · g7 alfiere del nero · h7 pedone del nero · a6 pedone del nero · b6 pedone del nero · d6 pedone del nero · e6 pedone del nero · g6 pedone del nero · a4 pedone del bianco · d4 pedone del bianco · e4 pedone del bianco · c3 pedone del bianco · d3 alfiere del bianco · f3 cavallo del bianco · b2 pedone del bianco · d2 cavallo del bianco · f2 pedone del bianco · g2 pedone del bianco · h2 pedone del bianco · a1 torre del bianco · c1 alfiere del bianco · d1 donna del bianco · e1 torre del bianco · g1 re del bianco | 8 |
| 7 | a8 torre del nero · d8 donna del nero · f8 torre del nero · g8 re del nero · b7 alfiere del nero · c7 pedone del nero · d7 cavallo del nero · e7 cavallo del nero · f7 pedone del nero · g7 alfiere del nero · h7 pedone del nero · a6 pedone del nero · b6 pedone del nero · d6 pedone del nero · e6 pedone del nero · g6 pedone del nero · a4 pedone del bianco · d4 pedone del bianco · e4 pedone del bianco · c3 pedone del bianco · d3 alfiere del bianco · f3 cavallo del bianco · b2 pedone del bianco · d2 cavallo del bianco · f2 pedone del bianco · g2 pedone del bianco · h2 pedone del bianco · a1 torre del bianco · c1 alfiere del bianco · d1 donna del bianco · e1 torre del bianco · g1 re del bianco | a8 torre del nero · d8 donna del nero · f8 torre del nero · g8 re del nero · b7 alfiere del nero · c7 pedone del nero · d7 cavallo del nero · e7 cavallo del nero · f7 pedone del nero · g7 alfiere del nero · h7 pedone del nero · a6 pedone del nero · b6 pedone del nero · d6 pedone del nero · e6 pedone del nero · g6 pedone del nero · a4 pedone del bianco · d4 pedone del bianco · e4 pedone del bianco · c3 pedone del bianco · d3 alfiere del bianco · f3 cavallo del bianco · b2 pedone del bianco · d2 cavallo del bianco · f2 pedone del bianco · g2 pedone del bianco · h2 pedone del bianco · a1 torre del bianco · c1 alfiere del bianco · d1 donna del bianco · e1 torre del bianco · g1 re del bianco | a8 torre del nero · d8 donna del nero · f8 torre del nero · g8 re del nero · b7 alfiere del nero · c7 pedone del nero · d7 cavallo del nero · e7 cavallo del nero · f7 pedone del nero · g7 alfiere del nero · h7 pedone del nero · a6 pedone del nero · b6 pedone del nero · d6 pedone del nero · e6 pedone del nero · g6 pedone del nero · a4 pedone del bianco · d4 pedone del bianco · e4 pedone del bianco · c3 pedone del bianco · d3 alfiere del bianco · f3 cavallo del bianco · b2 pedone del bianco · d2 cavallo del bianco · f2 pedone del bianco · g2 pedone del bianco · h2 pedone del bianco · a1 torre del bianco · c1 alfiere del bianco · d1 donna del bianco · e1 torre del bianco · g1 re del bianco | a8 torre del nero · d8 donna del nero · f8 torre del nero · g8 re del nero · b7 alfiere del nero · c7 pedone del nero · d7 cavallo del nero · e7 cavallo del nero · f7 pedone del nero · g7 alfiere del nero · h7 pedone del nero · a6 pedone del nero · b6 pedone del nero · d6 pedone del nero · e6 pedone del nero · g6 pedone del nero · a4 pedone del bianco · d4 pedone del bianco · e4 pedone del bianco · c3 pedone del bianco · d3 alfiere del bianco · f3 cavallo del bianco · b2 pedone del bianco · d2 cavallo del bianco · f2 pedone del bianco · g2 pedone del bianco · h2 pedone del bianco · a1 torre del bianco · c1 alfiere del bianco · d1 donna del bianco · e1 torre del bianco · g1 re del bianco | a8 torre del nero · d8 donna del nero · f8 torre del nero · g8 re del nero · b7 alfiere del nero · c7 pedone del nero · d7 cavallo del nero · e7 cavallo del nero · f7 pedone del nero · g7 alfiere del nero · h7 pedone del nero · a6 pedone del nero · b6 pedone del nero · d6 pedone del nero · e6 pedone del nero · g6 pedone del nero · a4 pedone del bianco · d4 pedone del bianco · e4 pedone del bianco · c3 pedone del bianco · d3 alfiere del bianco · f3 cavallo del bianco · b2 pedone del bianco · d2 cavallo del bianco · f2 pedone del bianco · g2 pedone del bianco · h2 pedone del bianco · a1 torre del bianco · c1 alfiere del bianco · d1 donna del bianco · e1 torre del bianco · g1 re del bianco | a8 torre del nero · d8 donna del nero · f8 torre del nero · g8 re del nero · b7 alfiere del nero · c7 pedone del nero · d7 cavallo del nero · e7 cavallo del nero · f7 pedone del nero · g7 alfiere del nero · h7 pedone del nero · a6 pedone del nero · b6 pedone del nero · d6 pedone del nero · e6 pedone del nero · g6 pedone del nero · a4 pedone del bianco · d4 pedone del bianco · e4 pedone del bianco · c3 pedone del bianco · d3 alfiere del bianco · f3 cavallo del bianco · b2 pedone del bianco · d2 cavallo del bianco · f2 pedone del bianco · g2 pedone del bianco · h2 pedone del bianco · a1 torre del bianco · c1 alfiere del bianco · d1 donna del bianco · e1 torre del bianco · g1 re del bianco | a8 torre del nero · d8 donna del nero · f8 torre del nero · g8 re del nero · b7 alfiere del nero · c7 pedone del nero · d7 cavallo del nero · e7 cavallo del nero · f7 pedone del nero · g7 alfiere del nero · h7 pedone del nero · a6 pedone del nero · b6 pedone del nero · d6 pedone del nero · e6 pedone del nero · g6 pedone del nero · a4 pedone del bianco · d4 pedone del bianco · e4 pedone del bianco · c3 pedone del bianco · d3 alfiere del bianco · f3 cavallo del bianco · b2 pedone del bianco · d2 cavallo del bianco · f2 pedone del bianco · g2 pedone del bianco · h2 pedone del bianco · a1 torre del bianco · c1 alfiere del bianco · d1 donna del bianco · e1 torre del bianco · g1 re del bianco | a8 torre del nero · d8 donna del nero · f8 torre del nero · g8 re del nero · b7 alfiere del nero · c7 pedone del nero · d7 cavallo del nero · e7 cavallo del nero · f7 pedone del nero · g7 alfiere del nero · h7 pedone del nero · a6 pedone del nero · b6 pedone del nero · d6 pedone del nero · e6 pedone del nero · g6 pedone del nero · a4 pedone del bianco · d4 pedone del bianco · e4 pedone del bianco · c3 pedone del bianco · d3 alfiere del bianco · f3 cavallo del bianco · b2 pedone del bianco · d2 cavallo del bianco · f2 pedone del bianco · g2 pedone del bianco · h2 pedone del bianco · a1 torre del bianco · c1 alfiere del bianco · d1 donna del bianco · e1 torre del bianco · g1 re del bianco | 7 |
| 6 | a8 torre del nero · d8 donna del nero · f8 torre del nero · g8 re del nero · b7 alfiere del nero · c7 pedone del nero · d7 cavallo del nero · e7 cavallo del nero · f7 pedone del nero · g7 alfiere del nero · h7 pedone del nero · a6 pedone del nero · b6 pedone del nero · d6 pedone del nero · e6 pedone del nero · g6 pedone del nero · a4 pedone del bianco · d4 pedone del bianco · e4 pedone del bianco · c3 pedone del bianco · d3 alfiere del bianco · f3 cavallo del bianco · b2 pedone del bianco · d2 cavallo del bianco · f2 pedone del bianco · g2 pedone del bianco · h2 pedone del bianco · a1 torre del bianco · c1 alfiere del bianco · d1 donna del bianco · e1 torre del bianco · g1 re del bianco | a8 torre del nero · d8 donna del nero · f8 torre del nero · g8 re del nero · b7 alfiere del nero · c7 pedone del nero · d7 cavallo del nero · e7 cavallo del nero · f7 pedone del nero · g7 alfiere del nero · h7 pedone del nero · a6 pedone del nero · b6 pedone del nero · d6 pedone del nero · e6 pedone del nero · g6 pedone del nero · a4 pedone del bianco · d4 pedone del bianco · e4 pedone del bianco · c3 pedone del bianco · d3 alfiere del bianco · f3 cavallo del bianco · b2 pedone del bianco · d2 cavallo del bianco · f2 pedone del bianco · g2 pedone del bianco · h2 pedone del bianco · a1 torre del bianco · c1 alfiere del bianco · d1 donna del bianco · e1 torre del bianco · g1 re del bianco | a8 torre del nero · d8 donna del nero · f8 torre del nero · g8 re del nero · b7 alfiere del nero · c7 pedone del nero · d7 cavallo del nero · e7 cavallo del nero · f7 pedone del nero · g7 alfiere del nero · h7 pedone del nero · a6 pedone del nero · b6 pedone del nero · d6 pedone del nero · e6 pedone del nero · g6 pedone del nero · a4 pedone del bianco · d4 pedone del bianco · e4 pedone del bianco · c3 pedone del bianco · d3 alfiere del bianco · f3 cavallo del bianco · b2 pedone del bianco · d2 cavallo del bianco · f2 pedone del bianco · g2 pedone del bianco · h2 pedone del bianco · a1 torre del bianco · c1 alfiere del bianco · d1 donna del bianco · e1 torre del bianco · g1 re del bianco | a8 torre del nero · d8 donna del nero · f8 torre del nero · g8 re del nero · b7 alfiere del nero · c7 pedone del nero · d7 cavallo del nero · e7 cavallo del nero · f7 pedone del nero · g7 alfiere del nero · h7 pedone del nero · a6 pedone del nero · b6 pedone del nero · d6 pedone del nero · e6 pedone del nero · g6 pedone del nero · a4 pedone del bianco · d4 pedone del bianco · e4 pedone del bianco · c3 pedone del bianco · d3 alfiere del bianco · f3 cavallo del bianco · b2 pedone del bianco · d2 cavallo del bianco · f2 pedone del bianco · g2 pedone del bianco · h2 pedone del bianco · a1 torre del bianco · c1 alfiere del bianco · d1 donna del bianco · e1 torre del bianco · g1 re del bianco | a8 torre del nero · d8 donna del nero · f8 torre del nero · g8 re del nero · b7 alfiere del nero · c7 pedone del nero · d7 cavallo del nero · e7 cavallo del nero · f7 pedone del nero · g7 alfiere del nero · h7 pedone del nero · a6 pedone del nero · b6 pedone del nero · d6 pedone del nero · e6 pedone del nero · g6 pedone del nero · a4 pedone del bianco · d4 pedone del bianco · e4 pedone del bianco · c3 pedone del bianco · d3 alfiere del bianco · f3 cavallo del bianco · b2 pedone del bianco · d2 cavallo del bianco · f2 pedone del bianco · g2 pedone del bianco · h2 pedone del bianco · a1 torre del bianco · c1 alfiere del bianco · d1 donna del bianco · e1 torre del bianco · g1 re del bianco | a8 torre del nero · d8 donna del nero · f8 torre del nero · g8 re del nero · b7 alfiere del nero · c7 pedone del nero · d7 cavallo del nero · e7 cavallo del nero · f7 pedone del nero · g7 alfiere del nero · h7 pedone del nero · a6 pedone del nero · b6 pedone del nero · d6 pedone del nero · e6 pedone del nero · g6 pedone del nero · a4 pedone del bianco · d4 pedone del bianco · e4 pedone del bianco · c3 pedone del bianco · d3 alfiere del bianco · f3 cavallo del bianco · b2 pedone del bianco · d2 cavallo del bianco · f2 pedone del bianco · g2 pedone del bianco · h2 pedone del bianco · a1 torre del bianco · c1 alfiere del bianco · d1 donna del bianco · e1 torre del bianco · g1 re del bianco | a8 torre del nero · d8 donna del nero · f8 torre del nero · g8 re del nero · b7 alfiere del nero · c7 pedone del nero · d7 cavallo del nero · e7 cavallo del nero · f7 pedone del nero · g7 alfiere del nero · h7 pedone del nero · a6 pedone del nero · b6 pedone del nero · d6 pedone del nero · e6 pedone del nero · g6 pedone del nero · a4 pedone del bianco · d4 pedone del bianco · e4 pedone del bianco · c3 pedone del bianco · d3 alfiere del bianco · f3 cavallo del bianco · b2 pedone del bianco · d2 cavallo del bianco · f2 pedone del bianco · g2 pedone del bianco · h2 pedone del bianco · a1 torre del bianco · c1 alfiere del bianco · d1 donna del bianco · e1 torre del bianco · g1 re del bianco | a8 torre del nero · d8 donna del nero · f8 torre del nero · g8 re del nero · b7 alfiere del nero · c7 pedone del nero · d7 cavallo del nero · e7 cavallo del nero · f7 pedone del nero · g7 alfiere del nero · h7 pedone del nero · a6 pedone del nero · b6 pedone del nero · d6 pedone del nero · e6 pedone del nero · g6 pedone del nero · a4 pedone del bianco · d4 pedone del bianco · e4 pedone del bianco · c3 pedone del bianco · d3 alfiere del bianco · f3 cavallo del bianco · b2 pedone del bianco · d2 cavallo del bianco · f2 pedone del bianco · g2 pedone del bianco · h2 pedone del bianco · a1 torre del bianco · c1 alfiere del bianco · d1 donna del bianco · e1 torre del bianco · g1 re del bianco | 6 |
| 5 | a8 torre del nero · d8 donna del nero · f8 torre del nero · g8 re del nero · b7 alfiere del nero · c7 pedone del nero · d7 cavallo del nero · e7 cavallo del nero · f7 pedone del nero · g7 alfiere del nero · h7 pedone del nero · a6 pedone del nero · b6 pedone del nero · d6 pedone del nero · e6 pedone del nero · g6 pedone del nero · a4 pedone del bianco · d4 pedone del bianco · e4 pedone del bianco · c3 pedone del bianco · d3 alfiere del bianco · f3 cavallo del bianco · b2 pedone del bianco · d2 cavallo del bianco · f2 pedone del bianco · g2 pedone del bianco · h2 pedone del bianco · a1 torre del bianco · c1 alfiere del bianco · d1 donna del bianco · e1 torre del bianco · g1 re del bianco | a8 torre del nero · d8 donna del nero · f8 torre del nero · g8 re del nero · b7 alfiere del nero · c7 pedone del nero · d7 cavallo del nero · e7 cavallo del nero · f7 pedone del nero · g7 alfiere del nero · h7 pedone del nero · a6 pedone del nero · b6 pedone del nero · d6 pedone del nero · e6 pedone del nero · g6 pedone del nero · a4 pedone del bianco · d4 pedone del bianco · e4 pedone del bianco · c3 pedone del bianco · d3 alfiere del bianco · f3 cavallo del bianco · b2 pedone del bianco · d2 cavallo del bianco · f2 pedone del bianco · g2 pedone del bianco · h2 pedone del bianco · a1 torre del bianco · c1 alfiere del bianco · d1 donna del bianco · e1 torre del bianco · g1 re del bianco | a8 torre del nero · d8 donna del nero · f8 torre del nero · g8 re del nero · b7 alfiere del nero · c7 pedone del nero · d7 cavallo del nero · e7 cavallo del nero · f7 pedone del nero · g7 alfiere del nero · h7 pedone del nero · a6 pedone del nero · b6 pedone del nero · d6 pedone del nero · e6 pedone del nero · g6 pedone del nero · a4 pedone del bianco · d4 pedone del bianco · e4 pedone del bianco · c3 pedone del bianco · d3 alfiere del bianco · f3 cavallo del bianco · b2 pedone del bianco · d2 cavallo del bianco · f2 pedone del bianco · g2 pedone del bianco · h2 pedone del bianco · a1 torre del bianco · c1 alfiere del bianco · d1 donna del bianco · e1 torre del bianco · g1 re del bianco | a8 torre del nero · d8 donna del nero · f8 torre del nero · g8 re del nero · b7 alfiere del nero · c7 pedone del nero · d7 cavallo del nero · e7 cavallo del nero · f7 pedone del nero · g7 alfiere del nero · h7 pedone del nero · a6 pedone del nero · b6 pedone del nero · d6 pedone del nero · e6 pedone del nero · g6 pedone del nero · a4 pedone del bianco · d4 pedone del bianco · e4 pedone del bianco · c3 pedone del bianco · d3 alfiere del bianco · f3 cavallo del bianco · b2 pedone del bianco · d2 cavallo del bianco · f2 pedone del bianco · g2 pedone del bianco · h2 pedone del bianco · a1 torre del bianco · c1 alfiere del bianco · d1 donna del bianco · e1 torre del bianco · g1 re del bianco | a8 torre del nero · d8 donna del nero · f8 torre del nero · g8 re del nero · b7 alfiere del nero · c7 pedone del nero · d7 cavallo del nero · e7 cavallo del nero · f7 pedone del nero · g7 alfiere del nero · h7 pedone del nero · a6 pedone del nero · b6 pedone del nero · d6 pedone del nero · e6 pedone del nero · g6 pedone del nero · a4 pedone del bianco · d4 pedone del bianco · e4 pedone del bianco · c3 pedone del bianco · d3 alfiere del bianco · f3 cavallo del bianco · b2 pedone del bianco · d2 cavallo del bianco · f2 pedone del bianco · g2 pedone del bianco · h2 pedone del bianco · a1 torre del bianco · c1 alfiere del bianco · d1 donna del bianco · e1 torre del bianco · g1 re del bianco | a8 torre del nero · d8 donna del nero · f8 torre del nero · g8 re del nero · b7 alfiere del nero · c7 pedone del nero · d7 cavallo del nero · e7 cavallo del nero · f7 pedone del nero · g7 alfiere del nero · h7 pedone del nero · a6 pedone del nero · b6 pedone del nero · d6 pedone del nero · e6 pedone del nero · g6 pedone del nero · a4 pedone del bianco · d4 pedone del bianco · e4 pedone del bianco · c3 pedone del bianco · d3 alfiere del bianco · f3 cavallo del bianco · b2 pedone del bianco · d2 cavallo del bianco · f2 pedone del bianco · g2 pedone del bianco · h2 pedone del bianco · a1 torre del bianco · c1 alfiere del bianco · d1 donna del bianco · e1 torre del bianco · g1 re del bianco | a8 torre del nero · d8 donna del nero · f8 torre del nero · g8 re del nero · b7 alfiere del nero · c7 pedone del nero · d7 cavallo del nero · e7 cavallo del nero · f7 pedone del nero · g7 alfiere del nero · h7 pedone del nero · a6 pedone del nero · b6 pedone del nero · d6 pedone del nero · e6 pedone del nero · g6 pedone del nero · a4 pedone del bianco · d4 pedone del bianco · e4 pedone del bianco · c3 pedone del bianco · d3 alfiere del bianco · f3 cavallo del bianco · b2 pedone del bianco · d2 cavallo del bianco · f2 pedone del bianco · g2 pedone del bianco · h2 pedone del bianco · a1 torre del bianco · c1 alfiere del bianco · d1 donna del bianco · e1 torre del bianco · g1 re del bianco | a8 torre del nero · d8 donna del nero · f8 torre del nero · g8 re del nero · b7 alfiere del nero · c7 pedone del nero · d7 cavallo del nero · e7 cavallo del nero · f7 pedone del nero · g7 alfiere del nero · h7 pedone del nero · a6 pedone del nero · b6 pedone del nero · d6 pedone del nero · e6 pedone del nero · g6 pedone del nero · a4 pedone del bianco · d4 pedone del bianco · e4 pedone del bianco · c3 pedone del bianco · d3 alfiere del bianco · f3 cavallo del bianco · b2 pedone del bianco · d2 cavallo del bianco · f2 pedone del bianco · g2 pedone del bianco · h2 pedone del bianco · a1 torre del bianco · c1 alfiere del bianco · d1 donna del bianco · e1 torre del bianco · g1 re del bianco | 5 |
| 4 | a8 torre del nero · d8 donna del nero · f8 torre del nero · g8 re del nero · b7 alfiere del nero · c7 pedone del nero · d7 cavallo del nero · e7 cavallo del nero · f7 pedone del nero · g7 alfiere del nero · h7 pedone del nero · a6 pedone del nero · b6 pedone del nero · d6 pedone del nero · e6 pedone del nero · g6 pedone del nero · a4 pedone del bianco · d4 pedone del bianco · e4 pedone del bianco · c3 pedone del bianco · d3 alfiere del bianco · f3 cavallo del bianco · b2 pedone del bianco · d2 cavallo del bianco · f2 pedone del bianco · g2 pedone del bianco · h2 pedone del bianco · a1 torre del bianco · c1 alfiere del bianco · d1 donna del bianco · e1 torre del bianco · g1 re del bianco | a8 torre del nero · d8 donna del nero · f8 torre del nero · g8 re del nero · b7 alfiere del nero · c7 pedone del nero · d7 cavallo del nero · e7 cavallo del nero · f7 pedone del nero · g7 alfiere del nero · h7 pedone del nero · a6 pedone del nero · b6 pedone del nero · d6 pedone del nero · e6 pedone del nero · g6 pedone del nero · a4 pedone del bianco · d4 pedone del bianco · e4 pedone del bianco · c3 pedone del bianco · d3 alfiere del bianco · f3 cavallo del bianco · b2 pedone del bianco · d2 cavallo del bianco · f2 pedone del bianco · g2 pedone del bianco · h2 pedone del bianco · a1 torre del bianco · c1 alfiere del bianco · d1 donna del bianco · e1 torre del bianco · g1 re del bianco | a8 torre del nero · d8 donna del nero · f8 torre del nero · g8 re del nero · b7 alfiere del nero · c7 pedone del nero · d7 cavallo del nero · e7 cavallo del nero · f7 pedone del nero · g7 alfiere del nero · h7 pedone del nero · a6 pedone del nero · b6 pedone del nero · d6 pedone del nero · e6 pedone del nero · g6 pedone del nero · a4 pedone del bianco · d4 pedone del bianco · e4 pedone del bianco · c3 pedone del bianco · d3 alfiere del bianco · f3 cavallo del bianco · b2 pedone del bianco · d2 cavallo del bianco · f2 pedone del bianco · g2 pedone del bianco · h2 pedone del bianco · a1 torre del bianco · c1 alfiere del bianco · d1 donna del bianco · e1 torre del bianco · g1 re del bianco | a8 torre del nero · d8 donna del nero · f8 torre del nero · g8 re del nero · b7 alfiere del nero · c7 pedone del nero · d7 cavallo del nero · e7 cavallo del nero · f7 pedone del nero · g7 alfiere del nero · h7 pedone del nero · a6 pedone del nero · b6 pedone del nero · d6 pedone del nero · e6 pedone del nero · g6 pedone del nero · a4 pedone del bianco · d4 pedone del bianco · e4 pedone del bianco · c3 pedone del bianco · d3 alfiere del bianco · f3 cavallo del bianco · b2 pedone del bianco · d2 cavallo del bianco · f2 pedone del bianco · g2 pedone del bianco · h2 pedone del bianco · a1 torre del bianco · c1 alfiere del bianco · d1 donna del bianco · e1 torre del bianco · g1 re del bianco | a8 torre del nero · d8 donna del nero · f8 torre del nero · g8 re del nero · b7 alfiere del nero · c7 pedone del nero · d7 cavallo del nero · e7 cavallo del nero · f7 pedone del nero · g7 alfiere del nero · h7 pedone del nero · a6 pedone del nero · b6 pedone del nero · d6 pedone del nero · e6 pedone del nero · g6 pedone del nero · a4 pedone del bianco · d4 pedone del bianco · e4 pedone del bianco · c3 pedone del bianco · d3 alfiere del bianco · f3 cavallo del bianco · b2 pedone del bianco · d2 cavallo del bianco · f2 pedone del bianco · g2 pedone del bianco · h2 pedone del bianco · a1 torre del bianco · c1 alfiere del bianco · d1 donna del bianco · e1 torre del bianco · g1 re del bianco | a8 torre del nero · d8 donna del nero · f8 torre del nero · g8 re del nero · b7 alfiere del nero · c7 pedone del nero · d7 cavallo del nero · e7 cavallo del nero · f7 pedone del nero · g7 alfiere del nero · h7 pedone del nero · a6 pedone del nero · b6 pedone del nero · d6 pedone del nero · e6 pedone del nero · g6 pedone del nero · a4 pedone del bianco · d4 pedone del bianco · e4 pedone del bianco · c3 pedone del bianco · d3 alfiere del bianco · f3 cavallo del bianco · b2 pedone del bianco · d2 cavallo del bianco · f2 pedone del bianco · g2 pedone del bianco · h2 pedone del bianco · a1 torre del bianco · c1 alfiere del bianco · d1 donna del bianco · e1 torre del bianco · g1 re del bianco | a8 torre del nero · d8 donna del nero · f8 torre del nero · g8 re del nero · b7 alfiere del nero · c7 pedone del nero · d7 cavallo del nero · e7 cavallo del nero · f7 pedone del nero · g7 alfiere del nero · h7 pedone del nero · a6 pedone del nero · b6 pedone del nero · d6 pedone del nero · e6 pedone del nero · g6 pedone del nero · a4 pedone del bianco · d4 pedone del bianco · e4 pedone del bianco · c3 pedone del bianco · d3 alfiere del bianco · f3 cavallo del bianco · b2 pedone del bianco · d2 cavallo del bianco · f2 pedone del bianco · g2 pedone del bianco · h2 pedone del bianco · a1 torre del bianco · c1 alfiere del bianco · d1 donna del bianco · e1 torre del bianco · g1 re del bianco | a8 torre del nero · d8 donna del nero · f8 torre del nero · g8 re del nero · b7 alfiere del nero · c7 pedone del nero · d7 cavallo del nero · e7 cavallo del nero · f7 pedone del nero · g7 alfiere del nero · h7 pedone del nero · a6 pedone del nero · b6 pedone del nero · d6 pedone del nero · e6 pedone del nero · g6 pedone del nero · a4 pedone del bianco · d4 pedone del bianco · e4 pedone del bianco · c3 pedone del bianco · d3 alfiere del bianco · f3 cavallo del bianco · b2 pedone del bianco · d2 cavallo del bianco · f2 pedone del bianco · g2 pedone del bianco · h2 pedone del bianco · a1 torre del bianco · c1 alfiere del bianco · d1 donna del bianco · e1 torre del bianco · g1 re del bianco | 4 |
| 3 | a8 torre del nero · d8 donna del nero · f8 torre del nero · g8 re del nero · b7 alfiere del nero · c7 pedone del nero · d7 cavallo del nero · e7 cavallo del nero · f7 pedone del nero · g7 alfiere del nero · h7 pedone del nero · a6 pedone del nero · b6 pedone del nero · d6 pedone del nero · e6 pedone del nero · g6 pedone del nero · a4 pedone del bianco · d4 pedone del bianco · e4 pedone del bianco · c3 pedone del bianco · d3 alfiere del bianco · f3 cavallo del bianco · b2 pedone del bianco · d2 cavallo del bianco · f2 pedone del bianco · g2 pedone del bianco · h2 pedone del bianco · a1 torre del bianco · c1 alfiere del bianco · d1 donna del bianco · e1 torre del bianco · g1 re del bianco | a8 torre del nero · d8 donna del nero · f8 torre del nero · g8 re del nero · b7 alfiere del nero · c7 pedone del nero · d7 cavallo del nero · e7 cavallo del nero · f7 pedone del nero · g7 alfiere del nero · h7 pedone del nero · a6 pedone del nero · b6 pedone del nero · d6 pedone del nero · e6 pedone del nero · g6 pedone del nero · a4 pedone del bianco · d4 pedone del bianco · e4 pedone del bianco · c3 pedone del bianco · d3 alfiere del bianco · f3 cavallo del bianco · b2 pedone del bianco · d2 cavallo del bianco · f2 pedone del bianco · g2 pedone del bianco · h2 pedone del bianco · a1 torre del bianco · c1 alfiere del bianco · d1 donna del bianco · e1 torre del bianco · g1 re del bianco | a8 torre del nero · d8 donna del nero · f8 torre del nero · g8 re del nero · b7 alfiere del nero · c7 pedone del nero · d7 cavallo del nero · e7 cavallo del nero · f7 pedone del nero · g7 alfiere del nero · h7 pedone del nero · a6 pedone del nero · b6 pedone del nero · d6 pedone del nero · e6 pedone del nero · g6 pedone del nero · a4 pedone del bianco · d4 pedone del bianco · e4 pedone del bianco · c3 pedone del bianco · d3 alfiere del bianco · f3 cavallo del bianco · b2 pedone del bianco · d2 cavallo del bianco · f2 pedone del bianco · g2 pedone del bianco · h2 pedone del bianco · a1 torre del bianco · c1 alfiere del bianco · d1 donna del bianco · e1 torre del bianco · g1 re del bianco | a8 torre del nero · d8 donna del nero · f8 torre del nero · g8 re del nero · b7 alfiere del nero · c7 pedone del nero · d7 cavallo del nero · e7 cavallo del nero · f7 pedone del nero · g7 alfiere del nero · h7 pedone del nero · a6 pedone del nero · b6 pedone del nero · d6 pedone del nero · e6 pedone del nero · g6 pedone del nero · a4 pedone del bianco · d4 pedone del bianco · e4 pedone del bianco · c3 pedone del bianco · d3 alfiere del bianco · f3 cavallo del bianco · b2 pedone del bianco · d2 cavallo del bianco · f2 pedone del bianco · g2 pedone del bianco · h2 pedone del bianco · a1 torre del bianco · c1 alfiere del bianco · d1 donna del bianco · e1 torre del bianco · g1 re del bianco | a8 torre del nero · d8 donna del nero · f8 torre del nero · g8 re del nero · b7 alfiere del nero · c7 pedone del nero · d7 cavallo del nero · e7 cavallo del nero · f7 pedone del nero · g7 alfiere del nero · h7 pedone del nero · a6 pedone del nero · b6 pedone del nero · d6 pedone del nero · e6 pedone del nero · g6 pedone del nero · a4 pedone del bianco · d4 pedone del bianco · e4 pedone del bianco · c3 pedone del bianco · d3 alfiere del bianco · f3 cavallo del bianco · b2 pedone del bianco · d2 cavallo del bianco · f2 pedone del bianco · g2 pedone del bianco · h2 pedone del bianco · a1 torre del bianco · c1 alfiere del bianco · d1 donna del bianco · e1 torre del bianco · g1 re del bianco | a8 torre del nero · d8 donna del nero · f8 torre del nero · g8 re del nero · b7 alfiere del nero · c7 pedone del nero · d7 cavallo del nero · e7 cavallo del nero · f7 pedone del nero · g7 alfiere del nero · h7 pedone del nero · a6 pedone del nero · b6 pedone del nero · d6 pedone del nero · e6 pedone del nero · g6 pedone del nero · a4 pedone del bianco · d4 pedone del bianco · e4 pedone del bianco · c3 pedone del bianco · d3 alfiere del bianco · f3 cavallo del bianco · b2 pedone del bianco · d2 cavallo del bianco · f2 pedone del bianco · g2 pedone del bianco · h2 pedone del bianco · a1 torre del bianco · c1 alfiere del bianco · d1 donna del bianco · e1 torre del bianco · g1 re del bianco | a8 torre del nero · d8 donna del nero · f8 torre del nero · g8 re del nero · b7 alfiere del nero · c7 pedone del nero · d7 cavallo del nero · e7 cavallo del nero · f7 pedone del nero · g7 alfiere del nero · h7 pedone del nero · a6 pedone del nero · b6 pedone del nero · d6 pedone del nero · e6 pedone del nero · g6 pedone del nero · a4 pedone del bianco · d4 pedone del bianco · e4 pedone del bianco · c3 pedone del bianco · d3 alfiere del bianco · f3 cavallo del bianco · b2 pedone del bianco · d2 cavallo del bianco · f2 pedone del bianco · g2 pedone del bianco · h2 pedone del bianco · a1 torre del bianco · c1 alfiere del bianco · d1 donna del bianco · e1 torre del bianco · g1 re del bianco | a8 torre del nero · d8 donna del nero · f8 torre del nero · g8 re del nero · b7 alfiere del nero · c7 pedone del nero · d7 cavallo del nero · e7 cavallo del nero · f7 pedone del nero · g7 alfiere del nero · h7 pedone del nero · a6 pedone del nero · b6 pedone del nero · d6 pedone del nero · e6 pedone del nero · g6 pedone del nero · a4 pedone del bianco · d4 pedone del bianco · e4 pedone del bianco · c3 pedone del bianco · d3 alfiere del bianco · f3 cavallo del bianco · b2 pedone del bianco · d2 cavallo del bianco · f2 pedone del bianco · g2 pedone del bianco · h2 pedone del bianco · a1 torre del bianco · c1 alfiere del bianco · d1 donna del bianco · e1 torre del bianco · g1 re del bianco | 3 |
| 2 | a8 torre del nero · d8 donna del nero · f8 torre del nero · g8 re del nero · b7 alfiere del nero · c7 pedone del nero · d7 cavallo del nero · e7 cavallo del nero · f7 pedone del nero · g7 alfiere del nero · h7 pedone del nero · a6 pedone del nero · b6 pedone del nero · d6 pedone del nero · e6 pedone del nero · g6 pedone del nero · a4 pedone del bianco · d4 pedone del bianco · e4 pedone del bianco · c3 pedone del bianco · d3 alfiere del bianco · f3 cavallo del bianco · b2 pedone del bianco · d2 cavallo del bianco · f2 pedone del bianco · g2 pedone del bianco · h2 pedone del bianco · a1 torre del bianco · c1 alfiere del bianco · d1 donna del bianco · e1 torre del bianco · g1 re del bianco | a8 torre del nero · d8 donna del nero · f8 torre del nero · g8 re del nero · b7 alfiere del nero · c7 pedone del nero · d7 cavallo del nero · e7 cavallo del nero · f7 pedone del nero · g7 alfiere del nero · h7 pedone del nero · a6 pedone del nero · b6 pedone del nero · d6 pedone del nero · e6 pedone del nero · g6 pedone del nero · a4 pedone del bianco · d4 pedone del bianco · e4 pedone del bianco · c3 pedone del bianco · d3 alfiere del bianco · f3 cavallo del bianco · b2 pedone del bianco · d2 cavallo del bianco · f2 pedone del bianco · g2 pedone del bianco · h2 pedone del bianco · a1 torre del bianco · c1 alfiere del bianco · d1 donna del bianco · e1 torre del bianco · g1 re del bianco | a8 torre del nero · d8 donna del nero · f8 torre del nero · g8 re del nero · b7 alfiere del nero · c7 pedone del nero · d7 cavallo del nero · e7 cavallo del nero · f7 pedone del nero · g7 alfiere del nero · h7 pedone del nero · a6 pedone del nero · b6 pedone del nero · d6 pedone del nero · e6 pedone del nero · g6 pedone del nero · a4 pedone del bianco · d4 pedone del bianco · e4 pedone del bianco · c3 pedone del bianco · d3 alfiere del bianco · f3 cavallo del bianco · b2 pedone del bianco · d2 cavallo del bianco · f2 pedone del bianco · g2 pedone del bianco · h2 pedone del bianco · a1 torre del bianco · c1 alfiere del bianco · d1 donna del bianco · e1 torre del bianco · g1 re del bianco | a8 torre del nero · d8 donna del nero · f8 torre del nero · g8 re del nero · b7 alfiere del nero · c7 pedone del nero · d7 cavallo del nero · e7 cavallo del nero · f7 pedone del nero · g7 alfiere del nero · h7 pedone del nero · a6 pedone del nero · b6 pedone del nero · d6 pedone del nero · e6 pedone del nero · g6 pedone del nero · a4 pedone del bianco · d4 pedone del bianco · e4 pedone del bianco · c3 pedone del bianco · d3 alfiere del bianco · f3 cavallo del bianco · b2 pedone del bianco · d2 cavallo del bianco · f2 pedone del bianco · g2 pedone del bianco · h2 pedone del bianco · a1 torre del bianco · c1 alfiere del bianco · d1 donna del bianco · e1 torre del bianco · g1 re del bianco | a8 torre del nero · d8 donna del nero · f8 torre del nero · g8 re del nero · b7 alfiere del nero · c7 pedone del nero · d7 cavallo del nero · e7 cavallo del nero · f7 pedone del nero · g7 alfiere del nero · h7 pedone del nero · a6 pedone del nero · b6 pedone del nero · d6 pedone del nero · e6 pedone del nero · g6 pedone del nero · a4 pedone del bianco · d4 pedone del bianco · e4 pedone del bianco · c3 pedone del bianco · d3 alfiere del bianco · f3 cavallo del bianco · b2 pedone del bianco · d2 cavallo del bianco · f2 pedone del bianco · g2 pedone del bianco · h2 pedone del bianco · a1 torre del bianco · c1 alfiere del bianco · d1 donna del bianco · e1 torre del bianco · g1 re del bianco | a8 torre del nero · d8 donna del nero · f8 torre del nero · g8 re del nero · b7 alfiere del nero · c7 pedone del nero · d7 cavallo del nero · e7 cavallo del nero · f7 pedone del nero · g7 alfiere del nero · h7 pedone del nero · a6 pedone del nero · b6 pedone del nero · d6 pedone del nero · e6 pedone del nero · g6 pedone del nero · a4 pedone del bianco · d4 pedone del bianco · e4 pedone del bianco · c3 pedone del bianco · d3 alfiere del bianco · f3 cavallo del bianco · b2 pedone del bianco · d2 cavallo del bianco · f2 pedone del bianco · g2 pedone del bianco · h2 pedone del bianco · a1 torre del bianco · c1 alfiere del bianco · d1 donna del bianco · e1 torre del bianco · g1 re del bianco | a8 torre del nero · d8 donna del nero · f8 torre del nero · g8 re del nero · b7 alfiere del nero · c7 pedone del nero · d7 cavallo del nero · e7 cavallo del nero · f7 pedone del nero · g7 alfiere del nero · h7 pedone del nero · a6 pedone del nero · b6 pedone del nero · d6 pedone del nero · e6 pedone del nero · g6 pedone del nero · a4 pedone del bianco · d4 pedone del bianco · e4 pedone del bianco · c3 pedone del bianco · d3 alfiere del bianco · f3 cavallo del bianco · b2 pedone del bianco · d2 cavallo del bianco · f2 pedone del bianco · g2 pedone del bianco · h2 pedone del bianco · a1 torre del bianco · c1 alfiere del bianco · d1 donna del bianco · e1 torre del bianco · g1 re del bianco | a8 torre del nero · d8 donna del nero · f8 torre del nero · g8 re del nero · b7 alfiere del nero · c7 pedone del nero · d7 cavallo del nero · e7 cavallo del nero · f7 pedone del nero · g7 alfiere del nero · h7 pedone del nero · a6 pedone del nero · b6 pedone del nero · d6 pedone del nero · e6 pedone del nero · g6 pedone del nero · a4 pedone del bianco · d4 pedone del bianco · e4 pedone del bianco · c3 pedone del bianco · d3 alfiere del bianco · f3 cavallo del bianco · b2 pedone del bianco · d2 cavallo del bianco · f2 pedone del bianco · g2 pedone del bianco · h2 pedone del bianco · a1 torre del bianco · c1 alfiere del bianco · d1 donna del bianco · e1 torre del bianco · g1 re del bianco | 2 |
| 1 | a8 torre del nero · d8 donna del nero · f8 torre del nero · g8 re del nero · b7 alfiere del nero · c7 pedone del nero · d7 cavallo del nero · e7 cavallo del nero · f7 pedone del nero · g7 alfiere del nero · h7 pedone del nero · a6 pedone del nero · b6 pedone del nero · d6 pedone del nero · e6 pedone del nero · g6 pedone del nero · a4 pedone del bianco · d4 pedone del bianco · e4 pedone del bianco · c3 pedone del bianco · d3 alfiere del bianco · f3 cavallo del bianco · b2 pedone del bianco · d2 cavallo del bianco · f2 pedone del bianco · g2 pedone del bianco · h2 pedone del bianco · a1 torre del bianco · c1 alfiere del bianco · d1 donna del bianco · e1 torre del bianco · g1 re del bianco | a8 torre del nero · d8 donna del nero · f8 torre del nero · g8 re del nero · b7 alfiere del nero · c7 pedone del nero · d7 cavallo del nero · e7 cavallo del nero · f7 pedone del nero · g7 alfiere del nero · h7 pedone del nero · a6 pedone del nero · b6 pedone del nero · d6 pedone del nero · e6 pedone del nero · g6 pedone del nero · a4 pedone del bianco · d4 pedone del bianco · e4 pedone del bianco · c3 pedone del bianco · d3 alfiere del bianco · f3 cavallo del bianco · b2 pedone del bianco · d2 cavallo del bianco · f2 pedone del bianco · g2 pedone del bianco · h2 pedone del bianco · a1 torre del bianco · c1 alfiere del bianco · d1 donna del bianco · e1 torre del bianco · g1 re del bianco | a8 torre del nero · d8 donna del nero · f8 torre del nero · g8 re del nero · b7 alfiere del nero · c7 pedone del nero · d7 cavallo del nero · e7 cavallo del nero · f7 pedone del nero · g7 alfiere del nero · h7 pedone del nero · a6 pedone del nero · b6 pedone del nero · d6 pedone del nero · e6 pedone del nero · g6 pedone del nero · a4 pedone del bianco · d4 pedone del bianco · e4 pedone del bianco · c3 pedone del bianco · d3 alfiere del bianco · f3 cavallo del bianco · b2 pedone del bianco · d2 cavallo del bianco · f2 pedone del bianco · g2 pedone del bianco · h2 pedone del bianco · a1 torre del bianco · c1 alfiere del bianco · d1 donna del bianco · e1 torre del bianco · g1 re del bianco | a8 torre del nero · d8 donna del nero · f8 torre del nero · g8 re del nero · b7 alfiere del nero · c7 pedone del nero · d7 cavallo del nero · e7 cavallo del nero · f7 pedone del nero · g7 alfiere del nero · h7 pedone del nero · a6 pedone del nero · b6 pedone del nero · d6 pedone del nero · e6 pedone del nero · g6 pedone del nero · a4 pedone del bianco · d4 pedone del bianco · e4 pedone del bianco · c3 pedone del bianco · d3 alfiere del bianco · f3 cavallo del bianco · b2 pedone del bianco · d2 cavallo del bianco · f2 pedone del bianco · g2 pedone del bianco · h2 pedone del bianco · a1 torre del bianco · c1 alfiere del bianco · d1 donna del bianco · e1 torre del bianco · g1 re del bianco | a8 torre del nero · d8 donna del nero · f8 torre del nero · g8 re del nero · b7 alfiere del nero · c7 pedone del nero · d7 cavallo del nero · e7 cavallo del nero · f7 pedone del nero · g7 alfiere del nero · h7 pedone del nero · a6 pedone del nero · b6 pedone del nero · d6 pedone del nero · e6 pedone del nero · g6 pedone del nero · a4 pedone del bianco · d4 pedone del bianco · e4 pedone del bianco · c3 pedone del bianco · d3 alfiere del bianco · f3 cavallo del bianco · b2 pedone del bianco · d2 cavallo del bianco · f2 pedone del bianco · g2 pedone del bianco · h2 pedone del bianco · a1 torre del bianco · c1 alfiere del bianco · d1 donna del bianco · e1 torre del bianco · g1 re del bianco | a8 torre del nero · d8 donna del nero · f8 torre del nero · g8 re del nero · b7 alfiere del nero · c7 pedone del nero · d7 cavallo del nero · e7 cavallo del nero · f7 pedone del nero · g7 alfiere del nero · h7 pedone del nero · a6 pedone del nero · b6 pedone del nero · d6 pedone del nero · e6 pedone del nero · g6 pedone del nero · a4 pedone del bianco · d4 pedone del bianco · e4 pedone del bianco · c3 pedone del bianco · d3 alfiere del bianco · f3 cavallo del bianco · b2 pedone del bianco · d2 cavallo del bianco · f2 pedone del bianco · g2 pedone del bianco · h2 pedone del bianco · a1 torre del bianco · c1 alfiere del bianco · d1 donna del bianco · e1 torre del bianco · g1 re del bianco | a8 torre del nero · d8 donna del nero · f8 torre del nero · g8 re del nero · b7 alfiere del nero · c7 pedone del nero · d7 cavallo del nero · e7 cavallo del nero · f7 pedone del nero · g7 alfiere del nero · h7 pedone del nero · a6 pedone del nero · b6 pedone del nero · d6 pedone del nero · e6 pedone del nero · g6 pedone del nero · a4 pedone del bianco · d4 pedone del bianco · e4 pedone del bianco · c3 pedone del bianco · d3 alfiere del bianco · f3 cavallo del bianco · b2 pedone del bianco · d2 cavallo del bianco · f2 pedone del bianco · g2 pedone del bianco · h2 pedone del bianco · a1 torre del bianco · c1 alfiere del bianco · d1 donna del bianco · e1 torre del bianco · g1 re del bianco | a8 torre del nero · d8 donna del nero · f8 torre del nero · g8 re del nero · b7 alfiere del nero · c7 pedone del nero · d7 cavallo del nero · e7 cavallo del nero · f7 pedone del nero · g7 alfiere del nero · h7 pedone del nero · a6 pedone del nero · b6 pedone del nero · d6 pedone del nero · e6 pedone del nero · g6 pedone del nero · a4 pedone del bianco · d4 pedone del bianco · e4 pedone del bianco · c3 pedone del bianco · d3 alfiere del bianco · f3 cavallo del bianco · b2 pedone del bianco · d2 cavallo del bianco · f2 pedone del bianco · g2 pedone del bianco · h2 pedone del bianco · a1 torre del bianco · c1 alfiere del bianco · d1 donna del bianco · e1 torre del bianco · g1 re del bianco | 1 |
|   | a | b | c | d | e | f | g | h |   |

Con questo impianto si rinuncia a ogni tentativo di attacco in cambio di una solida posizione che può contrastare qualsiasi attacco del bianco.
La filosofia dietro a ciò è che è uno svantaggio avere l'iniziativa, cioè l'obbligo di fare qualcosa, quando si affronta una così solida struttura. Il nero cercherà di rispondere agli attacchi tenendo le linee chiuse e dirottando gli attacchi dei pezzi avversari con i pedoni, dopo di che cercherà egli stesso il contrattacco. In termini pratici ciò significa che il nero contrasterà la mossa e5 con d5, con il seguito, in stile difesa francese, del tentativo di rottura con c5. In alternativa se il bianco gioca d5 il nero risponde con la mossa e5 seguita da f5 come avviene nella difesa est-indiana.
Vlastimil Hort, Igor Glek e Mihai Șubă sono alcuni dei grandi maestri che hanno sviluppato la formazione ippopotamo, e Kiril Georgiev l'ha usata come arma anti-computer.
Su questa difesa sono stati scritti alcuni trattati sia in lingua inglese che in italiano. Nel giocare questa difesa contro Petrosjan, Spasskij fu ispirato dal maestro slovacco Maximilián Ujtelky, che aveva sperimentato questo tipo di apertura per vari anni e che l'aveva anche usata proprio contro di lui nel 1964 (vedere sotto).
Ujtelky con questo impianto riuscì ad avere la meglio anche sul forte maestro internazionale sovietico Rašid Nežmetdinov.
|   | a | b | c | d | e | f | g | h |   |
| 8 | c8 donna del nero · d8 torre del nero · f8 cavallo del nero · h8 torre del nero · b7 alfiere del nero · e7 cavallo del nero · f7 re del nero · g7 alfiere del nero · a6 pedone del nero · b6 pedone del nero · c6 pedone del nero · d6 pedone del nero · e6 pedone del nero · f6 pedone del nero · g6 pedone del nero · h6 pedone del nero · a4 pedone del bianco · d4 pedone del bianco · e4 pedone del bianco · h4 pedone del bianco · b3 alfiere del bianco · c3 cavallo del bianco · f3 cavallo del bianco · h3 torre del bianco · b2 pedone del bianco · c2 pedone del bianco · e2 donna del bianco · f2 pedone del bianco · g2 pedone del bianco · c1 alfiere del bianco · e1 torre del bianco · g1 re del bianco | c8 donna del nero · d8 torre del nero · f8 cavallo del nero · h8 torre del nero · b7 alfiere del nero · e7 cavallo del nero · f7 re del nero · g7 alfiere del nero · a6 pedone del nero · b6 pedone del nero · c6 pedone del nero · d6 pedone del nero · e6 pedone del nero · f6 pedone del nero · g6 pedone del nero · h6 pedone del nero · a4 pedone del bianco · d4 pedone del bianco · e4 pedone del bianco · h4 pedone del bianco · b3 alfiere del bianco · c3 cavallo del bianco · f3 cavallo del bianco · h3 torre del bianco · b2 pedone del bianco · c2 pedone del bianco · e2 donna del bianco · f2 pedone del bianco · g2 pedone del bianco · c1 alfiere del bianco · e1 torre del bianco · g1 re del bianco | c8 donna del nero · d8 torre del nero · f8 cavallo del nero · h8 torre del nero · b7 alfiere del nero · e7 cavallo del nero · f7 re del nero · g7 alfiere del nero · a6 pedone del nero · b6 pedone del nero · c6 pedone del nero · d6 pedone del nero · e6 pedone del nero · f6 pedone del nero · g6 pedone del nero · h6 pedone del nero · a4 pedone del bianco · d4 pedone del bianco · e4 pedone del bianco · h4 pedone del bianco · b3 alfiere del bianco · c3 cavallo del bianco · f3 cavallo del bianco · h3 torre del bianco · b2 pedone del bianco · c2 pedone del bianco · e2 donna del bianco · f2 pedone del bianco · g2 pedone del bianco · c1 alfiere del bianco · e1 torre del bianco · g1 re del bianco | c8 donna del nero · d8 torre del nero · f8 cavallo del nero · h8 torre del nero · b7 alfiere del nero · e7 cavallo del nero · f7 re del nero · g7 alfiere del nero · a6 pedone del nero · b6 pedone del nero · c6 pedone del nero · d6 pedone del nero · e6 pedone del nero · f6 pedone del nero · g6 pedone del nero · h6 pedone del nero · a4 pedone del bianco · d4 pedone del bianco · e4 pedone del bianco · h4 pedone del bianco · b3 alfiere del bianco · c3 cavallo del bianco · f3 cavallo del bianco · h3 torre del bianco · b2 pedone del bianco · c2 pedone del bianco · e2 donna del bianco · f2 pedone del bianco · g2 pedone del bianco · c1 alfiere del bianco · e1 torre del bianco · g1 re del bianco | c8 donna del nero · d8 torre del nero · f8 cavallo del nero · h8 torre del nero · b7 alfiere del nero · e7 cavallo del nero · f7 re del nero · g7 alfiere del nero · a6 pedone del nero · b6 pedone del nero · c6 pedone del nero · d6 pedone del nero · e6 pedone del nero · f6 pedone del nero · g6 pedone del nero · h6 pedone del nero · a4 pedone del bianco · d4 pedone del bianco · e4 pedone del bianco · h4 pedone del bianco · b3 alfiere del bianco · c3 cavallo del bianco · f3 cavallo del bianco · h3 torre del bianco · b2 pedone del bianco · c2 pedone del bianco · e2 donna del bianco · f2 pedone del bianco · g2 pedone del bianco · c1 alfiere del bianco · e1 torre del bianco · g1 re del bianco | c8 donna del nero · d8 torre del nero · f8 cavallo del nero · h8 torre del nero · b7 alfiere del nero · e7 cavallo del nero · f7 re del nero · g7 alfiere del nero · a6 pedone del nero · b6 pedone del nero · c6 pedone del nero · d6 pedone del nero · e6 pedone del nero · f6 pedone del nero · g6 pedone del nero · h6 pedone del nero · a4 pedone del bianco · d4 pedone del bianco · e4 pedone del bianco · h4 pedone del bianco · b3 alfiere del bianco · c3 cavallo del bianco · f3 cavallo del bianco · h3 torre del bianco · b2 pedone del bianco · c2 pedone del bianco · e2 donna del bianco · f2 pedone del bianco · g2 pedone del bianco · c1 alfiere del bianco · e1 torre del bianco · g1 re del bianco | c8 donna del nero · d8 torre del nero · f8 cavallo del nero · h8 torre del nero · b7 alfiere del nero · e7 cavallo del nero · f7 re del nero · g7 alfiere del nero · a6 pedone del nero · b6 pedone del nero · c6 pedone del nero · d6 pedone del nero · e6 pedone del nero · f6 pedone del nero · g6 pedone del nero · h6 pedone del nero · a4 pedone del bianco · d4 pedone del bianco · e4 pedone del bianco · h4 pedone del bianco · b3 alfiere del bianco · c3 cavallo del bianco · f3 cavallo del bianco · h3 torre del bianco · b2 pedone del bianco · c2 pedone del bianco · e2 donna del bianco · f2 pedone del bianco · g2 pedone del bianco · c1 alfiere del bianco · e1 torre del bianco · g1 re del bianco | c8 donna del nero · d8 torre del nero · f8 cavallo del nero · h8 torre del nero · b7 alfiere del nero · e7 cavallo del nero · f7 re del nero · g7 alfiere del nero · a6 pedone del nero · b6 pedone del nero · c6 pedone del nero · d6 pedone del nero · e6 pedone del nero · f6 pedone del nero · g6 pedone del nero · h6 pedone del nero · a4 pedone del bianco · d4 pedone del bianco · e4 pedone del bianco · h4 pedone del bianco · b3 alfiere del bianco · c3 cavallo del bianco · f3 cavallo del bianco · h3 torre del bianco · b2 pedone del bianco · c2 pedone del bianco · e2 donna del bianco · f2 pedone del bianco · g2 pedone del bianco · c1 alfiere del bianco · e1 torre del bianco · g1 re del bianco | 8 |
| 7 | c8 donna del nero · d8 torre del nero · f8 cavallo del nero · h8 torre del nero · b7 alfiere del nero · e7 cavallo del nero · f7 re del nero · g7 alfiere del nero · a6 pedone del nero · b6 pedone del nero · c6 pedone del nero · d6 pedone del nero · e6 pedone del nero · f6 pedone del nero · g6 pedone del nero · h6 pedone del nero · a4 pedone del bianco · d4 pedone del bianco · e4 pedone del bianco · h4 pedone del bianco · b3 alfiere del bianco · c3 cavallo del bianco · f3 cavallo del bianco · h3 torre del bianco · b2 pedone del bianco · c2 pedone del bianco · e2 donna del bianco · f2 pedone del bianco · g2 pedone del bianco · c1 alfiere del bianco · e1 torre del bianco · g1 re del bianco | c8 donna del nero · d8 torre del nero · f8 cavallo del nero · h8 torre del nero · b7 alfiere del nero · e7 cavallo del nero · f7 re del nero · g7 alfiere del nero · a6 pedone del nero · b6 pedone del nero · c6 pedone del nero · d6 pedone del nero · e6 pedone del nero · f6 pedone del nero · g6 pedone del nero · h6 pedone del nero · a4 pedone del bianco · d4 pedone del bianco · e4 pedone del bianco · h4 pedone del bianco · b3 alfiere del bianco · c3 cavallo del bianco · f3 cavallo del bianco · h3 torre del bianco · b2 pedone del bianco · c2 pedone del bianco · e2 donna del bianco · f2 pedone del bianco · g2 pedone del bianco · c1 alfiere del bianco · e1 torre del bianco · g1 re del bianco | c8 donna del nero · d8 torre del nero · f8 cavallo del nero · h8 torre del nero · b7 alfiere del nero · e7 cavallo del nero · f7 re del nero · g7 alfiere del nero · a6 pedone del nero · b6 pedone del nero · c6 pedone del nero · d6 pedone del nero · e6 pedone del nero · f6 pedone del nero · g6 pedone del nero · h6 pedone del nero · a4 pedone del bianco · d4 pedone del bianco · e4 pedone del bianco · h4 pedone del bianco · b3 alfiere del bianco · c3 cavallo del bianco · f3 cavallo del bianco · h3 torre del bianco · b2 pedone del bianco · c2 pedone del bianco · e2 donna del bianco · f2 pedone del bianco · g2 pedone del bianco · c1 alfiere del bianco · e1 torre del bianco · g1 re del bianco | c8 donna del nero · d8 torre del nero · f8 cavallo del nero · h8 torre del nero · b7 alfiere del nero · e7 cavallo del nero · f7 re del nero · g7 alfiere del nero · a6 pedone del nero · b6 pedone del nero · c6 pedone del nero · d6 pedone del nero · e6 pedone del nero · f6 pedone del nero · g6 pedone del nero · h6 pedone del nero · a4 pedone del bianco · d4 pedone del bianco · e4 pedone del bianco · h4 pedone del bianco · b3 alfiere del bianco · c3 cavallo del bianco · f3 cavallo del bianco · h3 torre del bianco · b2 pedone del bianco · c2 pedone del bianco · e2 donna del bianco · f2 pedone del bianco · g2 pedone del bianco · c1 alfiere del bianco · e1 torre del bianco · g1 re del bianco | c8 donna del nero · d8 torre del nero · f8 cavallo del nero · h8 torre del nero · b7 alfiere del nero · e7 cavallo del nero · f7 re del nero · g7 alfiere del nero · a6 pedone del nero · b6 pedone del nero · c6 pedone del nero · d6 pedone del nero · e6 pedone del nero · f6 pedone del nero · g6 pedone del nero · h6 pedone del nero · a4 pedone del bianco · d4 pedone del bianco · e4 pedone del bianco · h4 pedone del bianco · b3 alfiere del bianco · c3 cavallo del bianco · f3 cavallo del bianco · h3 torre del bianco · b2 pedone del bianco · c2 pedone del bianco · e2 donna del bianco · f2 pedone del bianco · g2 pedone del bianco · c1 alfiere del bianco · e1 torre del bianco · g1 re del bianco | c8 donna del nero · d8 torre del nero · f8 cavallo del nero · h8 torre del nero · b7 alfiere del nero · e7 cavallo del nero · f7 re del nero · g7 alfiere del nero · a6 pedone del nero · b6 pedone del nero · c6 pedone del nero · d6 pedone del nero · e6 pedone del nero · f6 pedone del nero · g6 pedone del nero · h6 pedone del nero · a4 pedone del bianco · d4 pedone del bianco · e4 pedone del bianco · h4 pedone del bianco · b3 alfiere del bianco · c3 cavallo del bianco · f3 cavallo del bianco · h3 torre del bianco · b2 pedone del bianco · c2 pedone del bianco · e2 donna del bianco · f2 pedone del bianco · g2 pedone del bianco · c1 alfiere del bianco · e1 torre del bianco · g1 re del bianco | c8 donna del nero · d8 torre del nero · f8 cavallo del nero · h8 torre del nero · b7 alfiere del nero · e7 cavallo del nero · f7 re del nero · g7 alfiere del nero · a6 pedone del nero · b6 pedone del nero · c6 pedone del nero · d6 pedone del nero · e6 pedone del nero · f6 pedone del nero · g6 pedone del nero · h6 pedone del nero · a4 pedone del bianco · d4 pedone del bianco · e4 pedone del bianco · h4 pedone del bianco · b3 alfiere del bianco · c3 cavallo del bianco · f3 cavallo del bianco · h3 torre del bianco · b2 pedone del bianco · c2 pedone del bianco · e2 donna del bianco · f2 pedone del bianco · g2 pedone del bianco · c1 alfiere del bianco · e1 torre del bianco · g1 re del bianco | c8 donna del nero · d8 torre del nero · f8 cavallo del nero · h8 torre del nero · b7 alfiere del nero · e7 cavallo del nero · f7 re del nero · g7 alfiere del nero · a6 pedone del nero · b6 pedone del nero · c6 pedone del nero · d6 pedone del nero · e6 pedone del nero · f6 pedone del nero · g6 pedone del nero · h6 pedone del nero · a4 pedone del bianco · d4 pedone del bianco · e4 pedone del bianco · h4 pedone del bianco · b3 alfiere del bianco · c3 cavallo del bianco · f3 cavallo del bianco · h3 torre del bianco · b2 pedone del bianco · c2 pedone del bianco · e2 donna del bianco · f2 pedone del bianco · g2 pedone del bianco · c1 alfiere del bianco · e1 torre del bianco · g1 re del bianco | 7 |
| 6 | c8 donna del nero · d8 torre del nero · f8 cavallo del nero · h8 torre del nero · b7 alfiere del nero · e7 cavallo del nero · f7 re del nero · g7 alfiere del nero · a6 pedone del nero · b6 pedone del nero · c6 pedone del nero · d6 pedone del nero · e6 pedone del nero · f6 pedone del nero · g6 pedone del nero · h6 pedone del nero · a4 pedone del bianco · d4 pedone del bianco · e4 pedone del bianco · h4 pedone del bianco · b3 alfiere del bianco · c3 cavallo del bianco · f3 cavallo del bianco · h3 torre del bianco · b2 pedone del bianco · c2 pedone del bianco · e2 donna del bianco · f2 pedone del bianco · g2 pedone del bianco · c1 alfiere del bianco · e1 torre del bianco · g1 re del bianco | c8 donna del nero · d8 torre del nero · f8 cavallo del nero · h8 torre del nero · b7 alfiere del nero · e7 cavallo del nero · f7 re del nero · g7 alfiere del nero · a6 pedone del nero · b6 pedone del nero · c6 pedone del nero · d6 pedone del nero · e6 pedone del nero · f6 pedone del nero · g6 pedone del nero · h6 pedone del nero · a4 pedone del bianco · d4 pedone del bianco · e4 pedone del bianco · h4 pedone del bianco · b3 alfiere del bianco · c3 cavallo del bianco · f3 cavallo del bianco · h3 torre del bianco · b2 pedone del bianco · c2 pedone del bianco · e2 donna del bianco · f2 pedone del bianco · g2 pedone del bianco · c1 alfiere del bianco · e1 torre del bianco · g1 re del bianco | c8 donna del nero · d8 torre del nero · f8 cavallo del nero · h8 torre del nero · b7 alfiere del nero · e7 cavallo del nero · f7 re del nero · g7 alfiere del nero · a6 pedone del nero · b6 pedone del nero · c6 pedone del nero · d6 pedone del nero · e6 pedone del nero · f6 pedone del nero · g6 pedone del nero · h6 pedone del nero · a4 pedone del bianco · d4 pedone del bianco · e4 pedone del bianco · h4 pedone del bianco · b3 alfiere del bianco · c3 cavallo del bianco · f3 cavallo del bianco · h3 torre del bianco · b2 pedone del bianco · c2 pedone del bianco · e2 donna del bianco · f2 pedone del bianco · g2 pedone del bianco · c1 alfiere del bianco · e1 torre del bianco · g1 re del bianco | c8 donna del nero · d8 torre del nero · f8 cavallo del nero · h8 torre del nero · b7 alfiere del nero · e7 cavallo del nero · f7 re del nero · g7 alfiere del nero · a6 pedone del nero · b6 pedone del nero · c6 pedone del nero · d6 pedone del nero · e6 pedone del nero · f6 pedone del nero · g6 pedone del nero · h6 pedone del nero · a4 pedone del bianco · d4 pedone del bianco · e4 pedone del bianco · h4 pedone del bianco · b3 alfiere del bianco · c3 cavallo del bianco · f3 cavallo del bianco · h3 torre del bianco · b2 pedone del bianco · c2 pedone del bianco · e2 donna del bianco · f2 pedone del bianco · g2 pedone del bianco · c1 alfiere del bianco · e1 torre del bianco · g1 re del bianco | c8 donna del nero · d8 torre del nero · f8 cavallo del nero · h8 torre del nero · b7 alfiere del nero · e7 cavallo del nero · f7 re del nero · g7 alfiere del nero · a6 pedone del nero · b6 pedone del nero · c6 pedone del nero · d6 pedone del nero · e6 pedone del nero · f6 pedone del nero · g6 pedone del nero · h6 pedone del nero · a4 pedone del bianco · d4 pedone del bianco · e4 pedone del bianco · h4 pedone del bianco · b3 alfiere del bianco · c3 cavallo del bianco · f3 cavallo del bianco · h3 torre del bianco · b2 pedone del bianco · c2 pedone del bianco · e2 donna del bianco · f2 pedone del bianco · g2 pedone del bianco · c1 alfiere del bianco · e1 torre del bianco · g1 re del bianco | c8 donna del nero · d8 torre del nero · f8 cavallo del nero · h8 torre del nero · b7 alfiere del nero · e7 cavallo del nero · f7 re del nero · g7 alfiere del nero · a6 pedone del nero · b6 pedone del nero · c6 pedone del nero · d6 pedone del nero · e6 pedone del nero · f6 pedone del nero · g6 pedone del nero · h6 pedone del nero · a4 pedone del bianco · d4 pedone del bianco · e4 pedone del bianco · h4 pedone del bianco · b3 alfiere del bianco · c3 cavallo del bianco · f3 cavallo del bianco · h3 torre del bianco · b2 pedone del bianco · c2 pedone del bianco · e2 donna del bianco · f2 pedone del bianco · g2 pedone del bianco · c1 alfiere del bianco · e1 torre del bianco · g1 re del bianco | c8 donna del nero · d8 torre del nero · f8 cavallo del nero · h8 torre del nero · b7 alfiere del nero · e7 cavallo del nero · f7 re del nero · g7 alfiere del nero · a6 pedone del nero · b6 pedone del nero · c6 pedone del nero · d6 pedone del nero · e6 pedone del nero · f6 pedone del nero · g6 pedone del nero · h6 pedone del nero · a4 pedone del bianco · d4 pedone del bianco · e4 pedone del bianco · h4 pedone del bianco · b3 alfiere del bianco · c3 cavallo del bianco · f3 cavallo del bianco · h3 torre del bianco · b2 pedone del bianco · c2 pedone del bianco · e2 donna del bianco · f2 pedone del bianco · g2 pedone del bianco · c1 alfiere del bianco · e1 torre del bianco · g1 re del bianco | c8 donna del nero · d8 torre del nero · f8 cavallo del nero · h8 torre del nero · b7 alfiere del nero · e7 cavallo del nero · f7 re del nero · g7 alfiere del nero · a6 pedone del nero · b6 pedone del nero · c6 pedone del nero · d6 pedone del nero · e6 pedone del nero · f6 pedone del nero · g6 pedone del nero · h6 pedone del nero · a4 pedone del bianco · d4 pedone del bianco · e4 pedone del bianco · h4 pedone del bianco · b3 alfiere del bianco · c3 cavallo del bianco · f3 cavallo del bianco · h3 torre del bianco · b2 pedone del bianco · c2 pedone del bianco · e2 donna del bianco · f2 pedone del bianco · g2 pedone del bianco · c1 alfiere del bianco · e1 torre del bianco · g1 re del bianco | 6 |
| 5 | c8 donna del nero · d8 torre del nero · f8 cavallo del nero · h8 torre del nero · b7 alfiere del nero · e7 cavallo del nero · f7 re del nero · g7 alfiere del nero · a6 pedone del nero · b6 pedone del nero · c6 pedone del nero · d6 pedone del nero · e6 pedone del nero · f6 pedone del nero · g6 pedone del nero · h6 pedone del nero · a4 pedone del bianco · d4 pedone del bianco · e4 pedone del bianco · h4 pedone del bianco · b3 alfiere del bianco · c3 cavallo del bianco · f3 cavallo del bianco · h3 torre del bianco · b2 pedone del bianco · c2 pedone del bianco · e2 donna del bianco · f2 pedone del bianco · g2 pedone del bianco · c1 alfiere del bianco · e1 torre del bianco · g1 re del bianco | c8 donna del nero · d8 torre del nero · f8 cavallo del nero · h8 torre del nero · b7 alfiere del nero · e7 cavallo del nero · f7 re del nero · g7 alfiere del nero · a6 pedone del nero · b6 pedone del nero · c6 pedone del nero · d6 pedone del nero · e6 pedone del nero · f6 pedone del nero · g6 pedone del nero · h6 pedone del nero · a4 pedone del bianco · d4 pedone del bianco · e4 pedone del bianco · h4 pedone del bianco · b3 alfiere del bianco · c3 cavallo del bianco · f3 cavallo del bianco · h3 torre del bianco · b2 pedone del bianco · c2 pedone del bianco · e2 donna del bianco · f2 pedone del bianco · g2 pedone del bianco · c1 alfiere del bianco · e1 torre del bianco · g1 re del bianco | c8 donna del nero · d8 torre del nero · f8 cavallo del nero · h8 torre del nero · b7 alfiere del nero · e7 cavallo del nero · f7 re del nero · g7 alfiere del nero · a6 pedone del nero · b6 pedone del nero · c6 pedone del nero · d6 pedone del nero · e6 pedone del nero · f6 pedone del nero · g6 pedone del nero · h6 pedone del nero · a4 pedone del bianco · d4 pedone del bianco · e4 pedone del bianco · h4 pedone del bianco · b3 alfiere del bianco · c3 cavallo del bianco · f3 cavallo del bianco · h3 torre del bianco · b2 pedone del bianco · c2 pedone del bianco · e2 donna del bianco · f2 pedone del bianco · g2 pedone del bianco · c1 alfiere del bianco · e1 torre del bianco · g1 re del bianco | c8 donna del nero · d8 torre del nero · f8 cavallo del nero · h8 torre del nero · b7 alfiere del nero · e7 cavallo del nero · f7 re del nero · g7 alfiere del nero · a6 pedone del nero · b6 pedone del nero · c6 pedone del nero · d6 pedone del nero · e6 pedone del nero · f6 pedone del nero · g6 pedone del nero · h6 pedone del nero · a4 pedone del bianco · d4 pedone del bianco · e4 pedone del bianco · h4 pedone del bianco · b3 alfiere del bianco · c3 cavallo del bianco · f3 cavallo del bianco · h3 torre del bianco · b2 pedone del bianco · c2 pedone del bianco · e2 donna del bianco · f2 pedone del bianco · g2 pedone del bianco · c1 alfiere del bianco · e1 torre del bianco · g1 re del bianco | c8 donna del nero · d8 torre del nero · f8 cavallo del nero · h8 torre del nero · b7 alfiere del nero · e7 cavallo del nero · f7 re del nero · g7 alfiere del nero · a6 pedone del nero · b6 pedone del nero · c6 pedone del nero · d6 pedone del nero · e6 pedone del nero · f6 pedone del nero · g6 pedone del nero · h6 pedone del nero · a4 pedone del bianco · d4 pedone del bianco · e4 pedone del bianco · h4 pedone del bianco · b3 alfiere del bianco · c3 cavallo del bianco · f3 cavallo del bianco · h3 torre del bianco · b2 pedone del bianco · c2 pedone del bianco · e2 donna del bianco · f2 pedone del bianco · g2 pedone del bianco · c1 alfiere del bianco · e1 torre del bianco · g1 re del bianco | c8 donna del nero · d8 torre del nero · f8 cavallo del nero · h8 torre del nero · b7 alfiere del nero · e7 cavallo del nero · f7 re del nero · g7 alfiere del nero · a6 pedone del nero · b6 pedone del nero · c6 pedone del nero · d6 pedone del nero · e6 pedone del nero · f6 pedone del nero · g6 pedone del nero · h6 pedone del nero · a4 pedone del bianco · d4 pedone del bianco · e4 pedone del bianco · h4 pedone del bianco · b3 alfiere del bianco · c3 cavallo del bianco · f3 cavallo del bianco · h3 torre del bianco · b2 pedone del bianco · c2 pedone del bianco · e2 donna del bianco · f2 pedone del bianco · g2 pedone del bianco · c1 alfiere del bianco · e1 torre del bianco · g1 re del bianco | c8 donna del nero · d8 torre del nero · f8 cavallo del nero · h8 torre del nero · b7 alfiere del nero · e7 cavallo del nero · f7 re del nero · g7 alfiere del nero · a6 pedone del nero · b6 pedone del nero · c6 pedone del nero · d6 pedone del nero · e6 pedone del nero · f6 pedone del nero · g6 pedone del nero · h6 pedone del nero · a4 pedone del bianco · d4 pedone del bianco · e4 pedone del bianco · h4 pedone del bianco · b3 alfiere del bianco · c3 cavallo del bianco · f3 cavallo del bianco · h3 torre del bianco · b2 pedone del bianco · c2 pedone del bianco · e2 donna del bianco · f2 pedone del bianco · g2 pedone del bianco · c1 alfiere del bianco · e1 torre del bianco · g1 re del bianco | c8 donna del nero · d8 torre del nero · f8 cavallo del nero · h8 torre del nero · b7 alfiere del nero · e7 cavallo del nero · f7 re del nero · g7 alfiere del nero · a6 pedone del nero · b6 pedone del nero · c6 pedone del nero · d6 pedone del nero · e6 pedone del nero · f6 pedone del nero · g6 pedone del nero · h6 pedone del nero · a4 pedone del bianco · d4 pedone del bianco · e4 pedone del bianco · h4 pedone del bianco · b3 alfiere del bianco · c3 cavallo del bianco · f3 cavallo del bianco · h3 torre del bianco · b2 pedone del bianco · c2 pedone del bianco · e2 donna del bianco · f2 pedone del bianco · g2 pedone del bianco · c1 alfiere del bianco · e1 torre del bianco · g1 re del bianco | 5 |
| 4 | c8 donna del nero · d8 torre del nero · f8 cavallo del nero · h8 torre del nero · b7 alfiere del nero · e7 cavallo del nero · f7 re del nero · g7 alfiere del nero · a6 pedone del nero · b6 pedone del nero · c6 pedone del nero · d6 pedone del nero · e6 pedone del nero · f6 pedone del nero · g6 pedone del nero · h6 pedone del nero · a4 pedone del bianco · d4 pedone del bianco · e4 pedone del bianco · h4 pedone del bianco · b3 alfiere del bianco · c3 cavallo del bianco · f3 cavallo del bianco · h3 torre del bianco · b2 pedone del bianco · c2 pedone del bianco · e2 donna del bianco · f2 pedone del bianco · g2 pedone del bianco · c1 alfiere del bianco · e1 torre del bianco · g1 re del bianco | c8 donna del nero · d8 torre del nero · f8 cavallo del nero · h8 torre del nero · b7 alfiere del nero · e7 cavallo del nero · f7 re del nero · g7 alfiere del nero · a6 pedone del nero · b6 pedone del nero · c6 pedone del nero · d6 pedone del nero · e6 pedone del nero · f6 pedone del nero · g6 pedone del nero · h6 pedone del nero · a4 pedone del bianco · d4 pedone del bianco · e4 pedone del bianco · h4 pedone del bianco · b3 alfiere del bianco · c3 cavallo del bianco · f3 cavallo del bianco · h3 torre del bianco · b2 pedone del bianco · c2 pedone del bianco · e2 donna del bianco · f2 pedone del bianco · g2 pedone del bianco · c1 alfiere del bianco · e1 torre del bianco · g1 re del bianco | c8 donna del nero · d8 torre del nero · f8 cavallo del nero · h8 torre del nero · b7 alfiere del nero · e7 cavallo del nero · f7 re del nero · g7 alfiere del nero · a6 pedone del nero · b6 pedone del nero · c6 pedone del nero · d6 pedone del nero · e6 pedone del nero · f6 pedone del nero · g6 pedone del nero · h6 pedone del nero · a4 pedone del bianco · d4 pedone del bianco · e4 pedone del bianco · h4 pedone del bianco · b3 alfiere del bianco · c3 cavallo del bianco · f3 cavallo del bianco · h3 torre del bianco · b2 pedone del bianco · c2 pedone del bianco · e2 donna del bianco · f2 pedone del bianco · g2 pedone del bianco · c1 alfiere del bianco · e1 torre del bianco · g1 re del bianco | c8 donna del nero · d8 torre del nero · f8 cavallo del nero · h8 torre del nero · b7 alfiere del nero · e7 cavallo del nero · f7 re del nero · g7 alfiere del nero · a6 pedone del nero · b6 pedone del nero · c6 pedone del nero · d6 pedone del nero · e6 pedone del nero · f6 pedone del nero · g6 pedone del nero · h6 pedone del nero · a4 pedone del bianco · d4 pedone del bianco · e4 pedone del bianco · h4 pedone del bianco · b3 alfiere del bianco · c3 cavallo del bianco · f3 cavallo del bianco · h3 torre del bianco · b2 pedone del bianco · c2 pedone del bianco · e2 donna del bianco · f2 pedone del bianco · g2 pedone del bianco · c1 alfiere del bianco · e1 torre del bianco · g1 re del bianco | c8 donna del nero · d8 torre del nero · f8 cavallo del nero · h8 torre del nero · b7 alfiere del nero · e7 cavallo del nero · f7 re del nero · g7 alfiere del nero · a6 pedone del nero · b6 pedone del nero · c6 pedone del nero · d6 pedone del nero · e6 pedone del nero · f6 pedone del nero · g6 pedone del nero · h6 pedone del nero · a4 pedone del bianco · d4 pedone del bianco · e4 pedone del bianco · h4 pedone del bianco · b3 alfiere del bianco · c3 cavallo del bianco · f3 cavallo del bianco · h3 torre del bianco · b2 pedone del bianco · c2 pedone del bianco · e2 donna del bianco · f2 pedone del bianco · g2 pedone del bianco · c1 alfiere del bianco · e1 torre del bianco · g1 re del bianco | c8 donna del nero · d8 torre del nero · f8 cavallo del nero · h8 torre del nero · b7 alfiere del nero · e7 cavallo del nero · f7 re del nero · g7 alfiere del nero · a6 pedone del nero · b6 pedone del nero · c6 pedone del nero · d6 pedone del nero · e6 pedone del nero · f6 pedone del nero · g6 pedone del nero · h6 pedone del nero · a4 pedone del bianco · d4 pedone del bianco · e4 pedone del bianco · h4 pedone del bianco · b3 alfiere del bianco · c3 cavallo del bianco · f3 cavallo del bianco · h3 torre del bianco · b2 pedone del bianco · c2 pedone del bianco · e2 donna del bianco · f2 pedone del bianco · g2 pedone del bianco · c1 alfiere del bianco · e1 torre del bianco · g1 re del bianco | c8 donna del nero · d8 torre del nero · f8 cavallo del nero · h8 torre del nero · b7 alfiere del nero · e7 cavallo del nero · f7 re del nero · g7 alfiere del nero · a6 pedone del nero · b6 pedone del nero · c6 pedone del nero · d6 pedone del nero · e6 pedone del nero · f6 pedone del nero · g6 pedone del nero · h6 pedone del nero · a4 pedone del bianco · d4 pedone del bianco · e4 pedone del bianco · h4 pedone del bianco · b3 alfiere del bianco · c3 cavallo del bianco · f3 cavallo del bianco · h3 torre del bianco · b2 pedone del bianco · c2 pedone del bianco · e2 donna del bianco · f2 pedone del bianco · g2 pedone del bianco · c1 alfiere del bianco · e1 torre del bianco · g1 re del bianco | c8 donna del nero · d8 torre del nero · f8 cavallo del nero · h8 torre del nero · b7 alfiere del nero · e7 cavallo del nero · f7 re del nero · g7 alfiere del nero · a6 pedone del nero · b6 pedone del nero · c6 pedone del nero · d6 pedone del nero · e6 pedone del nero · f6 pedone del nero · g6 pedone del nero · h6 pedone del nero · a4 pedone del bianco · d4 pedone del bianco · e4 pedone del bianco · h4 pedone del bianco · b3 alfiere del bianco · c3 cavallo del bianco · f3 cavallo del bianco · h3 torre del bianco · b2 pedone del bianco · c2 pedone del bianco · e2 donna del bianco · f2 pedone del bianco · g2 pedone del bianco · c1 alfiere del bianco · e1 torre del bianco · g1 re del bianco | 4 |
| 3 | c8 donna del nero · d8 torre del nero · f8 cavallo del nero · h8 torre del nero · b7 alfiere del nero · e7 cavallo del nero · f7 re del nero · g7 alfiere del nero · a6 pedone del nero · b6 pedone del nero · c6 pedone del nero · d6 pedone del nero · e6 pedone del nero · f6 pedone del nero · g6 pedone del nero · h6 pedone del nero · a4 pedone del bianco · d4 pedone del bianco · e4 pedone del bianco · h4 pedone del bianco · b3 alfiere del bianco · c3 cavallo del bianco · f3 cavallo del bianco · h3 torre del bianco · b2 pedone del bianco · c2 pedone del bianco · e2 donna del bianco · f2 pedone del bianco · g2 pedone del bianco · c1 alfiere del bianco · e1 torre del bianco · g1 re del bianco | c8 donna del nero · d8 torre del nero · f8 cavallo del nero · h8 torre del nero · b7 alfiere del nero · e7 cavallo del nero · f7 re del nero · g7 alfiere del nero · a6 pedone del nero · b6 pedone del nero · c6 pedone del nero · d6 pedone del nero · e6 pedone del nero · f6 pedone del nero · g6 pedone del nero · h6 pedone del nero · a4 pedone del bianco · d4 pedone del bianco · e4 pedone del bianco · h4 pedone del bianco · b3 alfiere del bianco · c3 cavallo del bianco · f3 cavallo del bianco · h3 torre del bianco · b2 pedone del bianco · c2 pedone del bianco · e2 donna del bianco · f2 pedone del bianco · g2 pedone del bianco · c1 alfiere del bianco · e1 torre del bianco · g1 re del bianco | c8 donna del nero · d8 torre del nero · f8 cavallo del nero · h8 torre del nero · b7 alfiere del nero · e7 cavallo del nero · f7 re del nero · g7 alfiere del nero · a6 pedone del nero · b6 pedone del nero · c6 pedone del nero · d6 pedone del nero · e6 pedone del nero · f6 pedone del nero · g6 pedone del nero · h6 pedone del nero · a4 pedone del bianco · d4 pedone del bianco · e4 pedone del bianco · h4 pedone del bianco · b3 alfiere del bianco · c3 cavallo del bianco · f3 cavallo del bianco · h3 torre del bianco · b2 pedone del bianco · c2 pedone del bianco · e2 donna del bianco · f2 pedone del bianco · g2 pedone del bianco · c1 alfiere del bianco · e1 torre del bianco · g1 re del bianco | c8 donna del nero · d8 torre del nero · f8 cavallo del nero · h8 torre del nero · b7 alfiere del nero · e7 cavallo del nero · f7 re del nero · g7 alfiere del nero · a6 pedone del nero · b6 pedone del nero · c6 pedone del nero · d6 pedone del nero · e6 pedone del nero · f6 pedone del nero · g6 pedone del nero · h6 pedone del nero · a4 pedone del bianco · d4 pedone del bianco · e4 pedone del bianco · h4 pedone del bianco · b3 alfiere del bianco · c3 cavallo del bianco · f3 cavallo del bianco · h3 torre del bianco · b2 pedone del bianco · c2 pedone del bianco · e2 donna del bianco · f2 pedone del bianco · g2 pedone del bianco · c1 alfiere del bianco · e1 torre del bianco · g1 re del bianco | c8 donna del nero · d8 torre del nero · f8 cavallo del nero · h8 torre del nero · b7 alfiere del nero · e7 cavallo del nero · f7 re del nero · g7 alfiere del nero · a6 pedone del nero · b6 pedone del nero · c6 pedone del nero · d6 pedone del nero · e6 pedone del nero · f6 pedone del nero · g6 pedone del nero · h6 pedone del nero · a4 pedone del bianco · d4 pedone del bianco · e4 pedone del bianco · h4 pedone del bianco · b3 alfiere del bianco · c3 cavallo del bianco · f3 cavallo del bianco · h3 torre del bianco · b2 pedone del bianco · c2 pedone del bianco · e2 donna del bianco · f2 pedone del bianco · g2 pedone del bianco · c1 alfiere del bianco · e1 torre del bianco · g1 re del bianco | c8 donna del nero · d8 torre del nero · f8 cavallo del nero · h8 torre del nero · b7 alfiere del nero · e7 cavallo del nero · f7 re del nero · g7 alfiere del nero · a6 pedone del nero · b6 pedone del nero · c6 pedone del nero · d6 pedone del nero · e6 pedone del nero · f6 pedone del nero · g6 pedone del nero · h6 pedone del nero · a4 pedone del bianco · d4 pedone del bianco · e4 pedone del bianco · h4 pedone del bianco · b3 alfiere del bianco · c3 cavallo del bianco · f3 cavallo del bianco · h3 torre del bianco · b2 pedone del bianco · c2 pedone del bianco · e2 donna del bianco · f2 pedone del bianco · g2 pedone del bianco · c1 alfiere del bianco · e1 torre del bianco · g1 re del bianco | c8 donna del nero · d8 torre del nero · f8 cavallo del nero · h8 torre del nero · b7 alfiere del nero · e7 cavallo del nero · f7 re del nero · g7 alfiere del nero · a6 pedone del nero · b6 pedone del nero · c6 pedone del nero · d6 pedone del nero · e6 pedone del nero · f6 pedone del nero · g6 pedone del nero · h6 pedone del nero · a4 pedone del bianco · d4 pedone del bianco · e4 pedone del bianco · h4 pedone del bianco · b3 alfiere del bianco · c3 cavallo del bianco · f3 cavallo del bianco · h3 torre del bianco · b2 pedone del bianco · c2 pedone del bianco · e2 donna del bianco · f2 pedone del bianco · g2 pedone del bianco · c1 alfiere del bianco · e1 torre del bianco · g1 re del bianco | c8 donna del nero · d8 torre del nero · f8 cavallo del nero · h8 torre del nero · b7 alfiere del nero · e7 cavallo del nero · f7 re del nero · g7 alfiere del nero · a6 pedone del nero · b6 pedone del nero · c6 pedone del nero · d6 pedone del nero · e6 pedone del nero · f6 pedone del nero · g6 pedone del nero · h6 pedone del nero · a4 pedone del bianco · d4 pedone del bianco · e4 pedone del bianco · h4 pedone del bianco · b3 alfiere del bianco · c3 cavallo del bianco · f3 cavallo del bianco · h3 torre del bianco · b2 pedone del bianco · c2 pedone del bianco · e2 donna del bianco · f2 pedone del bianco · g2 pedone del bianco · c1 alfiere del bianco · e1 torre del bianco · g1 re del bianco | 3 |
| 2 | c8 donna del nero · d8 torre del nero · f8 cavallo del nero · h8 torre del nero · b7 alfiere del nero · e7 cavallo del nero · f7 re del nero · g7 alfiere del nero · a6 pedone del nero · b6 pedone del nero · c6 pedone del nero · d6 pedone del nero · e6 pedone del nero · f6 pedone del nero · g6 pedone del nero · h6 pedone del nero · a4 pedone del bianco · d4 pedone del bianco · e4 pedone del bianco · h4 pedone del bianco · b3 alfiere del bianco · c3 cavallo del bianco · f3 cavallo del bianco · h3 torre del bianco · b2 pedone del bianco · c2 pedone del bianco · e2 donna del bianco · f2 pedone del bianco · g2 pedone del bianco · c1 alfiere del bianco · e1 torre del bianco · g1 re del bianco | c8 donna del nero · d8 torre del nero · f8 cavallo del nero · h8 torre del nero · b7 alfiere del nero · e7 cavallo del nero · f7 re del nero · g7 alfiere del nero · a6 pedone del nero · b6 pedone del nero · c6 pedone del nero · d6 pedone del nero · e6 pedone del nero · f6 pedone del nero · g6 pedone del nero · h6 pedone del nero · a4 pedone del bianco · d4 pedone del bianco · e4 pedone del bianco · h4 pedone del bianco · b3 alfiere del bianco · c3 cavallo del bianco · f3 cavallo del bianco · h3 torre del bianco · b2 pedone del bianco · c2 pedone del bianco · e2 donna del bianco · f2 pedone del bianco · g2 pedone del bianco · c1 alfiere del bianco · e1 torre del bianco · g1 re del bianco | c8 donna del nero · d8 torre del nero · f8 cavallo del nero · h8 torre del nero · b7 alfiere del nero · e7 cavallo del nero · f7 re del nero · g7 alfiere del nero · a6 pedone del nero · b6 pedone del nero · c6 pedone del nero · d6 pedone del nero · e6 pedone del nero · f6 pedone del nero · g6 pedone del nero · h6 pedone del nero · a4 pedone del bianco · d4 pedone del bianco · e4 pedone del bianco · h4 pedone del bianco · b3 alfiere del bianco · c3 cavallo del bianco · f3 cavallo del bianco · h3 torre del bianco · b2 pedone del bianco · c2 pedone del bianco · e2 donna del bianco · f2 pedone del bianco · g2 pedone del bianco · c1 alfiere del bianco · e1 torre del bianco · g1 re del bianco | c8 donna del nero · d8 torre del nero · f8 cavallo del nero · h8 torre del nero · b7 alfiere del nero · e7 cavallo del nero · f7 re del nero · g7 alfiere del nero · a6 pedone del nero · b6 pedone del nero · c6 pedone del nero · d6 pedone del nero · e6 pedone del nero · f6 pedone del nero · g6 pedone del nero · h6 pedone del nero · a4 pedone del bianco · d4 pedone del bianco · e4 pedone del bianco · h4 pedone del bianco · b3 alfiere del bianco · c3 cavallo del bianco · f3 cavallo del bianco · h3 torre del bianco · b2 pedone del bianco · c2 pedone del bianco · e2 donna del bianco · f2 pedone del bianco · g2 pedone del bianco · c1 alfiere del bianco · e1 torre del bianco · g1 re del bianco | c8 donna del nero · d8 torre del nero · f8 cavallo del nero · h8 torre del nero · b7 alfiere del nero · e7 cavallo del nero · f7 re del nero · g7 alfiere del nero · a6 pedone del nero · b6 pedone del nero · c6 pedone del nero · d6 pedone del nero · e6 pedone del nero · f6 pedone del nero · g6 pedone del nero · h6 pedone del nero · a4 pedone del bianco · d4 pedone del bianco · e4 pedone del bianco · h4 pedone del bianco · b3 alfiere del bianco · c3 cavallo del bianco · f3 cavallo del bianco · h3 torre del bianco · b2 pedone del bianco · c2 pedone del bianco · e2 donna del bianco · f2 pedone del bianco · g2 pedone del bianco · c1 alfiere del bianco · e1 torre del bianco · g1 re del bianco | c8 donna del nero · d8 torre del nero · f8 cavallo del nero · h8 torre del nero · b7 alfiere del nero · e7 cavallo del nero · f7 re del nero · g7 alfiere del nero · a6 pedone del nero · b6 pedone del nero · c6 pedone del nero · d6 pedone del nero · e6 pedone del nero · f6 pedone del nero · g6 pedone del nero · h6 pedone del nero · a4 pedone del bianco · d4 pedone del bianco · e4 pedone del bianco · h4 pedone del bianco · b3 alfiere del bianco · c3 cavallo del bianco · f3 cavallo del bianco · h3 torre del bianco · b2 pedone del bianco · c2 pedone del bianco · e2 donna del bianco · f2 pedone del bianco · g2 pedone del bianco · c1 alfiere del bianco · e1 torre del bianco · g1 re del bianco | c8 donna del nero · d8 torre del nero · f8 cavallo del nero · h8 torre del nero · b7 alfiere del nero · e7 cavallo del nero · f7 re del nero · g7 alfiere del nero · a6 pedone del nero · b6 pedone del nero · c6 pedone del nero · d6 pedone del nero · e6 pedone del nero · f6 pedone del nero · g6 pedone del nero · h6 pedone del nero · a4 pedone del bianco · d4 pedone del bianco · e4 pedone del bianco · h4 pedone del bianco · b3 alfiere del bianco · c3 cavallo del bianco · f3 cavallo del bianco · h3 torre del bianco · b2 pedone del bianco · c2 pedone del bianco · e2 donna del bianco · f2 pedone del bianco · g2 pedone del bianco · c1 alfiere del bianco · e1 torre del bianco · g1 re del bianco | c8 donna del nero · d8 torre del nero · f8 cavallo del nero · h8 torre del nero · b7 alfiere del nero · e7 cavallo del nero · f7 re del nero · g7 alfiere del nero · a6 pedone del nero · b6 pedone del nero · c6 pedone del nero · d6 pedone del nero · e6 pedone del nero · f6 pedone del nero · g6 pedone del nero · h6 pedone del nero · a4 pedone del bianco · d4 pedone del bianco · e4 pedone del bianco · h4 pedone del bianco · b3 alfiere del bianco · c3 cavallo del bianco · f3 cavallo del bianco · h3 torre del bianco · b2 pedone del bianco · c2 pedone del bianco · e2 donna del bianco · f2 pedone del bianco · g2 pedone del bianco · c1 alfiere del bianco · e1 torre del bianco · g1 re del bianco | 2 |
| 1 | c8 donna del nero · d8 torre del nero · f8 cavallo del nero · h8 torre del nero · b7 alfiere del nero · e7 cavallo del nero · f7 re del nero · g7 alfiere del nero · a6 pedone del nero · b6 pedone del nero · c6 pedone del nero · d6 pedone del nero · e6 pedone del nero · f6 pedone del nero · g6 pedone del nero · h6 pedone del nero · a4 pedone del bianco · d4 pedone del bianco · e4 pedone del bianco · h4 pedone del bianco · b3 alfiere del bianco · c3 cavallo del bianco · f3 cavallo del bianco · h3 torre del bianco · b2 pedone del bianco · c2 pedone del bianco · e2 donna del bianco · f2 pedone del bianco · g2 pedone del bianco · c1 alfiere del bianco · e1 torre del bianco · g1 re del bianco | c8 donna del nero · d8 torre del nero · f8 cavallo del nero · h8 torre del nero · b7 alfiere del nero · e7 cavallo del nero · f7 re del nero · g7 alfiere del nero · a6 pedone del nero · b6 pedone del nero · c6 pedone del nero · d6 pedone del nero · e6 pedone del nero · f6 pedone del nero · g6 pedone del nero · h6 pedone del nero · a4 pedone del bianco · d4 pedone del bianco · e4 pedone del bianco · h4 pedone del bianco · b3 alfiere del bianco · c3 cavallo del bianco · f3 cavallo del bianco · h3 torre del bianco · b2 pedone del bianco · c2 pedone del bianco · e2 donna del bianco · f2 pedone del bianco · g2 pedone del bianco · c1 alfiere del bianco · e1 torre del bianco · g1 re del bianco | c8 donna del nero · d8 torre del nero · f8 cavallo del nero · h8 torre del nero · b7 alfiere del nero · e7 cavallo del nero · f7 re del nero · g7 alfiere del nero · a6 pedone del nero · b6 pedone del nero · c6 pedone del nero · d6 pedone del nero · e6 pedone del nero · f6 pedone del nero · g6 pedone del nero · h6 pedone del nero · a4 pedone del bianco · d4 pedone del bianco · e4 pedone del bianco · h4 pedone del bianco · b3 alfiere del bianco · c3 cavallo del bianco · f3 cavallo del bianco · h3 torre del bianco · b2 pedone del bianco · c2 pedone del bianco · e2 donna del bianco · f2 pedone del bianco · g2 pedone del bianco · c1 alfiere del bianco · e1 torre del bianco · g1 re del bianco | c8 donna del nero · d8 torre del nero · f8 cavallo del nero · h8 torre del nero · b7 alfiere del nero · e7 cavallo del nero · f7 re del nero · g7 alfiere del nero · a6 pedone del nero · b6 pedone del nero · c6 pedone del nero · d6 pedone del nero · e6 pedone del nero · f6 pedone del nero · g6 pedone del nero · h6 pedone del nero · a4 pedone del bianco · d4 pedone del bianco · e4 pedone del bianco · h4 pedone del bianco · b3 alfiere del bianco · c3 cavallo del bianco · f3 cavallo del bianco · h3 torre del bianco · b2 pedone del bianco · c2 pedone del bianco · e2 donna del bianco · f2 pedone del bianco · g2 pedone del bianco · c1 alfiere del bianco · e1 torre del bianco · g1 re del bianco | c8 donna del nero · d8 torre del nero · f8 cavallo del nero · h8 torre del nero · b7 alfiere del nero · e7 cavallo del nero · f7 re del nero · g7 alfiere del nero · a6 pedone del nero · b6 pedone del nero · c6 pedone del nero · d6 pedone del nero · e6 pedone del nero · f6 pedone del nero · g6 pedone del nero · h6 pedone del nero · a4 pedone del bianco · d4 pedone del bianco · e4 pedone del bianco · h4 pedone del bianco · b3 alfiere del bianco · c3 cavallo del bianco · f3 cavallo del bianco · h3 torre del bianco · b2 pedone del bianco · c2 pedone del bianco · e2 donna del bianco · f2 pedone del bianco · g2 pedone del bianco · c1 alfiere del bianco · e1 torre del bianco · g1 re del bianco | c8 donna del nero · d8 torre del nero · f8 cavallo del nero · h8 torre del nero · b7 alfiere del nero · e7 cavallo del nero · f7 re del nero · g7 alfiere del nero · a6 pedone del nero · b6 pedone del nero · c6 pedone del nero · d6 pedone del nero · e6 pedone del nero · f6 pedone del nero · g6 pedone del nero · h6 pedone del nero · a4 pedone del bianco · d4 pedone del bianco · e4 pedone del bianco · h4 pedone del bianco · b3 alfiere del bianco · c3 cavallo del bianco · f3 cavallo del bianco · h3 torre del bianco · b2 pedone del bianco · c2 pedone del bianco · e2 donna del bianco · f2 pedone del bianco · g2 pedone del bianco · c1 alfiere del bianco · e1 torre del bianco · g1 re del bianco | c8 donna del nero · d8 torre del nero · f8 cavallo del nero · h8 torre del nero · b7 alfiere del nero · e7 cavallo del nero · f7 re del nero · g7 alfiere del nero · a6 pedone del nero · b6 pedone del nero · c6 pedone del nero · d6 pedone del nero · e6 pedone del nero · f6 pedone del nero · g6 pedone del nero · h6 pedone del nero · a4 pedone del bianco · d4 pedone del bianco · e4 pedone del bianco · h4 pedone del bianco · b3 alfiere del bianco · c3 cavallo del bianco · f3 cavallo del bianco · h3 torre del bianco · b2 pedone del bianco · c2 pedone del bianco · e2 donna del bianco · f2 pedone del bianco · g2 pedone del bianco · c1 alfiere del bianco · e1 torre del bianco · g1 re del bianco | c8 donna del nero · d8 torre del nero · f8 cavallo del nero · h8 torre del nero · b7 alfiere del nero · e7 cavallo del nero · f7 re del nero · g7 alfiere del nero · a6 pedone del nero · b6 pedone del nero · c6 pedone del nero · d6 pedone del nero · e6 pedone del nero · f6 pedone del nero · g6 pedone del nero · h6 pedone del nero · a4 pedone del bianco · d4 pedone del bianco · e4 pedone del bianco · h4 pedone del bianco · b3 alfiere del bianco · c3 cavallo del bianco · f3 cavallo del bianco · h3 torre del bianco · b2 pedone del bianco · c2 pedone del bianco · e2 donna del bianco · f2 pedone del bianco · g2 pedone del bianco · c1 alfiere del bianco · e1 torre del bianco · g1 re del bianco | 1 |
|   | a | b | c | d | e | f | g | h |   |

## Partite d'esempio
Alcune partite su Chessgames.com: 
- Spasskij-Ujtelky, Sochi 1964 (1-0)

- Petrosyan-Spasskij, Campionato del mondo 1966, 12ª partita (½-½)

- Petrosyan-Spasskij, Campionato del mondo 1966, 16ª partita (½-½)

- Bárczay-Ivkov, Interzonale di Sousse 1967 (0-1)

- Baburin-Miles, Campionato inglese a squadre 2000-01 (0-1)[4]